# Schnellfahrstrecke Hannover–Würzburg
| |                      |                                                                              |                                                                              |
| Streckennummer (DB): | 1733                 |                                                                              |                                                                              |
| Kursbuchstrecke (DB): | 351, 900.1           |                                                                              |                                                                              |
| Streckenlänge: | 327 km               |                                                                              |                                                                              |
| Spurweite: | 1435 mm (Normalspur) |                                                                              |                                                                              |
| Streckenklasse: | D4                   |                                                                              |                                                                              |
| Stromsystem: | 15 kV 16,7 Hz ~      |                                                                              |                                                                              |
| Maximale Neigung: | 12,5 ‰               |                                                                              |                                                                              |
| Minimaler Radius: | 5100 m               |                                                                              |                                                                              |
| Streckengeschwindigkeit: | 280 km/h             |                                                                              |                                                                              |
| Zugbeeinflussung: | PZB, LZB             |                                                                              |                                                                              |
| Zweigleisigkeit: | durchgehend          |                                                                              |                                                                              |
| |                      |                                                                              |                                                                              |
| \| \| \| von Hamburg/Heidebahn \| \| \| \| \| Strecke von Minden/Strecke von Bremen \| \| \| \| \| S-Bahn Hannover \| \| \| \| 0,000 \| Hannover Hbf \| Hannover Hbf \| \| \| \| nach Lehrte \| \| \| \| \| ehem. nach Hannover Hbf Pferdeturm (Bbf) \| \| \| \| \| Hannover Lokalbf Hannover-Altenbekener \| \| \| \| \| Hannover Südbf (Gbf, 1880~1995) \| \| \| \| \| nach Altenbeken (bis 1909) \| \| \| \| 3,200 \| Hannover Bismarckstraße (Bft) \| Hannover Bismarckstraße (Bft) \| \| \| \| \| \| \| \| \| nach Altenbeken \| \| \| \| \| Güterumgehungsbahn Hannover \| \| \| \| \| von Güterumgehungsbahn Hannover \| \| \| \| 6,992 \| Hannover-Wülfel (bis 1977 Pbf) \| Hannover-Wülfel (bis 1977 Pbf) \| \| \| \| Hannover Messebahnhof (1953 bis 1998) \| \| \| \| 7,984 \| Hannover Messe/Laatzen (Bft) \| Hannover Messe/Laatzen (Bft) \| \| \| \| Rethen (Leine) \| \| \| \| \| \| \| \| \| 13,500 \| Laatzen Ritterkamp (Üst) \| Laatzen Ritterkamp (Üst) \| \| \| \| Sarstedt \| \| \| \| 18,100 \| Giften (Bk) \| Giften (Bk) \| \| \| 21,000 \| \| \| \| \| \| Barnten \| \| \| \| 25,300 \| Escherde \| Escherde \| \| \| 25,700 \| von/nach Hildesheim \| von/nach Hildesheim \| \| \| \| Nordstemmen (Keilbahnhof) \| \| \| \| \| nach Göttingen \| \| \| \| 28,200 \| B 1 \| B 1 \| \| \| \| Strecke von Hildesheim \| \| \| \| 29,450 \| Sorsum (Abzw) \| Sorsum (Abzw) \| \| \| 29,500 \| Escherbergtunnel (3.687 m) \| Escherbergtunnel (3.687 m) \| \| \| 34,400 \| Diekholzen (Üst) \| Diekholzen (Üst) \| \| \| 34,900 \| Eichenbergtunnel (1.157 m) \| Eichenbergtunnel (1.157 m) \| \| \| 36,800 \| Eggebergtunnel (332 m) \| Eggebergtunnel (332 m) \| \| \| 43,000 \| Almstedt \| Almstedt \| \| \| 45,800 \| Talbrücke Kassemühle (690 m) \| Talbrücke Kassemühle (690 m) \| \| \| 48,300 \| Netze (Üst) \| Netze (Üst) \| \| \| 48,500 \| Riesbergtunnel (1.322 m) \| Riesbergtunnel (1.322 m) \| \| \| 54,800 \| Gehrenrode (Üst) \| Gehrenrode (Üst) \| \| \| 56,200 \| Ohlenrode-Talbrücke (968 m) \| Ohlenrode-Talbrücke (968 m) \| \| \| 58,000 \| Hellebergtunnel (1.641 m) \| Hellebergtunnel (1.641 m) \| \| \| 60,000 \| Mahmilch-Talbrücke (200 m) \| Mahmilch-Talbrücke (200 m) \| \| \| 60,600 \| Wadenbergtunnel (420 m) \| Wadenbergtunnel (420 m) \| \| \| \| \| \| \| \| 61,100 \| Gandetalbrücke (396 m), B 64 Strecke Kreiensen–Braunschweig \| Gandetalbrücke (396 m), B 64 Strecke Kreiensen–Braunschweig \| \| \| \| \| \| \| \| 62,200 \| Orxhausen \| Orxhausen \| \| \| 63,400 \| Hopfenbergtunnel (728 m) \| Hopfenbergtunnel (728 m) \| \| \| \| \| \| \| \| 64,300 \| Auetalbrücke (1.056 m), Strecke Kreiensen–Osterode (Harz) \| Auetalbrücke (1.056 m), Strecke Kreiensen–Osterode (Harz) \| \| \| \| \| \| \| \| 66,600 \| Sohlbergtunnel (1.729 m) \| Sohlbergtunnel (1.729 m) \| \| \| 68,900 \| Ahlshausen (Üst) \| Ahlshausen (Üst) \| \| \| 69,500 \| Kriebergtunnel (2.994 m) \| Kriebergtunnel (2.994 m) \| \| \| \| B 3 \| \| \| \| 74,700 \| von Hannover \| von Hannover \| \| \| \| Bundesautobahn 7 \| \| \| \| 77,335 \| Edesheim (Leine) (Abzw) \| Edesheim (Leine) (Abzw) \| \| \| \| nach Edesheim Süd \| \| \| \| 78,400 \| Rhumebrücke (554 m), Rhumebrücke (91 m) \| Rhumebrücke (554 m), Rhumebrücke (91 m) \| \| \| \| von Nordhausen \| \| \| \| \| Northeim (Han) (Keilbahnhof) \| \| \| \| \| (Umfahrung Northeim) \| \| \| \| 81,700 \| nach Ottbergen \| nach Ottbergen \| \| \| 82,200 \| Sudheim (Bk; Üst 1987–2017) \| Sudheim (Bk; Üst 1987–2017) \| \| \| \| B 3 \| \| \| \| 90,105 \| Nörten-Hardenberg \| Nörten-Hardenberg \| \| \| \| zum Kalischacht Reyershausen \| \| \| \| \| Bovenden \| \| \| \| 93,400 \| Bovender Deckel (400 m) \| Bovender Deckel (400 m) \| \| \| 95,800 \| von Bodenfelde \| von Bodenfelde \| \| \| \| Göttingen-Weende \| \| \| \| \| Bundesstraße 3 (ehem. Bundesautobahn 388) \| \| \| \| \| Göttingen Gbf \| \| \| \| 99,445 \| Göttingen \| Göttingen \| \| \| \| Bundesstraße 3 \| \| \| \| \| ehem. Gartetalbahn nach Duderstadt (Schmalspur) \| \| \| \| \| ehem. Trasse nach Eichenberg (bis 1922) \| \| \| \| \| Leine \| \| \| \| \| Strecke nach Eichenberg (ab 1922) \| \| \| \| 102,000 \| Göttingen Siekweg (Abzw) \| Göttingen Siekweg (Abzw) \| \| \| \| ehem. Hannöversche Südbahn nach Kassel \| \| \| \| 103,600 \| A 7 \| A 7 \| \| \| 105,100 \| Grundbach-Talbrücke (450 m) \| Grundbach-Talbrücke (450 m) \| \| \| 106,500 \| Mengershausen (Üst) \| Mengershausen (Üst) \| \| \| 108,400 \| Leinebuschtunnel (1.740 m) \| Leinebuschtunnel (1.740 m) \| \| \| 110,700 \| Endelskamptunnel (673 m) \| Endelskamptunnel (673 m) \| \| \| 112,000 \| Jühnde \| 280 m \| \| \| 112,700 \| Mackenrodttunnel (849 m) \| Mackenrodttunnel (849 m) \| \| \| 114,400 \| Rauhebergtunnel (5.210 m) \| Rauhebergtunnel (5.210 m) \| \| \| 113,800 \| Regionalbereichsgrenze Nord/Mitte \| Regionalbereichsgrenze Nord/Mitte \| \| \| 120,000 \| Lippoldshausen (Üst) \| Lippoldshausen (Üst) \| \| \| 120,500 \| Werratalbrücke Hedemünden (415 m), Werra, B 80 \| Werratalbrücke Hedemünden (415 m), Werra, B 80 \| \| \| \| Strecke Kassel–Eichenberg \| \| \| \| 121,000 \| Mündener Tunnel (10.525 m) \| Mündener Tunnel (10.525 m) \| \| \| 124,217 \| Hann Münden Kattenbühl (Üst) \| Hann Münden Kattenbühl (Üst) \| \| \| 130,009 \| Lutterberg (Üst) \| Lutterberg (Üst) \| \| \| 131,500 \| \| \| \| \| 131,800 \| Mühlenkopftunnel (1.345 m) \| Mühlenkopftunnel (1.345 m) \| \| \| \| \| \| \| \| 133,215 \| Fuldatalbrücke Kragenhof (250 m), Fulda, Landesgrenze Niedersachsen / Hessen \| Fuldatalbrücke Kragenhof (250 m), Fulda, Landesgrenze Niedersachsen / Hessen \| \| \| \| \| \| \| \| 134,200 \| Lohbergtunnel (1.072 m) \| Lohbergtunnel (1.072 m) \| \| \| \| Hannöversche Südbahn von Göttingen (höhenfrei) \| \| \| \| 134,475 \| Fuldatal-Ihringshausen \| Fuldatal-Ihringshausen \| \| \| \| nach Espenau-Mönchehof (höhenfrei, geplant) \| \| \| \| \| (Überwerfungsbauwerk) \| \| \| \| \| B 7 \| \| \| \| \| Vellmar-Niedervellmar \| \| \| \| \| Vellmar-Niedervellmar (Abzw) \| \| \| \| \| Strecke von Warburg \| \| \| \| 140,434 \| Kassel Nordwest A (Abzw) \| Kassel Nordwest A (Abzw) \| \| \| \| Kassel Rbf Nord \| \| \| \| \| B 251 (Wolfhager Straße, Drei Brücken) \| \| \| \| 141,600 \| Kassel Nordwest B (Abzw/Bft) \| Kassel Nordwest B (Abzw/Bft) \| \| \| 142,300 \| Kassel Werkekreuzung (Dkst) \| Kassel Werkekreuzung (Dkst) \| \| \| \| Kassel Rbf \| \| \| \| \| Hannöversche Südbahn nach Kassel Hbf \| \| \| \| \| Strecke nach Kassel Unterstadt \| \| \| \| \| Main-Weser-Bahn von Kassel Hbf \| \| \| \| \| Strecke Warburg–Kassel \| \| \| \| \| Berliner Brücke \| \| \| \| \| Wilhelmshöher Allee \| \| \| \| 144,175 \| Kassel-Wilhelmshöhe \| Kassel-Wilhelmshöhe \| \| \| \| Herkulesbahn (1000-mm-Schmalspur) \| \| \| \| \| Strecke nach Waldkappel \| \| \| \| \| nach Naumburg \| \| \| \| \| Bundesstraße 520 \| \| \| \| \| (Überwerfungsbauwerk) \| \| \| \| 147,850 \| Kassel-Oberzwehren (Abzw) \| Kassel-Oberzwehren (Abzw) \| \| \| \| Kreuzungsbauwerk Oberzwehren (1.147 m) \| \| \| \| \| \| \| \| \| \| Kassel-Oberzwehren \| \| \| \| \| Bundesautobahn 49 \| \| \| \| 149,700 \| Kassel Keilsberg (Üst) \| Kassel Keilsberg (Üst) \| \| \| 150,000 \| A 44 \| A 44 \| \| \| \| Baunatal-Rengershausen \| \| \| \| \| \| \| \| \| \| Main-Weser-Bahn nach Frankfurt, zur Friedrich-Wilhelms-Nordbahn nach Bebra \| \| \| \| \| \| \| \| \| \| Rengershausener Tunnel (1.592 m) \| \| \| \| 151,700 \| Fuldatalbrücke Fuldabrück (422 m), Fulda \| Fuldatalbrücke Fuldabrück (422 m), Fulda \| \| \| 154,000 \| Dörnhagentunnel (739 m), Bundesautobahn 7 \| Dörnhagentunnel (739 m), Bundesautobahn 7 \| \| \| 155,900 \| Dörnhagen Schwarzenbach (Üst) \| Dörnhagen Schwarzenbach (Üst) \| \| \| 156,200 \| Schwarzenbach-Talbrücke (660 m) \| Schwarzenbach-Talbrücke (660 m) \| \| \| 157,100 \| Kehrenbergtunnel (2.400 m) \| Kehrenbergtunnel (2.400 m) \| \| \| 159,700 \| Trockene-Mülmisch-Talbrücke (320 m) \| Trockene-Mülmisch-Talbrücke (320 m) \| \| \| 160,500 \| Körle Ost \| 250 m \| \| \| 161,700 \| Mülmischtalbrücke (870 m) \| Mülmischtalbrücke (870 m) \| \| \| 162,800 \| Erbelbergtunnel (200 m) \| Erbelbergtunnel (200 m) \| \| \| 163,100 \| Breitenbach-Talbrücke (440 m) \| Breitenbach-Talbrücke (440 m) \| \| \| 163,600 \| Hainbuchtunnel (1.520 m) \| Hainbuchtunnel (1.520 m) \| \| \| 165,200 \| Kaiserautunnel (1.861 m) \| Kaiserautunnel (1.861 m) \| \| \| 166,800 \| Spangenberg Kaiserau (Üst) \| Spangenberg Kaiserau (Üst) \| \| \| \| \| \| \| \| 167,100 \| Kehrenbach-Talbrücke (306 m) \| Kehrenbach-Talbrücke (306 m) \| \| \| 167,500 \| Weltkugeltunnel (1.641 m) \| Weltkugeltunnel (1.641 m) \| \| \| 169,200 \| Pfieffetalbrücke (812 m), B 487 \| Pfieffetalbrücke (812 m), B 487 \| \| \| \| ehem. Kanonenbahn Eschwege–Treysa \| \| \| \| 170,800 \| Wildsbergtunnel (2.708 m) \| Wildsbergtunnel (2.708 m) \| \| \| 172,000 \| Heina Wildsberg (Üst) \| Heina Wildsberg (Üst) \| \| \| \| \| \| \| \| 173,800 \| Fuldatalbrücke Morschen (1.450 m), Bundesstraße 83 \| Fuldatalbrücke Morschen (1.450 m), Bundesstraße 83 \| \| \| \| Friedrich-Wilhelms-Nordbahn Kassel–Bebra \| \| \| \| \| Fulda \| \| \| \| 175,300 \| Sengebergtunnel (2.807 m) \| Sengebergtunnel (2.807 m) \| \| \| 178,200 \| Heidelbach-Talbrücke (390 m) \| Heidelbach-Talbrücke (390 m) \| \| \| 179,571 \| Licherode \| 325 m \| \| \| 180,700 \| Schalkenbergtunnel (2.834 m) \| Schalkenbergtunnel (2.834 m) \| \| \| 183,700 \| Ersrode (Üst) \| Ersrode (Üst) \| \| \| 183,700 \| Hainrodetunnel (5.370 m) \| Hainrodetunnel (5.370 m) \| \| \| 189,400 \| Mühlbach (Üst) \| 345 m \| \| \| 189,800 \| Mühlbachtunnel (1.697 m) \| Mühlbachtunnel (1.697 m) \| \| \| 191,600 \| Schmittebergtunnel (321 m) \| Schmittebergtunnel (321 m) \| \| \| 192,000 \| Geisbach-Talbrücke (396 m), Bundesstraße 324 \| Geisbach-Talbrücke (396 m), Bundesstraße 324 \| \| \| 192,400 \| Erzebach-Talbrücke (308 m), Bundesautobahn 7 \| Erzebach-Talbrücke (308 m), Bundesautobahn 7 \| \| \| 192,900 \| Kalter-Sand-Tunnel (1.043 m), A7 \| Kalter-Sand-Tunnel (1.043 m), A7 \| \| \| 194,000 \| Eckerteroder Talbrücke (75 m) \| Eckerteroder Talbrücke (75 m) \| \| \| 194,300 \| Schickebergtunnel (1.517 m), A 7 \| Schickebergtunnel (1.517 m), A 7 \| \| \| 196,473 \| Kirchheim \| 330 m \| \| \| 197,200 \| Krämerskuppetunnel (838 m), A 7 \| Krämerskuppetunnel (838 m), A 7 \| \| \| 198,200 \| Wälsebachtalbrücke (721 m) \| Wälsebachtalbrücke (721 m) \| \| \| 199,000 \| Kirchheimtunnel (3.820 m) \| Kirchheimtunnel (3.820 m) \| \| \| 202,100 \| Hattenbach (Üst) \| Hattenbach (Üst) \| \| \| \| \| \| \| \| 202,900 \| Aula-Talbrücke (880 m), B 454 \| Aula-Talbrücke (880 m), B 454 \| \| \| \| Treysa–Niederaula \| \| \| \| 203,900 \| Hattenbergtunnel (444 m) \| Hattenbergtunnel (444 m) \| \| \| 204,400 \| Hattenbach-Talbrücke (308 m) \| Hattenbach-Talbrücke (308 m) \| \| \| 204,900 \| Warteküppeltunnel (835 m) \| Warteküppeltunnel (835 m) \| \| \| 206,100 \| Fuldatalbrücke Solms (1.628 m), B 62 \| Fuldatalbrücke Solms (1.628 m), B 62 \| \| \| \| Strecke Breitenbach–Niederaula \| \| \| \| \| Fulda \| \| \| \| 207,996 \| Niederaula-Solms Richthof (Üst) \| 240 m \| \| \| 208,100 \| Richthoftunnel (3.510 m), A 7 \| Richthoftunnel (3.510 m), A 7 \| \| \| 211,700 \| Schwarzbach-Talbrücke (748 m) \| Schwarzbach-Talbrücke (748 m) \| \| \| 212,800 \| Dornbuschtunnel (557 m) \| Dornbuschtunnel (557 m) \| \| \| \| von Wildeck-Hönebach (geplant) \| \| \| \| 214,340 \| Langenschwarz \| 300 m \| \| \| 215,400 \| Witzelhöhetunnel (796 m) \| Witzelhöhetunnel (796 m) \| \| \| 216,700 \| Eichbergtunnel (976 m) \| Eichbergtunnel (976 m) \| \| \| 218,500 \| Rombachtalbrücke (986 m) \| Rombachtalbrücke (986 m) \| \| \| 220,200 \| Ganzbergtunnel (387 m) \| Ganzbergtunnel (387 m) \| \| \| 221,858 \| Michelsrombach (Üst) \| 360 m \| \| \| 223,700 \| Dietershantunnel (7.375 m) \| Dietershantunnel (7.375 m) \| \| \| 228,100 \| Dietershan (Üst) \| Dietershan (Üst) \| \| \| \| A 7 (2×) \| \| \| \| \| von Göttingen (höhenfrei) \| \| \| \| 232,800 \| Fulda SFS Nord (Bft) \| Fulda SFS Nord (Bft) \| \| \| \| nach Fulda (Richtungsbetrieb) \| \| \| \| \| von Fulda SFS Nord (Richtungsbetrieb) \| \| \| \| \| von Gießen \| \| \| \| 234,136 \| Fulda \| Fulda \| \| \| \| nach Fulda Gbf \| \| \| \| \| nach Fulda Bronnzell (Richtungsbetrieb) \| \| \| \| \| von Fulda Gbf \| \| \| \| \| von Fulda (Richtungsbetrieb) \| \| \| \| 238,400 \| Fulda Bronnzell (Bft) \| Fulda Bronnzell (Bft) \| \| \| \| nach Gersfeld \| \| \| \| \| nach Frankfurt (höhenfrei) \| \| \| \| 240,400 \| Fuldatalbrücke (240 m), Fulda \| Fuldatalbrücke (240 m), Fulda \| \| \| \| Fliede \| \| \| \| 241,200 \| Sulzhoftunnel (714 m) \| Sulzhoftunnel (714 m) \| \| \| 242,700 \| Nördliche Fliedetalbrücke (880 m), Bundesstraße 40 \| Nördliche Fliedetalbrücke (880 m), Bundesstraße 40 \| \| \| \| Fliede \| \| \| \| 243,800 \| Frankfurt–Göttingen \| Frankfurt–Göttingen \| \| \| \| Südliche Fliedetalbrücke (628 m), A 66 \| \| \| \| 245,900 \| Neuhof Hartberg (Üst) \| 320 m \| \| \| 246,500 \| Hartbergtunnel (773 m) \| Hartbergtunnel (773 m) \| \| \| 247,900 \| Kalbachtunnel (1.287 m) \| Kalbachtunnel (1.287 m) \| \| \| 249,400 \| Kalbach (geplant) \| Kalbach (geplant) \| \| \| \| nach Hanau (geplant) \| \| \| \| 249,800 \| Bornhecketunnel (773 m) \| Bornhecketunnel (773 m) \| \| \| 250,800 \| Kalbach-Talbrücke (364 m) \| Kalbach-Talbrücke (364 m) \| \| \| 251,300 \| Landrückentunnel (10.779 m) \| Landrückentunnel (10.779 m) \| \| \| 252,097 \| Kalbach Landrücken Nord (Üst) \| Kalbach Landrücken Nord (Üst) \| \| \| 258,100 \| Sinntal Landrücken Süd (Üst) \| Sinntal Landrücken Süd (Üst) \| \| \| \| \| \| \| \| 262,200 \| Sinntalbrücke Mottgers (427 m) \| Sinntalbrücke Mottgers (427 m) \| \| \| 262,800 \| Schwarzenfelstunnel (2.120 m) \| Schwarzenfelstunnel (2.120 m) \| \| \| 264,930 \| Regionalbereichsgrenze Mitte/Süd \| Regionalbereichsgrenze Mitte/Süd \| \| \| 266,217 \| Mottgers \| Mottgers \| \| \| \| Landesgrenze Hessen / Bayern \| \| \| \| 267,400 \| Sinntalbrücke Zeitlofs (704 m) \| Sinntalbrücke Zeitlofs (704 m) \| \| \| \| Jossa–Wildflecken \| \| \| \| 268,100 \| Tunnel Altengronauer Forst (2.353 m) \| Tunnel Altengronauer Forst (2.353 m) \| \| \| \| Landesgrenze Bayern / Hessen \| \| \| \| \| \| \| \| \| 270,600 \| Roßbacher-Forst-Tunnel (255 m) \| Roßbacher-Forst-Tunnel (255 m) \| \| \| 270,619 \| Altengronau (Üst) \| Altengronau (Üst) \| \| \| 271,170 \| Landesgrenze Hessen / Bayern \| Landesgrenze Hessen / Bayern \| \| \| 271,900 \| Hangbrücke Dittenbrunn (396 m) \| Hangbrücke Dittenbrunn (396 m) \| \| \| 272,300 \| Dittenbrunntunnel (822 m) \| Dittenbrunntunnel (822 m) \| \| \| 273,500 \| Talbrücke Obersinn (178 m) \| Talbrücke Obersinn (178 m) \| \| \| 274,900 \| Talbrücke Mittelsinn (152 m) \| Talbrücke Mittelsinn (152 m) \| \| \| \| Strecke von Flieden \| \| \| \| 277,807 \| Dittenbrunn (Üst) \| Dittenbrunn (Üst) \| \| \| \| Burgsinn \| 184 m \| \| \| 281,800 \| Burgsinntunnel (729 m) \| Burgsinntunnel (729 m) \| \| \| \| \| \| \| \| 283,913 \| Burgsinn Bbf \| 180 m \| \| \| \| Rieneck Sinnberg (Abzw) \| \| \| \| 285,500 \| Sinnbergtunnel (2.159 m) \| Sinnbergtunnel (2.159 m) \| \| \| \| \| \| \| \| 289,000 \| Sinntalbrücke Schaippach (442 m) nach Gemünden \| Sinntalbrücke Schaippach (442 m) nach Gemünden \| \| \| \| \| \| \| \| \| Sinn \| \| \| \| 289,400 \| Einmalbergtunnel (1.141 m) \| Einmalbergtunnel (1.141 m) \| \| \| \| B 26 \| \| \| \| \| \| \| \| \| 291,100 \| Maintalbrücke Gemünden (794 m), Aschaffenburg–Würzburg \| Maintalbrücke Gemünden (794 m), Aschaffenburg–Würzburg \| \| \| \| \| \| \| \| \| Main \| \| \| \| 291,900 \| Mühlbergtunnel (5.528 m) \| Mühlbergtunnel (5.528 m) \| \| \| 293,245 \| Gemünden Mühlberg (Üst) \| Gemünden Mühlberg (Üst) \| \| \| 294,000 \| Schönraintunnel \| Schönraintunnel \| \| \| \| \| \| \| \| \| \| \| \| \| \| Nantenbacher Kurve von Nantenbach (niveaufreie Trennung) \| \| \| \| \| \| \| \| \| 302,475 \| Rohrbach \| 283 m \| \| \| 308,000 \| Hanfgartentunnel (400 m) \| Hanfgartentunnel (400 m) \| \| \| 308,800 \| Hohe Wart-Tunnel (872 m) \| Hohe Wart-Tunnel (872 m) \| \| \| 309,867 \| Zellingen Hohe Wart (Üst) \| Zellingen Hohe Wart (Üst) \| \| \| 311,800 \| Bartelsgrabentalbrücke (1.160 m) \| Bartelsgrabentalbrücke (1.160 m) \| \| \| 313,300 \| Leinachtalbrücke (1.232 m) \| Leinachtalbrücke (1.232 m) \| \| \| 314,700 \| Espenlohtunnel (2.235 m) \| Espenlohtunnel (2.235 m) \| \| \| 316,283 \| Leinach Espenloh (Üst) \| Leinach Espenloh (Üst) \| \| \| \| \| \| \| \| 317,100 \| Eichelbergtunnel (1.869 m) \| Eichelbergtunnel (1.869 m) \| \| \| 319,000 \| Bärntal-Talbrücke (71 m) \| Bärntal-Talbrücke (71 m) \| \| \| 319,100 \| Neubergtunnel (1.946 m) \| Neubergtunnel (1.946 m) \| \| \| 321,016 \| Margetshöchheim Neuberg (Üst) \| Margetshöchheim Neuberg (Üst) \| \| \| 321,300 \| Maintalbrücke Veitshöchheim (1.280 m), Main \| Maintalbrücke Veitshöchheim (1.280 m), Main \| \| \| \| Würzburg–Aschaffenburg/–Veitshöchheim, B 27 \| \| \| \| 322,600 \| Roßbergtunnel (2.164 m) \| Roßbergtunnel (2.164 m) \| \| \| 324,800 \| Dürrbachtal-Talbrücke (128 m) \| Dürrbachtal-Talbrücke (128 m) \| \| \| 325,000 \| Steinbergtunnel (579 m) \| Steinbergtunnel (579 m) \| \| \| \| von Veitshöchheim (Überwerfungsbauwerk) \| \| \| \| \| von Aschaffenburg \| \| \| \| 327,362 \| Würzburg Hbf \| 181 m \| \| \| \| nach Treuchtlingen \| \| \| \| \| nach Fürth und nach Rottendorf \| \| \| \| \| \| \| \| Quellen: [2] \| \| \| \| |                      |                                                                              |                                                                              |
| Strecke |                      | von Hamburg/Heidebahn                                                        | von Hamburg/Heidebahn                                                        |
| Kreuzung geradeaus unten · Strecke von rechts |                      | Strecke von Minden/Strecke von Bremen                                        | Strecke von Minden/Strecke von Bremen                                        |
| Strecke von rechts · Strecke · Strecke |                      | S-Bahn Hannover                                                              | S-Bahn Hannover                                                              |
| S-Bahnhof · Bahnhof · S-Bahnhof | 0,000                | Hannover Hbf                                                                 | Hannover Hbf                                                                 |
| Verschwenkung von links (Strecke außer Betrieb) · Verschwenkung von rechts · Verschwenkung von rechts · Verschwenkung von rechts |                      | nach Lehrte                                                                  | nach Lehrte                                                                  |
| Abzweig geradeaus und von links (Strecke außer Betrieb) · Kreuzung geradeaus oben (Querstrecke außer Betrieb) · Kreuzung geradeaus oben (Querstrecke außer Betrieb) · Abzweig ehemals quer und nach links |                      | ehem. nach Hannover Hbf Pferdeturm (Bbf)                                     | ehem. nach Hannover Hbf Pferdeturm (Bbf)                                     |
| Bahnhof (Strecke außer Betrieb) · Strecke · Strecke |                      | Hannover Lokalbf Hannover-Altenbekener                                       | Hannover Lokalbf Hannover-Altenbekener                                       |
| Strecke nach links (außer Betrieb) · Abzweig geradeaus und ehemals von rechts · Strecke |                      | Hannover Südbf (Gbf, 1880~1995)                                              | Hannover Südbf (Gbf, 1880~1995)                                              |
| Strecke quer (außer Betrieb) · Abzweig geradeaus und ehemals nach rechts · Strecke |                      | nach Altenbeken (bis 1909)                                                   | nach Altenbeken (bis 1909)                                                   |
| S-Bahnhof · Bahnhof | 3,200                | Hannover Bismarckstraße (Bft)                                                | Hannover Bismarckstraße (Bft)                                                |
| Strecke von links · Strecke nach rechts und von links · Abzweig geradeaus und nach rechts |                      |                                                                              |                                                                              |
| Abzweig geradeaus und nach rechts · Strecke · Strecke |                      | nach Altenbeken                                                              | nach Altenbeken                                                              |
| Kreuzung geradeaus unten · Kreuzung geradeaus unten · Kreuzung geradeaus unten |                      | Güterumgehungsbahn Hannover                                                  | Güterumgehungsbahn Hannover                                                  |
| Abzweig geradeaus und von rechts · Strecke · Abzweig geradeaus, von links und von rechts |                      | von Güterumgehungsbahn Hannover                                              | von Güterumgehungsbahn Hannover                                              |
| Strecke · Dienststation / Betriebs- oder Güterbahnhof · Dienststation / Betriebs- oder Güterbahnhof | 6,992                | Hannover-Wülfel (bis 1977 Pbf)                                               | Hannover-Wülfel (bis 1977 Pbf)                                               |
| Strecke · Strecke · Abzweig geradeaus und ehemals nach links · Kopfbahnhof Streckenende und quer (Strecke außer Betrieb) |                      | Hannover Messebahnhof (1953 bis 1998)                                        | Hannover Messebahnhof (1953 bis 1998)                                        |
| S-Kopfbahnhof Streckenende · Bahnhof · S-Bahnhof | 7,984                | Hannover Messe/Laatzen (Bft)                                                 | Hannover Messe/Laatzen (Bft)                                                 |
| Strecke · Bahnhof mit S-Bahn-Halt |                      | Rethen (Leine)                                                               | Rethen (Leine)                                                               |
| Verschwenkung nach links · Verschwenkung nach links |                      |                                                                              |                                                                              |
| Überleitstelle / Spurwechsel · Strecke | 13,500               | Laatzen Ritterkamp (Üst)                                                     | Laatzen Ritterkamp (Üst)                                                     |
| Strecke · Bahnhof mit S-Bahn-Halt |                      | Sarstedt                                                                     | Sarstedt                                                                     |
| Überleitstelle / Spurwechsel · Strecke | 18,100               | Giften (Bk)                                                                  | Giften (Bk)                                                                  |
| Strecke von links · Kreuzung geradeaus oben · Strecke nach rechts | 21,000               |                                                                              |                                                                              |
| Bahnhof mit S-Bahn-Halt · Strecke |                      | Barnten                                                                      | Barnten                                                                      |
| Strecke · Dienststation / Betriebs- oder Güterbahnhof | 25,300               | Escherde                                                                     | Escherde                                                                     |
| Abzweig geradeaus, nach links und von links · Kreuzung geradeaus unten | 25,700               | von/nach Hildesheim                                                          | von/nach Hildesheim                                                          |
| Bahnhof · Strecke |                      | Nordstemmen (Keilbahnhof)                                                    | Nordstemmen (Keilbahnhof)                                                    |
| Strecke nach rechts · Strecke |                      | nach Göttingen                                                               | nach Göttingen                                                               |
| Strecke mit Straßenbrücke | 28,200               | B 1                                                                          | B 1                                                                          |
| Abzweig geradeaus und von links |                      | Strecke von Hildesheim                                                       | Strecke von Hildesheim                                                       |
| Blockstelle | 29,450               | Sorsum (Abzw)                                                                | Sorsum (Abzw)                                                                |
| Tunnel | 29,500               | Escherbergtunnel (3.687 m)                                                   | Escherbergtunnel (3.687 m)                                                   |
| Überleitstelle / Spurwechsel | 34,400               | Diekholzen (Üst)                                                             | Diekholzen (Üst)                                                             |
| Tunnel | 34,900               | Eichenbergtunnel (1.157 m)                                                   | Eichenbergtunnel (1.157 m)                                                   |
| Tunnel | 36,800               | Eggebergtunnel (332 m)                                                       | Eggebergtunnel (332 m)                                                       |
| Dienststation / Betriebs- oder Güterbahnhof | 43,000               | Almstedt                                                                     | Almstedt                                                                     |
| Brücke | 45,800               | Talbrücke Kassemühle (690 m)                                                 | Talbrücke Kassemühle (690 m)                                                 |
| Überleitstelle / Spurwechsel | 48,300               | Netze (Üst)                                                                  | Netze (Üst)                                                                  |
| Tunnel | 48,500               | Riesbergtunnel (1.322 m)                                                     | Riesbergtunnel (1.322 m)                                                     |
| Überleitstelle / Spurwechsel | 54,800               | Gehrenrode (Üst)                                                             | Gehrenrode (Üst)                                                             |
| Brücke | 56,200               | Ohlenrode-Talbrücke (968 m)                                                  | Ohlenrode-Talbrücke (968 m)                                                  |
| Tunnel | 58,000               | Hellebergtunnel (1.641 m)                                                    | Hellebergtunnel (1.641 m)                                                    |
| Brücke | 60,000               | Mahmilch-Talbrücke (200 m)                                                   | Mahmilch-Talbrücke (200 m)                                                   |
| Tunnel | 60,600               | Wadenbergtunnel (420 m)                                                      | Wadenbergtunnel (420 m)                                                      |
| |                      |                                                                              |                                                                              |
| Kreuzung geradeaus oben | 61,100               | Gandetalbrücke (396 m), B 64 Strecke Kreiensen–Braunschweig                  | Gandetalbrücke (396 m), B 64 Strecke Kreiensen–Braunschweig                  |
| |                      |                                                                              |                                                                              |
| Dienststation / Betriebs- oder Güterbahnhof | 62,200               | Orxhausen                                                                    | Orxhausen                                                                    |
| Tunnel | 63,400               | Hopfenbergtunnel (728 m)                                                     | Hopfenbergtunnel (728 m)                                                     |
| |                      |                                                                              |                                                                              |
| Kreuzung geradeaus oben (Querstrecke außer Betrieb) | 64,300               | Auetalbrücke (1.056 m), Strecke Kreiensen–Osterode (Harz)                    | Auetalbrücke (1.056 m), Strecke Kreiensen–Osterode (Harz)                    |
| |                      |                                                                              |                                                                              |
| Tunnel | 66,600               | Sohlbergtunnel (1.729 m)                                                     | Sohlbergtunnel (1.729 m)                                                     |
| Überleitstelle / Spurwechsel | 68,900               | Ahlshausen (Üst)                                                             | Ahlshausen (Üst)                                                             |
| Tunnel | 69,500               | Kriebergtunnel (2.994 m)                                                     | Kriebergtunnel (2.994 m)                                                     |
| Brücke |                      | B 3                                                                          | B 3                                                                          |
| Kreuzung geradeaus oben · Strecke von rechts | 74,700               | von Hannover                                                                 | von Hannover                                                                 |
| Strecke mit Straßenbrücke · Strecke mit Straßenbrücke |                      | Bundesautobahn 7                                                             | Bundesautobahn 7                                                             |
| | 77,335               | Edesheim (Leine) (Abzw)                                                      | Edesheim (Leine) (Abzw)                                                      |
| |                      | nach Edesheim Süd                                                            |                                                                              |
| Brücke über Wasserlauf · Brücke über Wasserlauf | 78,400               | Rhumebrücke (554 m), Rhumebrücke (91 m)                                      | Rhumebrücke (554 m), Rhumebrücke (91 m)                                      |
| Strecke nach halbrechts · Abzweig geradeaus und von links |                      | von Nordhausen                                                               | von Nordhausen                                                               |
| Strecke von halblinks · Bahnhof |                      | Northeim (Han) (Keilbahnhof)                                                 | Northeim (Han) (Keilbahnhof)                                                 |
| Strecke · Strecke von links · Abzweig geradeaus und nach rechts |                      | (Umfahrung Northeim)                                                         | (Umfahrung Northeim)                                                         |
| Kreuzung geradeaus unten · Kreuzung geradeaus unten · Strecke nach rechts | 81,700               | nach Ottbergen                                                               | nach Ottbergen                                                               |
| Blockstelle · ehemaliger Haltepunkt / Haltestelle | 82,200               | Sudheim (Bk; Üst 1987–2017)                                                  | Sudheim (Bk; Üst 1987–2017)                                                  |
| Strecke mit Straßenbrücke · Strecke mit Straßenbrücke |                      | B 3                                                                          | B 3                                                                          |
| Bahnhof · Bahnhof | 90,105               | Nörten-Hardenberg                                                            | Nörten-Hardenberg                                                            |
| Strecke · Abzweig geradeaus und ehemals nach links |                      | zum Kalischacht Reyershausen                                                 | zum Kalischacht Reyershausen                                                 |
| Strecke · ehemaliger Bahnhof |                      | Bovenden                                                                     | Bovenden                                                                     |
| Tunnel · Tunnel | 93,400               | Bovender Deckel (400 m)                                                      | Bovender Deckel (400 m)                                                      |
| Kreuzung geradeaus unten · Abzweig geradeaus und von rechts | 95,800               | von Bodenfelde                                                               | von Bodenfelde                                                               |
| Strecke · ehemaliger Bahnhof |                      | Göttingen-Weende                                                             | Göttingen-Weende                                                             |
| Strecke mit Straßenbrücke · Strecke mit Straßenbrücke |                      | Bundesstraße 3 (ehem. Bundesautobahn 388)                                    | Bundesstraße 3 (ehem. Bundesautobahn 388)                                    |
| Strecke · Dienststation / Betriebs- oder Güterbahnhof |                      | Göttingen Gbf                                                                | Göttingen Gbf                                                                |
| Bahnhof · Bahnhof · Kopfbahnhof Streckenanfang (Strecke außer Betrieb) | 99,445               | Göttingen                                                                    | Göttingen                                                                    |
| Brücke · Brücke · Bahnübergang (Strecke außer Betrieb) |                      | Bundesstraße 3                                                               | Bundesstraße 3                                                               |
| Strecke · Strecke · Strecke nach links (außer Betrieb) |                      | ehem. Gartetalbahn nach Duderstadt (Schmalspur)                              | ehem. Gartetalbahn nach Duderstadt (Schmalspur)                              |
| Strecke · Abzweig geradeaus und ehemals nach links |                      | ehem. Trasse nach Eichenberg (bis 1922)                                      | ehem. Trasse nach Eichenberg (bis 1922)                                      |
| Brücke über Wasserlauf · Brücke über Wasserlauf |                      | Leine                                                                        | Leine                                                                        |
| Strecke · Abzweig ehemals geradeaus und nach links |                      | Strecke nach Eichenberg (ab 1922)                                            | Strecke nach Eichenberg (ab 1922)                                            |
| Blockstelle · Blockstelle (Strecke außer Betrieb) | 102,000              | Göttingen Siekweg (Abzw)                                                     | Göttingen Siekweg (Abzw)                                                     |
| |                      | ehem. Hannöversche Südbahn nach Kassel                                       |                                                                              |
| Brücke | 103,600              | A 7                                                                          | A 7                                                                          |
| Brücke | 105,100              | Grundbach-Talbrücke (450 m)                                                  | Grundbach-Talbrücke (450 m)                                                  |
| ehemalige Überleitstelle / Spurwechsel | 106,500              | Mengershausen (Üst)                                                          | Mengershausen (Üst)                                                          |
| Tunnel | 108,400              | Leinebuschtunnel (1.740 m)                                                   | Leinebuschtunnel (1.740 m)                                                   |
| Tunnel | 110,700              | Endelskamptunnel (673 m)                                                     | Endelskamptunnel (673 m)                                                     |
| Dienststation / Betriebs- oder Güterbahnhof | 112,000              | Jühnde                                                                       | 280 m                                                                        |
| Tunnel | 112,700              | Mackenrodttunnel (849 m)                                                     | Mackenrodttunnel (849 m)                                                     |
| Tunnel | 114,400              | Rauhebergtunnel (5.210 m)                                                    | Rauhebergtunnel (5.210 m)                                                    |
| Wechsel des Eisenbahninfrastrukturunternehmens | 113,800              | Regionalbereichsgrenze Nord/Mitte                                            | Regionalbereichsgrenze Nord/Mitte                                            |
| Überleitstelle / Spurwechsel | 120,000              | Lippoldshausen (Üst)                                                         | Lippoldshausen (Üst)                                                         |
| Strecke unter Wasserlauf Anfang Hochstrecke | 120,500              | Werratalbrücke Hedemünden (415 m), Werra, B 80                               | Werratalbrücke Hedemünden (415 m), Werra, B 80                               |
| Kreuzung Ende Hochstrecke |                      | Strecke Kassel–Eichenberg                                                    | Strecke Kassel–Eichenberg                                                    |
| Tunnelanfang | 121,000              | Mündener Tunnel (10.525 m)                                                   | Mündener Tunnel (10.525 m)                                                   |
| Überleitstelle / Spurwechsel (im Tunnel) | 124,217              | Hann Münden Kattenbühl (Üst)                                                 | Hann Münden Kattenbühl (Üst)                                                 |
| Überleitstelle / Spurwechsel (im Tunnel) | 130,009              | Lutterberg (Üst)                                                             | Lutterberg (Üst)                                                             |
| Tunnelende | 131,500              |                                                                              |                                                                              |
| Tunnel | 131,800              | Mühlenkopftunnel (1.345 m)                                                   | Mühlenkopftunnel (1.345 m)                                                   |
| |                      |                                                                              |                                                                              |
| Grenze auf Brücke über Wasserlauf | 133,215              | Fuldatalbrücke Kragenhof (250 m), Fulda, Landesgrenze Niedersachsen / Hessen | Fuldatalbrücke Kragenhof (250 m), Fulda, Landesgrenze Niedersachsen / Hessen |
| |                      |                                                                              |                                                                              |
| Tunnel | 134,200              | Lohbergtunnel (1.072 m)                                                      | Lohbergtunnel (1.072 m)                                                      |
| Abzweig geradeaus und von rechts |                      | Hannöversche Südbahn von Göttingen (höhenfrei)                               | Hannöversche Südbahn von Göttingen (höhenfrei)                               |
| Bahnhof | 134,475              | Fuldatal-Ihringshausen                                                       | Fuldatal-Ihringshausen                                                       |
| Abzweig geradeaus und ehemals nach rechts |                      | nach Espenau-Mönchehof (höhenfrei, geplant)                                  | nach Espenau-Mönchehof (höhenfrei, geplant)                                  |
| Abzweig geradeaus und nach links · Strecke von rechts |                      | (Überwerfungsbauwerk)                                                        | (Überwerfungsbauwerk)                                                        |
| Brücke · Brücke |                      | B 7                                                                          | B 7                                                                          |
| Strecke von links · Strecke nach rechts · Haltepunkt / Haltestelle |                      | Vellmar-Niedervellmar                                                        | Vellmar-Niedervellmar                                                        |
| Strecke · Strecke von links · Abzweig geradeaus und nach rechts |                      | Vellmar-Niedervellmar (Abzw)                                                 | Vellmar-Niedervellmar (Abzw)                                                 |
| Kreuzung geradeaus unten · Abzweig geradeaus und von rechts · Strecke |                      | Strecke von Warburg                                                          | Strecke von Warburg                                                          |
| Abzweig geradeaus und von rechts · Strecke · Strecke | 140,434              | Kassel Nordwest A (Abzw)                                                     | Kassel Nordwest A (Abzw)                                                     |
| Strecke · Dienststation / Betriebs- oder Güterbahnhof · Dienststation / Betriebs- oder Güterbahnhof |                      | Kassel Rbf Nord                                                              | Kassel Rbf Nord                                                              |
| Brücke · Brücke · Brücke |                      | B 251 (Wolfhager Straße, Drei Brücken)                                       | B 251 (Wolfhager Straße, Drei Brücken)                                       |
| Abzweig geradeaus und von links · Abzweig geradeaus und nach rechts · Strecke | 141,600              | Kassel Nordwest B (Abzw/Bft)                                                 | Kassel Nordwest B (Abzw/Bft)                                                 |
| Blockstelle · Strecke · Strecke | 142,300              | Kassel Werkekreuzung (Dkst)                                                  | Kassel Werkekreuzung (Dkst)                                                  |
| Strecke · Dienststation / Betriebs- oder Güterbahnhof · Dienststation / Betriebs- oder Güterbahnhof |                      | Kassel Rbf                                                                   | Kassel Rbf                                                                   |
| Strecke · Strecke · Strecke nach links |                      | Hannöversche Südbahn nach Kassel Hbf                                         | Hannöversche Südbahn nach Kassel Hbf                                         |
| Strecke · Abzweig geradeaus und nach links · Strecke quer |                      | Strecke nach Kassel Unterstadt                                               | Strecke nach Kassel Unterstadt                                               |
| Strecke · Strecke · Strecke von links |                      | Main-Weser-Bahn von Kassel Hbf                                               | Main-Weser-Bahn von Kassel Hbf                                               |
| Kreuzung geradeaus unten · Kreuzung geradeaus unten · Kreuzung geradeaus unten |                      | Strecke Warburg–Kassel                                                       | Strecke Warburg–Kassel                                                       |
| Strecke mit Straßenbrücke · Strecke mit Straßenbrücke · Strecke mit Straßenbrücke |                      | Berliner Brücke                                                              | Berliner Brücke                                                              |
| Strecke mit Straßenbrücke · Strecke mit Straßenbrücke · Strecke mit Straßenbrücke |                      | Wilhelmshöher Allee                                                          | Wilhelmshöher Allee                                                          |
| Bahnhof · Bahnhof · Bahnhof | 144,175              | Kassel-Wilhelmshöhe                                                          | Kassel-Wilhelmshöhe                                                          |
| Kreuzung mit U-Bahn geradeaus unten (Querstrecke außer Betrieb) · Kreuzung mit U-Bahn geradeaus unten (Querstrecke außer Betrieb) · Kreuzung mit U-Bahn geradeaus unten (Querstrecke außer Betrieb) |                      | Herkulesbahn (1000-mm-Schmalspur)                                            | Herkulesbahn (1000-mm-Schmalspur)                                            |
| Strecke · Strecke · Strecke nach links |                      | Strecke nach Waldkappel                                                      | Strecke nach Waldkappel                                                      |
| Abzweig geradeaus und nach rechts · Abzweig geradeaus und nach links · Strecke von rechts |                      | nach Naumburg                                                                | nach Naumburg                                                                |
| Brücke · Brücke · Brücke |                      | Bundesstraße 520                                                             | Bundesstraße 520                                                             |
| Strecke |                      | (Überwerfungsbauwerk)                                                        | (Überwerfungsbauwerk)                                                        |
| Blockstelle · Blockstelle · Blockstelle | 147,850              | Kassel-Oberzwehren (Abzw)                                                    | Kassel-Oberzwehren (Abzw)                                                    |
| Strecke · Tunnelanfang · Strecke |                      | Kreuzungsbauwerk Oberzwehren (1.147 m)                                       | Kreuzungsbauwerk Oberzwehren (1.147 m)                                       |
| Strecke nach links · Kreuzung mit oberirdischer Strecke (im Tunnel) · Abzweig geradeaus und von rechts |                      |                                                                              |                                                                              |
| Strecke (im Tunnel) · Haltepunkt / Haltestelle |                      | Kassel-Oberzwehren                                                           | Kassel-Oberzwehren                                                           |
| Tunnelende · Strecke mit Straßenbrücke |                      | Bundesautobahn 49                                                            | Bundesautobahn 49                                                            |
| Überleitstelle / Spurwechsel · Strecke | 149,700              | Kassel Keilsberg (Üst)                                                       | Kassel Keilsberg (Üst)                                                       |
| Tunnelanfang · Strecke | 150,000              | A 44                                                                         | A 44                                                                         |
| Strecke (im Tunnel) · Haltepunkt / Haltestelle |                      | Baunatal-Rengershausen                                                       | Baunatal-Rengershausen                                                       |
| |                      |                                                                              |                                                                              |
| Strecke von links · Kreuzung mit oberirdischer Strecke (im Tunnel) · Strecke nach rechts |                      | Main-Weser-Bahn nach Frankfurt, zur Friedrich-Wilhelms-Nordbahn nach Bebra   | Main-Weser-Bahn nach Frankfurt, zur Friedrich-Wilhelms-Nordbahn nach Bebra   |
| |                      |                                                                              |                                                                              |
| Tunnelende |                      | Rengershausener Tunnel (1.592 m)                                             | Rengershausener Tunnel (1.592 m)                                             |
| Brücke über Wasserlauf | 151,700              | Fuldatalbrücke Fuldabrück (422 m), Fulda                                     | Fuldatalbrücke Fuldabrück (422 m), Fulda                                     |
| Tunnel | 154,000              | Dörnhagentunnel (739 m), Bundesautobahn 7                                    | Dörnhagentunnel (739 m), Bundesautobahn 7                                    |
| Überleitstelle / Spurwechsel | 155,900              | Dörnhagen Schwarzenbach (Üst)                                                | Dörnhagen Schwarzenbach (Üst)                                                |
| Brücke | 156,200              | Schwarzenbach-Talbrücke (660 m)                                              | Schwarzenbach-Talbrücke (660 m)                                              |
| Tunnel | 157,100              | Kehrenbergtunnel (2.400 m)                                                   | Kehrenbergtunnel (2.400 m)                                                   |
| Brücke | 159,700              | Trockene-Mülmisch-Talbrücke (320 m)                                          | Trockene-Mülmisch-Talbrücke (320 m)                                          |
| Dienststation / Betriebs- oder Güterbahnhof | 160,500              | Körle Ost                                                                    | 250 m                                                                        |
| Brücke | 161,700              | Mülmischtalbrücke (870 m)                                                    | Mülmischtalbrücke (870 m)                                                    |
| Tunnel | 162,800              | Erbelbergtunnel (200 m)                                                      | Erbelbergtunnel (200 m)                                                      |
| Brücke | 163,100              | Breitenbach-Talbrücke (440 m)                                                | Breitenbach-Talbrücke (440 m)                                                |
| Tunnel | 163,600              | Hainbuchtunnel (1.520 m)                                                     | Hainbuchtunnel (1.520 m)                                                     |
| Tunnelanfang | 165,200              | Kaiserautunnel (1.861 m)                                                     | Kaiserautunnel (1.861 m)                                                     |
| ehemalige Überleitstelle / Spurwechsel (im Tunnel) | 166,800              | Spangenberg Kaiserau (Üst)                                                   | Spangenberg Kaiserau (Üst)                                                   |
| Tunnelende |                      |                                                                              |                                                                              |
| Brücke | 167,100              | Kehrenbach-Talbrücke (306 m)                                                 | Kehrenbach-Talbrücke (306 m)                                                 |
| Tunnel | 167,500              | Weltkugeltunnel (1.641 m)                                                    | Weltkugeltunnel (1.641 m)                                                    |
| Strecke Anfang Hochstrecke | 169,200              | Pfieffetalbrücke (812 m), B 487                                              | Pfieffetalbrücke (812 m), B 487                                              |
| Kreuzung Ende Hochstrecke (Querstrecke außer Betrieb) |                      | ehem. Kanonenbahn Eschwege–Treysa                                            | ehem. Kanonenbahn Eschwege–Treysa                                            |
| Tunnelanfang | 170,800              | Wildsbergtunnel (2.708 m)                                                    | Wildsbergtunnel (2.708 m)                                                    |
| Überleitstelle / Spurwechsel (im Tunnel) | 172,000              | Heina Wildsberg (Üst)                                                        | Heina Wildsberg (Üst)                                                        |
| Tunnelende |                      |                                                                              |                                                                              |
| Strecke Anfang Hochstrecke | 173,800              | Fuldatalbrücke Morschen (1.450 m), Bundesstraße 83                           | Fuldatalbrücke Morschen (1.450 m), Bundesstraße 83                           |
| Kreuzung |                      | Friedrich-Wilhelms-Nordbahn Kassel–Bebra                                     | Friedrich-Wilhelms-Nordbahn Kassel–Bebra                                     |
| Strecke unter Wasserlauf Ende Hochstrecke |                      | Fulda                                                                        | Fulda                                                                        |
| Tunnel | 175,300              | Sengebergtunnel (2.807 m)                                                    | Sengebergtunnel (2.807 m)                                                    |
| Brücke | 178,200              | Heidelbach-Talbrücke (390 m)                                                 | Heidelbach-Talbrücke (390 m)                                                 |
| Dienststation / Betriebs- oder Güterbahnhof | 179,571              | Licherode                                                                    | 325 m                                                                        |
| Tunnel | 180,700              | Schalkenbergtunnel (2.834 m)                                                 | Schalkenbergtunnel (2.834 m)                                                 |
| ehemalige Überleitstelle / Spurwechsel | 183,700              | Ersrode (Üst)                                                                | Ersrode (Üst)                                                                |
| Tunnel | 183,700              | Hainrodetunnel (5.370 m)                                                     | Hainrodetunnel (5.370 m)                                                     |
| Überleitstelle / Spurwechsel | 189,400              | Mühlbach (Üst)                                                               | 345 m                                                                        |
| Tunnel | 189,800              | Mühlbachtunnel (1.697 m)                                                     | Mühlbachtunnel (1.697 m)                                                     |
| Tunnel | 191,600              | Schmittebergtunnel (321 m)                                                   | Schmittebergtunnel (321 m)                                                   |
| Brücke | 192,000              | Geisbach-Talbrücke (396 m), Bundesstraße 324                                 | Geisbach-Talbrücke (396 m), Bundesstraße 324                                 |
| Brücke | 192,400              | Erzebach-Talbrücke (308 m), Bundesautobahn 7                                 | Erzebach-Talbrücke (308 m), Bundesautobahn 7                                 |
| Tunnel | 192,900              | Kalter-Sand-Tunnel (1.043 m), A7                                             | Kalter-Sand-Tunnel (1.043 m), A7                                             |
| Brücke | 194,000              | Eckerteroder Talbrücke (75 m)                                                | Eckerteroder Talbrücke (75 m)                                                |
| Tunnel | 194,300              | Schickebergtunnel (1.517 m), A 7                                             | Schickebergtunnel (1.517 m), A 7                                             |
| Dienststation / Betriebs- oder Güterbahnhof | 196,473              | Kirchheim                                                                    | 330 m                                                                        |
| Tunnel | 197,200              | Krämerskuppetunnel (838 m), A 7                                              | Krämerskuppetunnel (838 m), A 7                                              |
| Brücke | 198,200              | Wälsebachtalbrücke (721 m)                                                   | Wälsebachtalbrücke (721 m)                                                   |
| Tunnelanfang | 199,000              | Kirchheimtunnel (3.820 m)                                                    | Kirchheimtunnel (3.820 m)                                                    |
| Überleitstelle / Spurwechsel (im Tunnel) | 202,100              | Hattenbach (Üst)                                                             | Hattenbach (Üst)                                                             |
| Tunnelende |                      |                                                                              |                                                                              |
| Strecke Anfang Hochstrecke | 202,900              | Aula-Talbrücke (880 m), B 454                                                | Aula-Talbrücke (880 m), B 454                                                |
| Kreuzung Ende Hochstrecke (Querstrecke außer Betrieb) |                      | Treysa–Niederaula                                                            | Treysa–Niederaula                                                            |
| Tunnel | 203,900              | Hattenbergtunnel (444 m)                                                     | Hattenbergtunnel (444 m)                                                     |
| Brücke | 204,400              | Hattenbach-Talbrücke (308 m)                                                 | Hattenbach-Talbrücke (308 m)                                                 |
| Tunnel | 204,900              | Warteküppeltunnel (835 m)                                                    | Warteküppeltunnel (835 m)                                                    |
| Strecke Anfang Hochstrecke | 206,100              | Fuldatalbrücke Solms (1.628 m), B 62                                         | Fuldatalbrücke Solms (1.628 m), B 62                                         |
| Kreuzung |                      | Strecke Breitenbach–Niederaula                                               | Strecke Breitenbach–Niederaula                                               |
| Strecke unter Wasserlauf Ende Hochstrecke |                      | Fulda                                                                        | Fulda                                                                        |
| Überleitstelle / Spurwechsel | 207,996              | Niederaula-Solms Richthof (Üst)                                              | 240 m                                                                        |
| Tunnel | 208,100              | Richthoftunnel (3.510 m), A 7                                                | Richthoftunnel (3.510 m), A 7                                                |
| Brücke | 211,700              | Schwarzbach-Talbrücke (748 m)                                                | Schwarzbach-Talbrücke (748 m)                                                |
| Tunnel | 212,800              | Dornbuschtunnel (557 m)                                                      | Dornbuschtunnel (557 m)                                                      |
| Abzweig geradeaus und ehemals von links |                      | von Wildeck-Hönebach (geplant)                                               | von Wildeck-Hönebach (geplant)                                               |
| Dienststation / Betriebs- oder Güterbahnhof | 214,340              | Langenschwarz                                                                | 300 m                                                                        |
| Tunnel | 215,400              | Witzelhöhetunnel (796 m)                                                     | Witzelhöhetunnel (796 m)                                                     |
| Tunnel | 216,700              | Eichbergtunnel (976 m)                                                       | Eichbergtunnel (976 m)                                                       |
| Brücke | 218,500              | Rombachtalbrücke (986 m)                                                     | Rombachtalbrücke (986 m)                                                     |
| Tunnel | 220,200              | Ganzbergtunnel (387 m)                                                       | Ganzbergtunnel (387 m)                                                       |
| Überleitstelle / Spurwechsel | 221,858              | Michelsrombach (Üst)                                                         | 360 m                                                                        |
| Tunnelanfang | 223,700              | Dietershantunnel (7.375 m)                                                   | Dietershantunnel (7.375 m)                                                   |
| Überleitstelle / Spurwechsel (im Tunnel) | 228,100              | Dietershan (Üst)                                                             | Dietershan (Üst)                                                             |
| Tunnelende |                      | A 7 (2×)                                                                     | A 7 (2×)                                                                     |
| Abzweig geradeaus und von links |                      | von Göttingen (höhenfrei)                                                    | von Göttingen (höhenfrei)                                                    |
| Dienststation / Betriebs- oder Güterbahnhof | 232,800              | Fulda SFS Nord (Bft)                                                         | Fulda SFS Nord (Bft)                                                         |
| Abzweig geradeaus und nach rechts |                      | nach Fulda (Richtungsbetrieb)                                                | nach Fulda (Richtungsbetrieb)                                                |
| Abzweig geradeaus und von rechts |                      | von Fulda SFS Nord (Richtungsbetrieb)                                        | von Fulda SFS Nord (Richtungsbetrieb)                                        |
| Abzweig geradeaus und von rechts |                      | von Gießen                                                                   | von Gießen                                                                   |
| Bahnhof | 234,136              | Fulda                                                                        | Fulda                                                                        |
| Abzweig geradeaus und nach rechts |                      | nach Fulda Gbf                                                               | nach Fulda Gbf                                                               |
| Abzweig geradeaus und nach rechts |                      | nach Fulda Bronnzell (Richtungsbetrieb)                                      | nach Fulda Bronnzell (Richtungsbetrieb)                                      |
| Kreuzung geradeaus unten · Strecke von rechts |                      | von Fulda Gbf                                                                | von Fulda Gbf                                                                |
| Abzweig geradeaus, von links und von rechts · Strecke nach rechts |                      | von Fulda (Richtungsbetrieb)                                                 | von Fulda (Richtungsbetrieb)                                                 |
| Dienststation / Betriebs- oder Güterbahnhof | 238,400              | Fulda Bronnzell (Bft)                                                        | Fulda Bronnzell (Bft)                                                        |
| Abzweig geradeaus und nach links |                      | nach Gersfeld                                                                | nach Gersfeld                                                                |
| Abzweig geradeaus und nach rechts |                      | nach Frankfurt (höhenfrei)                                                   | nach Frankfurt (höhenfrei)                                                   |
| Strecke unter Wasserlauf Anfang Hochstrecke | 240,400              | Fuldatalbrücke (240 m), Fulda                                                | Fuldatalbrücke (240 m), Fulda                                                |
| Strecke unter Wasserlauf Ende Hochstrecke |                      | Fliede                                                                       | Fliede                                                                       |
| Tunnel | 241,200              | Sulzhoftunnel (714 m)                                                        | Sulzhoftunnel (714 m)                                                        |
| Strecke Anfang Hochstrecke | 242,700              | Nördliche Fliedetalbrücke (880 m), Bundesstraße 40                           | Nördliche Fliedetalbrücke (880 m), Bundesstraße 40                           |
| Strecke unter Wasserlauf Ende Hochstrecke |                      | Fliede                                                                       | Fliede                                                                       |
| Kreuzung Anfang Hochstrecke | 243,800              | Frankfurt–Göttingen                                                          | Frankfurt–Göttingen                                                          |
| Strecke Ende Hochstrecke |                      | Südliche Fliedetalbrücke (628 m), A 66                                       | Südliche Fliedetalbrücke (628 m), A 66                                       |
| Überleitstelle / Spurwechsel | 245,900              | Neuhof Hartberg (Üst)                                                        | 320 m                                                                        |
| Tunnel | 246,500              | Hartbergtunnel (773 m)                                                       | Hartbergtunnel (773 m)                                                       |
| Tunnel | 247,900              | Kalbachtunnel (1.287 m)                                                      | Kalbachtunnel (1.287 m)                                                      |
| ehemalige Blockstelle | 249,400              | Kalbach (geplant)                                                            | Kalbach (geplant)                                                            |
| Abzweig geradeaus und ehemals nach rechts |                      | nach Hanau (geplant)                                                         | nach Hanau (geplant)                                                         |
| Tunnel | 249,800              | Bornhecketunnel (773 m)                                                      | Bornhecketunnel (773 m)                                                      |
| Brücke | 250,800              | Kalbach-Talbrücke (364 m)                                                    | Kalbach-Talbrücke (364 m)                                                    |
| Tunnelanfang | 251,300              | Landrückentunnel (10.779 m)                                                  | Landrückentunnel (10.779 m)                                                  |
| Überleitstelle / Spurwechsel (im Tunnel) | 252,097              | Kalbach Landrücken Nord (Üst)                                                | Kalbach Landrücken Nord (Üst)                                                |
| Überleitstelle / Spurwechsel (im Tunnel) | 258,100              | Sinntal Landrücken Süd (Üst)                                                 | Sinntal Landrücken Süd (Üst)                                                 |
| Tunnelende |                      |                                                                              |                                                                              |
| Brücke | 262,200              | Sinntalbrücke Mottgers (427 m)                                               | Sinntalbrücke Mottgers (427 m)                                               |
| Tunnel | 262,800              | Schwarzenfelstunnel (2.120 m)                                                | Schwarzenfelstunnel (2.120 m)                                                |
| Wechsel des Eisenbahninfrastrukturunternehmens | 264,930              | Regionalbereichsgrenze Mitte/Süd                                             | Regionalbereichsgrenze Mitte/Süd                                             |
| Dienststation / Betriebs- oder Güterbahnhof | 266,217              | Mottgers                                                                     | Mottgers                                                                     |
| Grenze |                      | Landesgrenze Hessen / Bayern                                                 | Landesgrenze Hessen / Bayern                                                 |
| Strecke unter Wasserlauf Anfang Hochstrecke | 267,400              | Sinntalbrücke Zeitlofs (704 m)                                               | Sinntalbrücke Zeitlofs (704 m)                                               |
| Kreuzung Ende Hochstrecke (Querstrecke außer Betrieb) |                      | Jossa–Wildflecken                                                            | Jossa–Wildflecken                                                            |
| Tunnelanfang | 268,100              | Tunnel Altengronauer Forst (2.353 m)                                         | Tunnel Altengronauer Forst (2.353 m)                                         |
| Grenze (im Tunnel) |                      | Landesgrenze Bayern / Hessen                                                 | Landesgrenze Bayern / Hessen                                                 |
| Tunnelende |                      |                                                                              |                                                                              |
| Tunnel | 270,600              | Roßbacher-Forst-Tunnel (255 m)                                               | Roßbacher-Forst-Tunnel (255 m)                                               |
| Überleitstelle / Spurwechsel | 270,619              | Altengronau (Üst)                                                            | Altengronau (Üst)                                                            |
| Grenze | 271,170              | Landesgrenze Hessen / Bayern                                                 | Landesgrenze Hessen / Bayern                                                 |
| Brücke | 271,900              | Hangbrücke Dittenbrunn (396 m)                                               | Hangbrücke Dittenbrunn (396 m)                                               |
| Tunnel | 272,300              | Dittenbrunntunnel (822 m)                                                    | Dittenbrunntunnel (822 m)                                                    |
| Brücke | 273,500              | Talbrücke Obersinn (178 m)                                                   | Talbrücke Obersinn (178 m)                                                   |
| Brücke | 274,900              | Talbrücke Mittelsinn (152 m)                                                 | Talbrücke Mittelsinn (152 m)                                                 |
| Strecke von rechts · Strecke |                      | Strecke von Flieden                                                          | Strecke von Flieden                                                          |
| Strecke · Überleitstelle / Spurwechsel | 277,807              | Dittenbrunn (Üst)                                                            | Dittenbrunn (Üst)                                                            |
| Bahnhof · Strecke |                      | Burgsinn                                                                     | 184 m                                                                        |
| Strecke · Tunnel | 281,800              | Burgsinntunnel (729 m)                                                       | Burgsinntunnel (729 m)                                                       |
| Abzweig geradeaus und nach links · Abzweig geradeaus und von rechts |                      |                                                                              |                                                                              |
| Strecke · Dienststation / Betriebs- oder Güterbahnhof | 283,913              | Burgsinn Bbf                                                                 | 180 m                                                                        |
| Abzweig geradeaus und von links · Abzweig geradeaus und nach rechts |                      | Rieneck Sinnberg (Abzw)                                                      | Rieneck Sinnberg (Abzw)                                                      |
| Tunnel | 285,500              | Sinnbergtunnel (2.159 m)                                                     | Sinnbergtunnel (2.159 m)                                                     |
| |                      |                                                                              |                                                                              |
| Strecke nach links · Kreuzung Anfang Hochstrecke | 289,000              | Sinntalbrücke Schaippach (442 m) nach Gemünden                               | Sinntalbrücke Schaippach (442 m) nach Gemünden                               |
| |                      |                                                                              |                                                                              |
| Strecke unter Wasserlauf Ende Hochstrecke |                      | Sinn                                                                         | Sinn                                                                         |
| Tunnel | 289,400              | Einmalbergtunnel (1.141 m)                                                   | Einmalbergtunnel (1.141 m)                                                   |
| Brücke |                      | B 26                                                                         | B 26                                                                         |
| |                      |                                                                              |                                                                              |
| Kreuzung Anfang Hochstrecke | 291,100              | Maintalbrücke Gemünden (794 m), Aschaffenburg–Würzburg                       | Maintalbrücke Gemünden (794 m), Aschaffenburg–Würzburg                       |
| |                      |                                                                              |                                                                              |
| Strecke unter Wasserlauf Ende Hochstrecke |                      | Main                                                                         | Main                                                                         |
| Tunnelanfang | 291,900              | Mühlbergtunnel (5.528 m)                                                     | Mühlbergtunnel (5.528 m)                                                     |
| Überleitstelle / Spurwechsel (im Tunnel) | 293,245              | Gemünden Mühlberg (Üst)                                                      | Gemünden Mühlberg (Üst)                                                      |
| Kreuzung mit Tunnelstrecke (im Tunnel) | 294,000              | Schönraintunnel                                                              | Schönraintunnel                                                              |
| Tunnelende |                      |                                                                              |                                                                              |
| |                      |                                                                              |                                                                              |
| Abzweig geradeaus und von links |                      | Nantenbacher Kurve von Nantenbach (niveaufreie Trennung)                     | Nantenbacher Kurve von Nantenbach (niveaufreie Trennung)                     |
| |                      |                                                                              |                                                                              |
| Dienststation / Betriebs- oder Güterbahnhof | 302,475              | Rohrbach                                                                     | 283 m                                                                        |
| Tunnel | 308,000              | Hanfgartentunnel (400 m)                                                     | Hanfgartentunnel (400 m)                                                     |
| Tunnel | 308,800              | Hohe Wart-Tunnel (872 m)                                                     | Hohe Wart-Tunnel (872 m)                                                     |
| Überleitstelle / Spurwechsel | 309,867              | Zellingen Hohe Wart (Üst)                                                    | Zellingen Hohe Wart (Üst)                                                    |
| Brücke | 311,800              | Bartelsgrabentalbrücke (1.160 m)                                             | Bartelsgrabentalbrücke (1.160 m)                                             |
| Brücke | 313,300              | Leinachtalbrücke (1.232 m)                                                   | Leinachtalbrücke (1.232 m)                                                   |
| Tunnelanfang | 314,700              | Espenlohtunnel (2.235 m)                                                     | Espenlohtunnel (2.235 m)                                                     |
| Überleitstelle / Spurwechsel (im Tunnel) | 316,283              | Leinach Espenloh (Üst)                                                       | Leinach Espenloh (Üst)                                                       |
| Tunnelende |                      |                                                                              |                                                                              |
| Tunnel | 317,100              | Eichelbergtunnel (1.869 m)                                                   | Eichelbergtunnel (1.869 m)                                                   |
| Brücke | 319,000              | Bärntal-Talbrücke (71 m)                                                     | Bärntal-Talbrücke (71 m)                                                     |
| Tunnel | 319,100              | Neubergtunnel (1.946 m)                                                      | Neubergtunnel (1.946 m)                                                      |
| Überleitstelle / Spurwechsel | 321,016              | Margetshöchheim Neuberg (Üst)                                                | Margetshöchheim Neuberg (Üst)                                                |
| Strecke unter Wasserlauf Anfang Hochstrecke | 321,300              | Maintalbrücke Veitshöchheim (1.280 m), Main                                  | Maintalbrücke Veitshöchheim (1.280 m), Main                                  |
| Kreuzung Ende Hochstrecke |                      | Würzburg–Aschaffenburg/–Veitshöchheim, B 27                                  | Würzburg–Aschaffenburg/–Veitshöchheim, B 27                                  |
| Tunnel | 322,600              | Roßbergtunnel (2.164 m)                                                      | Roßbergtunnel (2.164 m)                                                      |
| Brücke | 324,800              | Dürrbachtal-Talbrücke (128 m)                                                | Dürrbachtal-Talbrücke (128 m)                                                |
| Tunnel | 325,000              | Steinbergtunnel (579 m)                                                      | Steinbergtunnel (579 m)                                                      |
| Kreuzung geradeaus oben · Strecke von rechts |                      | von Veitshöchheim (Überwerfungsbauwerk)                                      | von Veitshöchheim (Überwerfungsbauwerk)                                      |
| Abzweig geradeaus, von links und von rechts · Strecke nach rechts |                      | von Aschaffenburg                                                            | von Aschaffenburg                                                            |
| Bahnhof | 327,362              | Würzburg Hbf                                                                 | 181 m                                                                        |
| Abzweig geradeaus und nach rechts |                      | nach Treuchtlingen                                                           | nach Treuchtlingen                                                           |
| Verschwenkung von links · Verschwenkung von rechts |                      | nach Fürth und nach Rottendorf                                               | nach Fürth und nach Rottendorf                                               |
| |                      |                                                                              |                                                                              |
| Quellen: |                      |                                                                              |                                                                              |

Die Schnellfahrstrecke Hannover–Würzburg (zumindest bis Mitte der 1970er Jahre auch Ergänzungsstrecke Hannover–Gemünden genannt) ist eine 327 Kilometer lange zweigleisige, elektrifizierte Eisenbahn-Schnellfahrstrecke zwischen Hannover und Würzburg. Die zwischen 1973 und 1991 errichtete Trasse war das längste zusammenhängende Neubauprojekt der Deutschen Bundesbahn. Die Gesamtkosten betrugen knapp 11,9 Milliarden Deutsche Mark (rund 6,1 Milliarden Euro; Preisstand: 1980/90er Jahre).
Die Strecke ist Teil des Kernnetzes der Transeuropäischen Verkehrsnetze. Sie wird planmäßig tagsüber von täglich rund 110 Fernzügen mit bis zu 280 km/h und nachts von durchschnittlich 26 Güterzügen mit insgesamt 37.460 Bruttotonnen sowie bis zu 160 km/h befahren. Bis 2019 wurden 420 Millionen Fahrgäste über die Strecke befördert. 2020 wurde die Zahl der jährlichen Fahrgäste mit 15,5 Millionen angegeben. Bis heute ist sie die längste Neubaustrecke für Hochgeschwindigkeitsverkehr in Deutschland.

## Verlauf
Vor dem Bau der Strecke verkehrten die Fernzüge zwischen Hannover und Würzburg über Alfeld (Leine), Kreiensen und Northeim bis Göttingen (Hannöversche Südbahn), weiter über Eichenberg, Eschwege West, Bebra, Bad Hersfeld, Fulda und Gemünden am Main nach Würzburg (alte Nord-Süd-Strecke).
Die Schienenoberkante liegt auf Höhen zwischen 50 m ü. NN und 386 m ü. NN. Die Neubaustrecke ist gegenüber den Bestandsstrecken zwischen Hannover und Würzburg um 35 Kilometer kürzer. Auf einer Länge von 51 Kilometer verläuft sie parallel zu bestehenden Strecken.
Zur Zeit der Deutschen Teilung verliefen 70 Prozent der Strecke durch Zonenrandgebiet.
Durch alle großen Halte der Strecke führt auch die Bundesautobahn 7. Weiträumig parallel ist auch die Bundesstraße 27, wobei diese nicht durch Hannover und Kassel führt.

### Abschnitt Hannover–Göttingen

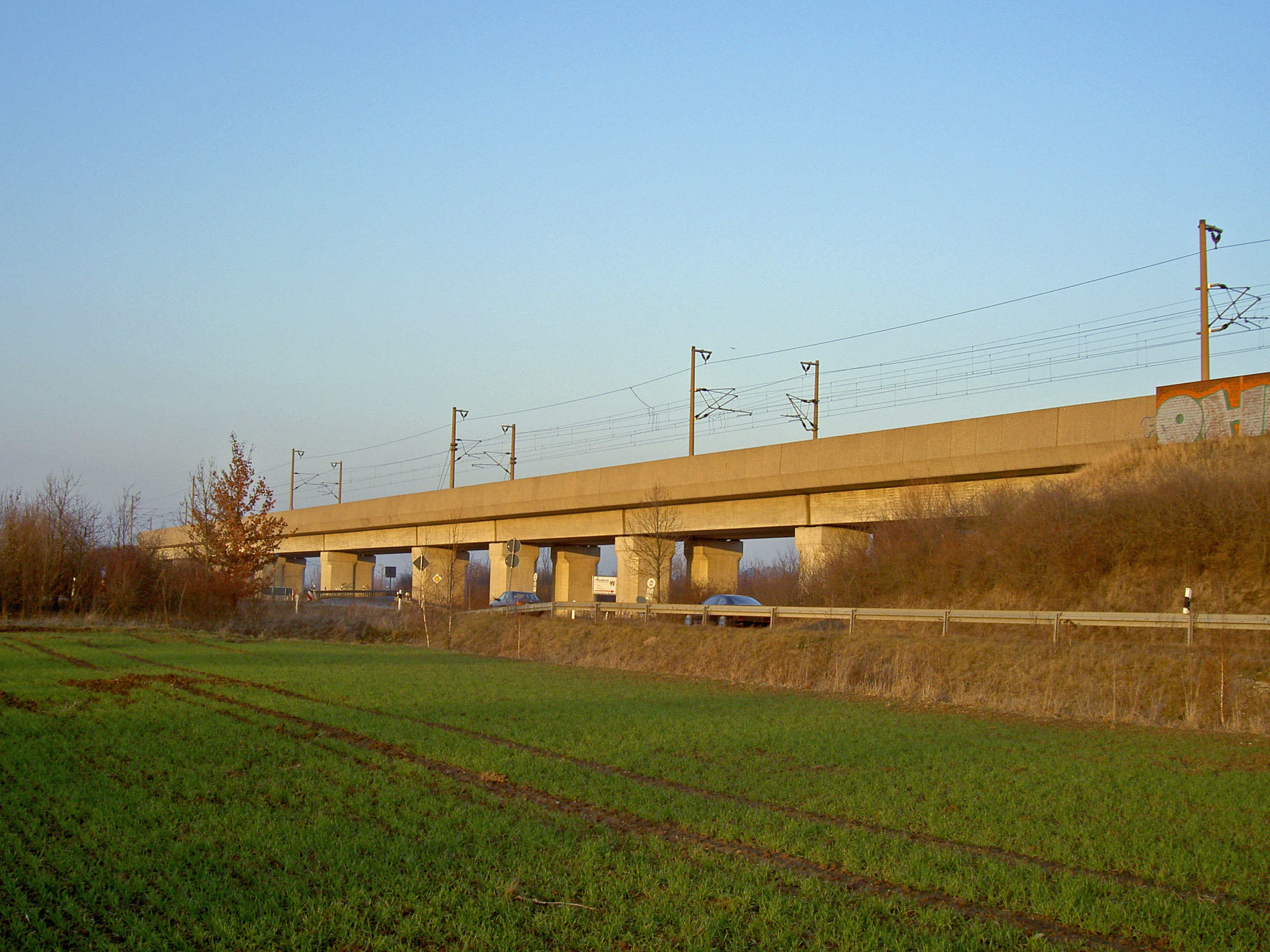
Brücke bei Barnten

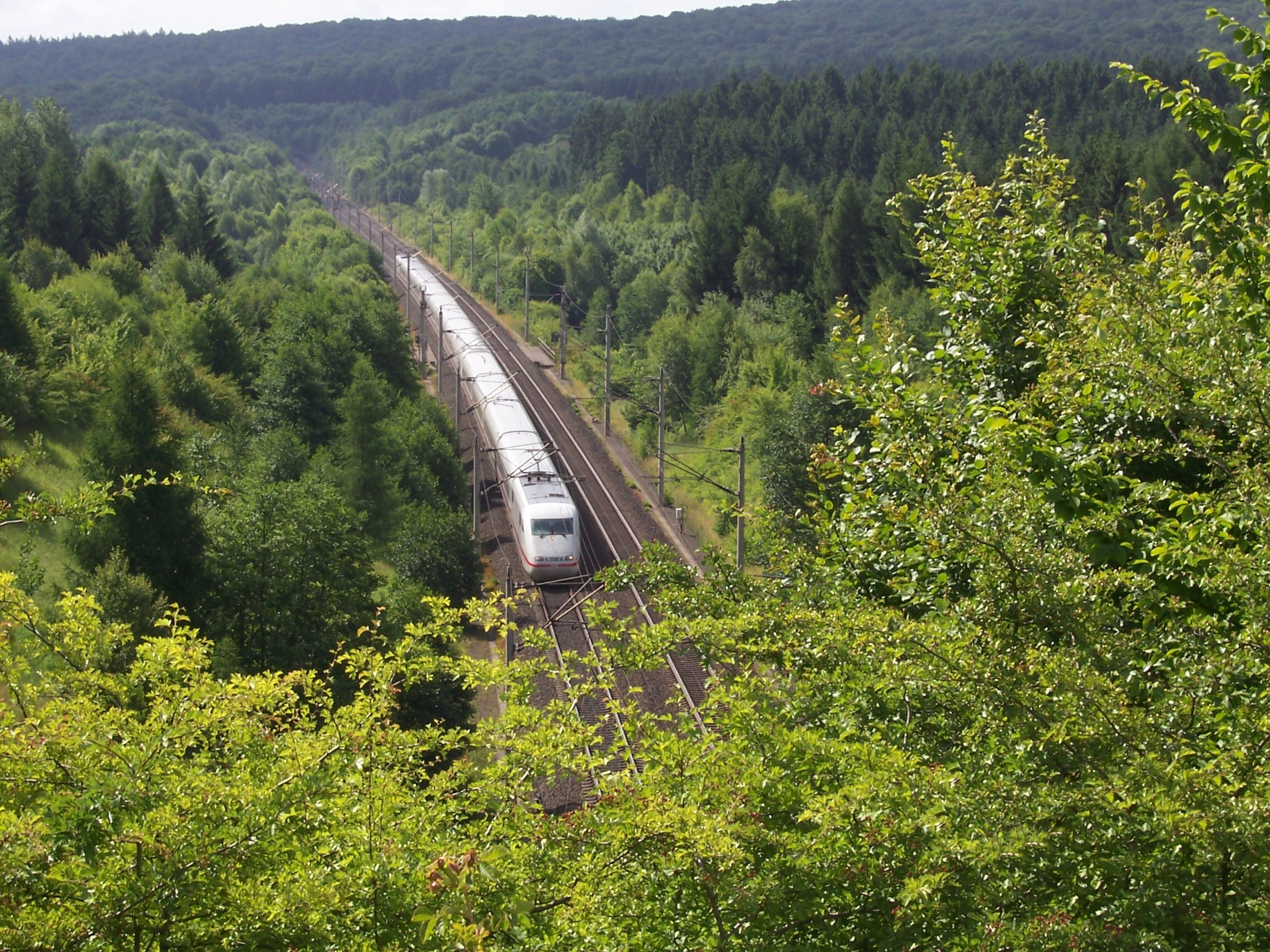
Ein ICE im Hildesheimer Wald, zwischen Eichenbergtunnel und Escherbergtunnel, auf dem Weg nach Norden

Die 327,4 Kilometer lange Neubaustrecke beginnt mit Streckenkilometer 0,0 im Hauptbahnhof Hannover. In südlicher Richtung verlaufend folgt sie auf hannoverschem Stadtgebiet über den (vorrangig bei Messen) auch von Fernzügen bedienten Bahnhof Hannover Messe/Laatzen bei km 8 bis Rethen der bestehenden Nord-Süd-Strecke. Die beiden NBS-Gleise verlaufen zwischen Hannover Bismarckstraße und der Abzweigstelle mittig zwischen denen der Altstrecke. Die Schnellfahrstrecke verlässt dort kreuzungsfrei die Parallellage und schwenkt in südwestlicher Richtung von der Altstrecke ab. Sie quert anschließend zwischen Rethen und Barnten auf elf Brücken von insgesamt 1,1 Kilometer Länge und auf bis zu acht Meter hohen Dämmen von zusammen 6,9 Kilometer Länge die Hochwassergebiete von Leine und Innerste. Bei Sorsum (km 29) fädelt mit der Hildesheimer Schleife eine eingleisige Verbindungskurve in südlicher Richtung ein, die von Zügen von und nach Berlin über Wolfsburg, Braunschweig und Hildesheim genutzt wird.
Mit dem Eintritt in den Escherbergtunnel und zwei weitere Röhren verlässt die Strecke die Norddeutsche Tiefebene und passiert den Hildesheimer Wald. Zwischen Sibbesse und Bad Gandersheim folgt die Strecke dem Verlauf eines Tals ohne größere Ingenieurbauwerke, bevor nach weiteren sechs Tunneln und fünf Talbrücken der Leinegraben erreicht wird und die Schnellfahrstrecke bei Edesheim erneut in eine Parallellage mit der Nord-Süd-Strecke einschwenkt. Dort besteht bei km 77 die Möglichkeit, in beiden Fahrtrichtungen von der und auf die Altstrecke zu wechseln. Northeim wird westlich umfahren, im Bahnhof Nörten-Hardenberg bei km 90 besteht eine weitere Möglichkeit zum Gleiswechsel mit der Altstrecke. Beim Streckenkilometer 99 wird der Bahnhof Göttingen erreicht.

### Abschnitt Göttingen–Kassel

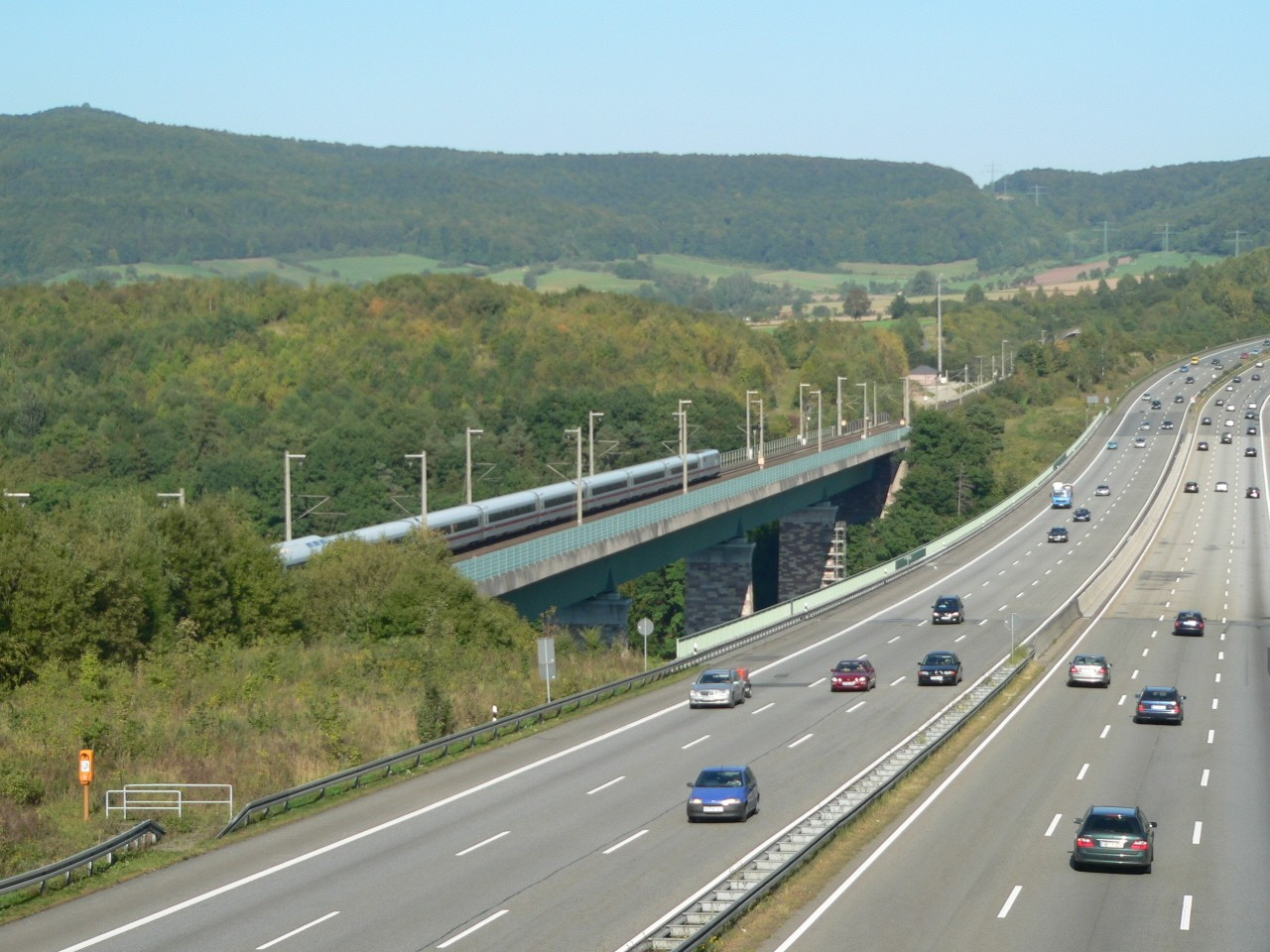
Im Gegensatz zu den späteren Neubaustrecken liegt die Trasse kaum in Verkehrswegebündelung zu Autobahnen. Eine Ausnahme ist die Werratalbrücke parallel zur Brücke der A 7

Im Streckenabschnitt zwischen den Bahnhöfen Göttingen und Kassel-Wilhelmshöhe folgt die Strecke weitgehend der Luftlinie. Knapp 21 Kilometer des 44 Kilometer langen Abschnitts verlaufen in Tunneln, darunter in dem 10.525 Meter langen Mündener Tunnel (km 121), der zweitlängsten Röhre in Deutschland.
Auf Höhe der Fuldatalbrücke Kragenhof (km 133) erreicht die Schnellfahrstrecke die Parallellage zur Nord-Süd-Strecke, der sie für neun Kilometer bis zum südlichen Stadtrand von Kassel folgen wird. Die Strecke passiert den westlichen Rand des Kasseler Rangierbahnhofs und erreicht beim Strecken-Kilometer 144 den Bahnhof Kassel-Wilhelmshöhe. Mit der im Rahmen der Schnellfahrstrecke neu errichteten Station wird der Kopfbahnhof Kassel Hauptbahnhof umgangen. Im Raum Kassel verläuft die Strecke auf rund 15 Kilometer Länge in Verkehrswegebündelung mit vorhandenen Strecken.
Für den dünn besiedelten, aber topographisch sehr bewegten Abschnitt zwischen Göttingen und der Landesgrenze nördlich von Kassel fielen in der Bauphase die höchsten Kosten pro Kilometer an. Die Schnellfahrstrecke verläuft in diesem Abschnitt an Ortschaften im Abstand von etwa 700 bis 1000 Metern vorbei, ein großer Teil der Strecke liegt ohnehin in Tunneln, in denen die bis zu 400 Meter hohen Erhebungen zwischen Göttingen und Kassel unterquert werden. Ausnahmen sind die Göttinger Stadtteile Grone und Groß Ellershausen, für die Lärmschutzmaßnahmen errichtet werden mussten.

### Abschnitt Kassel–Fulda

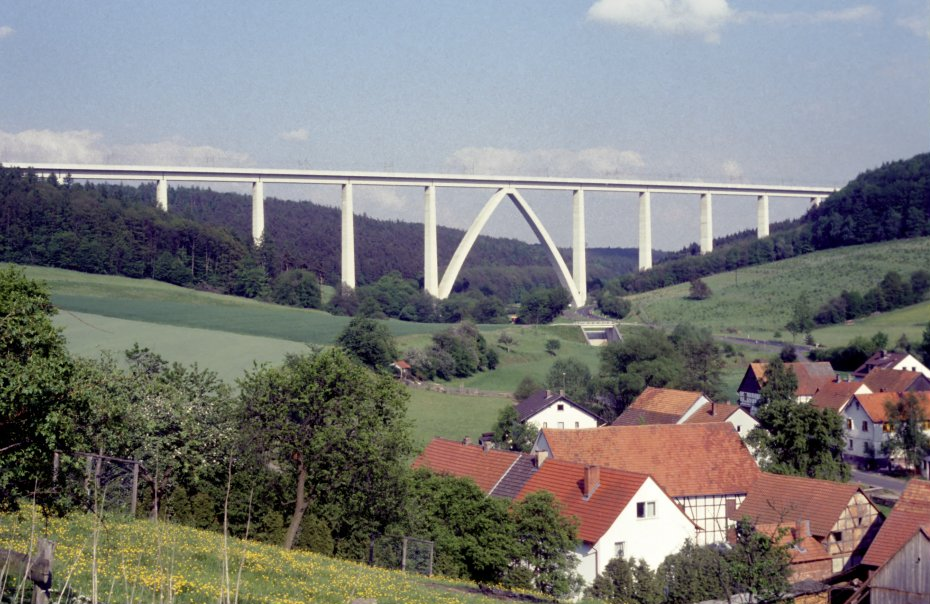
Die Rombachtalbrücke, die zweithöchste Eisenbahnbrücke in Deutschland

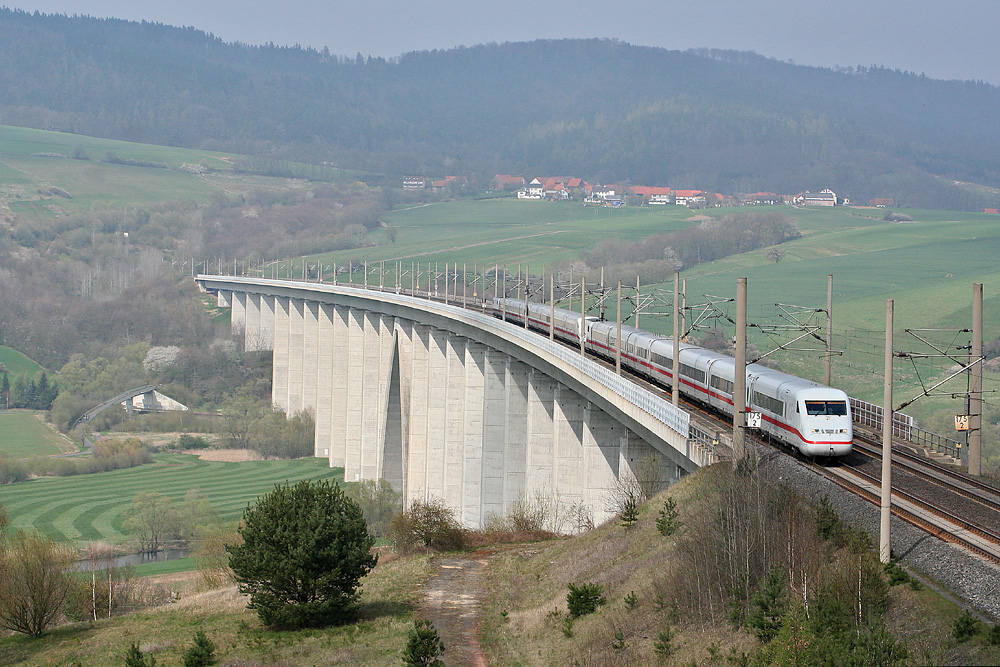
Ein ICE 2 auf der Fuldatalbrücke Morschen

Es folgt der 89,96 Kilometer lange Abschnitt zwischen dem Bahnhof Kassel-Wilhelmshöhe und dem Bahnhof Fulda, von dem 47,79 Kilometer in 25 Tunneln verlaufen.
Die Trasse folgt dabei in groben Zügen dem Verlauf der Fulda, die dreifach gequert wird. Im Bereich Bebra und Bad Hersfeld verläuft die Strecke deutlich westlich der Fulda, teils dicht entlang der A 7. Da das Fuldatal für eine Hochgeschwindigkeitsstrecke zu kurvig und eng bebaut ist und die Seitentäler weitgehend quer dazu verlaufen, waren in diesem Abschnitt ebenfalls zahlreiche Kunstbauwerke notwendig. Rund zwei Drittel des rund 80 Kilometer langen Neubauabschnitts verlaufen über 18 Talbrücken. Zu den herausragenden Bauwerken zählen dabei die Fuldatalbrücke Solms (km 206), die mit rund 1600 Metern längste Brücke der Strecke, sowie die Rombachtalbrücke (km 218), mit rund 95 Metern die zweithöchste Eisenbahnbrücke in Deutschland. Nach dem 7.345 Meter langen Dietershantunnel wird der Bahnhof Fulda (km 234) erreicht.
Die Neubaustrecke verläuft in diesem Abschnitt, abgesehen von den Knotenbereichen Fulda und Kassel, nahezu vollständig in unbesiedeltem Gelände. Die Entfernung von geschlossenen Siedlungen liegt in der Regel bei mindestens 400 Metern.

### Abschnitt Fulda–Würzburg

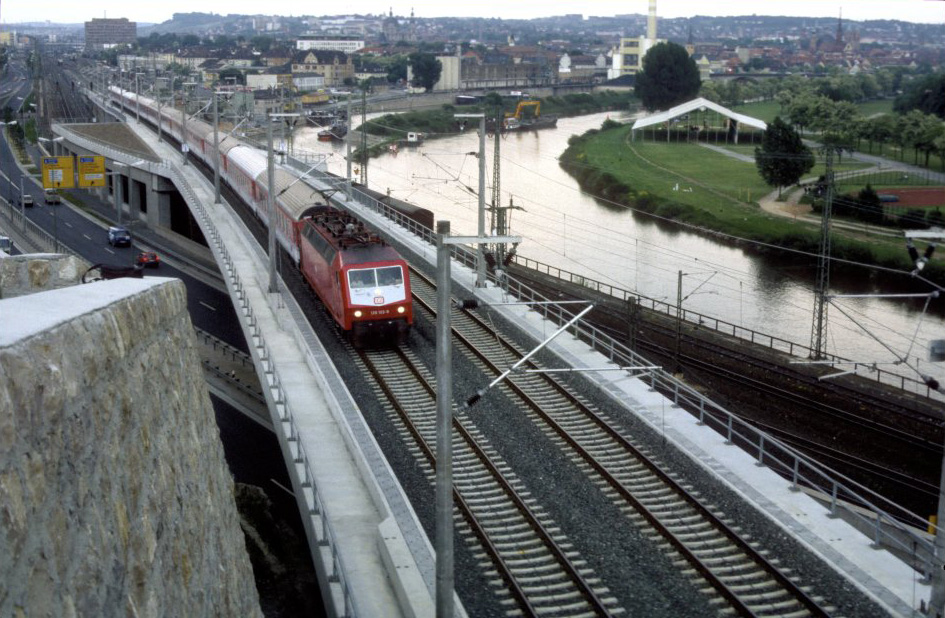
Ein Intercity auf der Rampe, die vom Hauptbahnhof Würzburg (im Hintergrund) auf die Schnellfahrstrecke führt (Mai 1988)

Südlich des Fuldaer Bahnhofs folgt die Neubaustrecke der Bahnstrecke Fulda–Hanau rund vier Kilometer bis Bronnzell, wo die Kinzigtalbahn Richtung Frankfurt am Main in südwestlicher Richtung die Parallellage verlässt. Von dieser Strecke zweigt bei Flieden die Fulda-Main-Bahn nach Gemünden und Würzburg ab. Nach einer Serie kürzerer Röhren folgt der 10.779 Meter lange Landrückentunnel (km 251), der längste Tunnel in Deutschland. Am Nordportal des Tunnels erreicht die Neubaustrecke mit 386 m ü. NN ihren höchsten Punkt. Nachdem die Strecke zur Maintalbrücke Gemünden abfällt, steigt sie im weiteren Verlauf Richtung Süden nochmals an. Am Betriebsbahnhof Burgsinn (km 283) besteht die Möglichkeit, von der Bahnstrecke Flieden–Gemünden, die nach Gemünden und von dort weiter über die Main-Spessart-Bahn nach Würzburg verläuft, auf die Neubaustrecke direkt nach Würzburg einzufädeln und umgekehrt.
Im Bahnhof Rohrbach (km 302) fädelt die von der Main-Spessart-Bahn kommende Nantenbacher Kurve in die Schnellfahrstrecke ein.
Nach der Maintalbrücke Veitshöchheim (km 321) verläuft die Strecke durch zwei weitere Tunnel, macht im letzten eine Linkskurve und fädelt über eine Rampe kreuzungsfrei in den Hauptbahnhof Würzburg (km 327) ein.

## Geschichte

### Grundsatzplanung
Die grundlegende Streckenführung zwischen Hannover und dem Maintal ergab sich aus dem Wunsch, bestehende Engpässe der stark befahrenen Nord-Süd-Bestandsstrecke zu beseitigen.
So verkehrten im Streckenabschnitt zwischen Fulda und Flieden im Jahr 1970 durchschnittlich 142 Züge pro Werktag und Richtung (1967: 123). Bei einem Belastungsniveau von 150 bis 159 Zügen zwischen Hannover und Flieden hatten am Ende des Abschnitts 43 Prozent aller Regelgüterzüge eine Verspätung von mehr als 30 Minuten. Zwischen Northeim und Nörten-Hardenberg (bei Göttingen) fuhren im Juni 1973 werktäglich 367 Züge, wobei nur bei 288 eine „reibungslose Betriebsabwicklung möglich“ gewesen sei. Ende der 1970er Jahre verkehrten zwischen Hannover und Würzburg nach Angaben der damaligen Bundesbahn werktäglich 160 Züge je Richtung, 40 mehr als „technisch und wirtschaftlich vertretbar“. Besonders stark belastet war dabei der Abschnitt zwischen Gemünden am Main und Würzburg. Mit bis zu 380 Zügen pro Tag wurde eine bis dahin nicht für möglich gehaltene Betriebsleistung erbracht. Trotz moderner Signalanlagen waren Einschränkungen der Betriebsqualität (insbesondere in der Pünktlichkeit) unvermeidlich. Eine Prognose rechnete Anfang der 1980er Jahre für 1990 mit 249 Zügen je Tag und Richtung zwischen Hannover und Göttingen sowie 250 zwischen Fulda und Flieden.
Zwischen 1968 und 1970 wurden erste Vorentwürfe einer Neubaustrecke für das Ausbauprogramm für das Netz der Deutschen Bundesbahn entwickelt. Am 4. August 1969 erteilte die Hauptverwaltung der Deutschen Bundesbahn einen ersten Planungsauftrag für eine Neubaustrecke, die von Nordstemmen (südlich von Hannover) über Fulda nach Würzburg führen sollte. Mit Genehmigung des DB-Netz-Ausbauprogramms ermöglichten Vorstand und Verwaltungsrat der damaligen Staatsbahn im Jahr 1970, Planungen für Neu- und Ausbaustrecken zu beauftragen. Eine Strecke zwischen Hannover und Gemünden am Main zählte dabei zu den dringlichsten Projekten. 1971 wurde der Planungsauftrag für die Strecke erteilt.
Die Strecke sollte zwischen Hannover und Nordstemmen für rund 30 Kilometer parallel zur Bestandsstrecke verlaufen, anschließend das Leinetal verlassen, in südwestlicher Richtung über den Vogler (rund 260 Meter hoch) in den Raum Holzminden führen, anschließend der Weser östlich folgen und sie bei Würgassen überqueren. Hümme sollte etwa beim Streckenkilometer 100 östlich umfahren werden, bevor etwa beim Kilometer 135 ein Durchgangsbahnhof in Kassel-Wilhelmshöhe erreicht wird. Nördlich von Kassel sollte die Strecke mit der geplanten Ergänzungsstrecke Dortmund–Kassel verknüpft werden. Die Strecke sollte das Knüllgebirge auf einer Höhe von 420 Metern überwinden und mit Verknüpfungen an die Bestandsstrecke westlich an Fulda vorbeiführen. Die Überwindung des Landrückens war als dritter wesentlicher Anstieg im Trassenverlauf vorgesehen, um anschließend über das Sinntal Gemünden auf einer Höhe von 150 Metern zu erreichen.
Die gewählte für Personen- und Güterverkehr geeignete Trasse ging dabei als günstigste Lösung aus der Forderung hervor, sowohl Kassel anzubinden als auch die Strecke mit der Bahnstrecke nach Frankfurt am Main südlich von Fulda zu verknüpfen. Die 275 Kilometer lange Strecke sollte die Länge der Eisenbahnverbindung zwischen Hannover und Gemünden um rund 60 Kilometer reduzieren. Die Reisezeit im Personenfernverkehr sollte dabei von rund 160 Minuten auf 90 Minuten sinken. Der Baubeginn war für 1973, die Fertigstellung für 1980 vorgesehen. Eine frühere Fertigstellung einzelner Abschnitte wurde erwogen. Sie sollte dabei 4,2 Milliarden DM (rund 2,1 Milliarden Euro) kosten.
Der Trassierung der sowohl für Personenzüge als auch für bis zu 1.000 t schwere Güterzüge vorgesehenen Ergänzungsstrecke lag eine Entwurfsgeschwindigkeit von 300 km/h zu Grunde, wobei bei Bedarf wegen besonders hoher Aufwendungen in kurzen Abschnitten auch niedrigere Höchstgeschwindigkeiten gewählt werden sollten. Die vorgesehenen Mindestradien lagen bei 7.000 Metern (im Ausnahmefall 5.000 Meter) bei Überhöhungen von bis zu 75 Millimetern. Die Steigungen sollten die in der EBO vorgesehenen 12,5 Promille nicht überschreiten, wobei durch technischen Fortschritt (automatische Kupplungen, elektrische Traktion u. a.) auch darüber hinausgehende Neigungen bis hin zu 25 Promille geprüft werden sollten. Das Lichtraumprofil sollte zunächst 4,40 Meter breit und 5,40 Meter hoch werden (ohne Stromabnehmer und Oberleitung), um vielfältigen Anforderungen des Schienengüterverkehrs zu entsprechen. Mangels Erfahrungen mit Zugbegegnungen von über 200 km/h schnellen Zügen wurde zunächst ein Gleismittenabstand von 5,00 Metern angesetzt, in Tunneln wurden ein erhöhter Abstand von 6,00 Metern ebenso diskutiert wie zwei getrennte eingleisige Röhren. Der Abstand der Betriebsbahnhöfe wurde mit etwa 20 Kilometer angesetzt, die Einrichtung von Überleitstellen geprüft.
Der Bahnhof von Gemünden sollte im Zuge der Strecke ausgebaut werden. Zwischen Gemünden und Würzburg sollte die weitgehend mit 160 km/h befahrbare Bestandsstrecke genutzt werden. Ein Neubau bis Würzburg war damals trotz der ebenfalls geplanten Ergänzungsstrecke Aschaffenburg–Würzburg nicht geplant. Die Strecke wäre dabei 40 Kilometer kürzer als die Bestandsstrecken zwischen Hannover und Gemünden gewesen.
1971 wurde ein Planungsauftrag für die Vorplanung an die Zentrale Transportleitung (ZTP) und die beteiligten Bundesbahndirektionen (Hannover, Kassel, Frankfurt und Nürnberg) für eine Strecke erteilt, die die bestehende Nord-Süd-Strecke quantitativ und qualitativ ergänzen sollte. Dabei sollte auch Kassel angebunden werden. Überlegungen, die bestehende Nord-Süd-Strecke zwischen Hannover und Göttingen viergleisig auszubauen, erwiesen sich als nicht umsetzbar. Die Strecke war Mitte 1971 neben der Ergänzungsstrecke Köln–Groß-Gerau eine von zwei Strecken, die einer vertieften Trassenplanung unterzogen wurden. Da die dazu notwendigen topografischen Karten im Maßstab 1:5.000 zum großen Teil fehlten, wurden diese mittels Luftbildmessung angefertigt.
Im Zuge der am 15. Juni 1971 beauftragten Korridoruntersuchungen wurden bis Dezember 1974 erstmals die Kosten von Projekten verschiedener Verkehrsträger in drei ausgewählten Korridoren dem Nutzen vergleichend gegenübergestellt. Im Korridor zwischen Hannover und Gemünden (mit Weiterführung nach Würzburg) wurden dabei die beiden Ergänzungsstrecken Hannover–Würzburg und Aschaffenburg–Würzburg der Bahn einem Ausbau der ehemaligen Bundesautobahn 100 gegenübergestellt.
1973 wurden in den Direktionen Projektbeauftragte berufen. Im Planungsauftrag waren bereits Verknüpfungen mit der bestehenden Nord-Süd-Strecke in Kassel und Fulda vorgesehen; weitere Vorgaben machte der Auftrag nicht. Eine Neubaustrecke zwischen Hannover und dem Raum Würzburg über Kassel wurde als Vorhaben in den Bundesverkehrswegeplan 1973 aufgenommen. Im Dezember 1974 wies der Bundesverkehrsminister die Deutsche Bundesbahn an, die Strecke zwischen Hannover und Würzburg zu bauen. Die ZTP Mainz entwickelte eine großräumig angelegte Rohtrasse, die sich weitgehend topographischen Gegebenheiten anpasste und dabei möglichst großen Abstand zu Siedlungsgebieten halten sollte.
Bei der Planung der Strecke stand die Beschleunigung und die Kapazitätserhöhung des wachsenden Güterverkehrs im Vordergrund. Insbesondere sollte Güterzügen ermöglicht werden, im Nachtsprung von den norddeutschen Häfen zu den Industriezentren in Süddeutschland zu gelangen. Personenzüge des Intercity-Netzes sollten die Strecke dabei mit Geschwindigkeiten von maximal 200 km/h im losen Wechsel mit weiteren Personen- und Güterzügen befahren.
Die frühen Entwurfsparameter für die zunächst als „Hochleistungsschnellbahn“ bezeichnete Strecke gingen aus der Hochleistungs-Schnellbahn-Studie (HSB) hervor. Diese sahen eine Höchstgeschwindigkeit von 300 km/h bei Mindest-Kurvenhalbmessern von 7000 Metern vor. Neben einer maximalen Längsneigung nach EBO von 12,5 Promille, wurde für kurze Abschnitte ein Höchstwert von 18 Promille diskutiert (erste Überlegungen gingen von 25 Promille aus). Das Lichtraumprofil sollte gegenüber dem Bestandsnetz in frühen Überlegungen besonders groß ausgeführt werden. Auf 4,30 Meter Breite und 5,60 Meter Höhe über Schienenoberkante sollten dabei auch Lastzüge in geschlossenen Eisenbahnwagen im Huckepackverkehr zur Entlastung der Straßen vom Schwerverkehr mit Hochgeschwindigkeit transportiert werden. Überlegt wurde auch, die Strecke dreigleisig auszuführen, um bei Bauarbeiten und anderen Betriebsstörungen einen zuverlässigen Verkehr auf zwei Gleisen abwickeln zu können. Für eine zumindest teilweise dreigleisige Trassierung hatten zunächst auch erste Verkehrsmengen-Prognosen in den Jahren 1971 und 1972 gesprochen.
Die Ölkrise von 1973 und eine Rezession 1974/1975 führten Mitte der 1970er Jahre zu vorsichtigeren Prognosen, die eine durchgehend zweigleisige Trassierung erlaubten. Aus betriebswirtschaftlichen Überlegungen ging ferner eine Reduzierung der zunächst herzustellenden Ausbaugeschwindigkeit auf 250 km/h hervor. Wäre eine reine Personenverkehrsstrecke realisiert worden, hätten nach Bahnangaben etwa 20 Prozent der Baukosten eingespart werden können.
Der Gleisabstand hatte bei diesem Großlichtraumprofil bei 5,40 Metern liegen sollen, die nutzbare Tunnelquerschnittsfläche über Schienenoberkante bei 103 Quadratmetern.
1975 wurden diese Pläne verworfen, nachdem Untersuchungen ergeben hatten, dass den Mehrkosten in Höhe von etwa zehn Prozent für ein Großlichtraumprofil keine hinreichend großen Mehrerträge durch den Huckepackschnellverkehr entgegenstanden. Stattdessen wurde das erweiterte Regellichtraumprofil der weiteren Planung der nun als „Neubaustrecke“ bezeichneten Strecke zu Grunde gelegt. Mit fortschreitender Netzplanung wurden im gleichen Jahr die geplanten Strecken Hannover–Gemünden und Aschaffenburg–Würzburg zur Neubaustrecke Hannover–Würzburg zusammengefasst.
Der wesentliche Grund für die Verlängerung bis Würzburg lag in Überlegungen zur Kapazität – die zweigleisige Bestandsstrecke nahm zwischen Gemünden und Würzburg sowohl den Verkehr von und nach Fulda als auch den von und nach Frankfurt am Main auf. Am 13. Juli 1977 beschloss der Verwaltungsrat der Deutschen Bundesbahn den Bau der Neubaustrecke zwischen Hannover und Würzburg. Die Strecke wurde 1977 in das Koordinierte Investitionsprogramm für die Bundesverkehrswege aufgenommen.
Die Inbetriebnahme der ersten beiden deutschen Neubaustrecken war zunächst für das Jahr 1985 vorgesehen. Infolge unerwartet langer Planungsverfahren kam es Anfang der 1980er Jahre zu einer Verschiebung bis in das Jahr 1993. Der im Mai 1982 neu ins Amt eingeführte Bundesbahnvorstand beschloss im Juli 1982, die Strecken weiter zu bauen und die Inbetriebnahme in das Jahr 1991 vorzuverlegen.
Am 28. Mai 1984 beschloss der Vorstand der Deutschen Bundesbahn das Projekt HGV, das vorsah, die Strecke bereits ab ihrer Inbetriebnahme im Hochgeschwindigkeitsverkehr mit bis zu 250 km/h zu befahren. Die dazu nötigen Änderungen an der Streckenplanung waren gering, vor allem weil schon die Oberleitung vom Typ Re 250 erprobt und für den Einbau vorgesehen war.

### Variantendiskussion
Die Stadt Kassel war aufgrund ihrer Lage in der Siedlungs- und Verkehrsstruktur ein Festpunkt der Linienführung. In einem mehrstufigen Verfahren wurde schließlich die konkrete Streckenführung entwickelt. Im Abschnitt zwischen Hannover und Kassel wurden dabei beispielsweise zahlreiche Varianten in einem rund 50 Kilometer breiten Korridor untersucht. Mit der Neubaustrecke sollte Kassel erstmals Anschluss an das Intercity-Netz erhalten.
Im Herbst 1971 lag eine als Variante I bezeichnete Trasse von Hannover über das Weserbergland von Holzminden/Höxter und Kassel nach Gemünden vor. Im Zuge des 1972 eingeleiteten Raumordnungsverfahren für den Abschnitt Hannover–Elze (bei Hildesheim) forderte die Oberste Landesplanungsbehörde des Landes Niedersachsen 1972 die Bundesbahn auf, über diesen Abschnitt hinaus neben einer Linienführung über Holzminden auch eine Variante über das zu fördernde Zonenrandgebiet von Northeim und Göttingen zu prüfen. Eine Übereinstimmung mit den Zielen der Landesplanung wurde dabei nur für den Abschnitt zwischen Hannover und Rethen festgestellt. Eine daraufhin entwickelte Variante II löste sich bei Elze von der Variante I und verlief westlich des Leinetals über Nörten-Hardenberg bis Göttingen und von dort über Dransfeld weiter nach Kassel.
Als 1973 im ersten Abschnitt zwischen Hannover Hauptbahnhof und Rethen (12 Kilometer) die Bauarbeiten begannen, kam es zu weiteren Diskussionen. Aus einer Vielzahl von Trassierungsversuchen entstand dabei eine als Variante III bezeichnete Lösung, die dem heutigen Trassenverlauf entspricht und über Bad Gandersheim und Northeim nach Göttingen und von dort in südöstlicher Richtung über Hannoversch Münden nach Kassel verläuft. Maßgeblich für diese Variante war der Wunsch, von Rethen auf kürzestem Weg nach Göttingen zu trassieren und dabei Hildesheim so gut wie möglich anzubinden.
In einem betriebswirtschaftlichen Vergleich zwischen den Varianten I und III wurde die Variante I bevorzugt. Das zusätzliche Verkehrsaufkommen einer Anbindung Göttingens (II/III) konnte dabei geschätzte Mehrinvestitionen von 500 Millionen DM der gegenüber Variante I um 20 Kilometer längeren Trasse nicht ausgleichen. Das Land Niedersachsen und die Göttinger Interessengemeinschaft Trasse hielten mit eigenen Untersuchungen und Gutachten volkswirtschaftliche Argumente für die Anbindung Göttingens dagegen. Die niedersächsische Landesregierung betonte in einer landesplanerischen Stellungnahme 1975, dass aus landespolitischer Sicht nur eine Trasse über Göttingen vertretbar sei. Unter Berücksichtigung neuer Planungsparameter (250 km/h statt 300 km/h Ausbaugeschwindigkeit, Regel- statt Großlichtraum) vermindere sich die betriebswirtschaftliche Differenz schließlich auf 300 Millionen DM. 1976 wurde die Diskussion mit der Zustimmung des Bundesverkehrsministers für die Linienführung über Göttingen abgeschlossen. Eine Studie im Auftrag des Landes Niedersachsen hatte die Varianten Göttingen und Holzminden miteinander verglichen und der Göttingen-Variante durchweg einen höheren Nutzen bescheinigt.
Im Oktober 1974 entschied sich die Bundesbahn, die Strecke über Gemünden am Main hinaus nach Würzburg zu führen.
Im Raum Fulda war ursprünglich eine westliche Umfahrung der Stadt vorgesehen, die mittels Verknüpfungen an die Bestandsstrecke bei Maberzell und Kerzell an die Neubaustrecke angebunden werden sollte. Diese Variante war bereits Mitte der 1970er Jahre zu Gunsten mehrerer Varianten einer Trassenführung über den Bahnhof Fulda verworfen worden. 1978 wurde entschieden, die Strecke auf einer Länge von 13 Kilometer parallel zu der bestehenden Strecke über den Bahnhof Fulda zu führen. Die Diskussion um Anbindung Fuldas an die Strecke nahm insgesamt etwa sieben Jahre in Anspruch.
Ende 1976 stand für den Raum Kassel fest, die Neubaustrecke bei Fuldatal-Ihringshausen mit dem Bestandsnetz zu verknüpfen. Damit stand die Trassierung zwischen Hannover und Kassel fest. In Kassel fiel nach langen Diskussionen um 1980 die Entscheidung, die Strecke über den neuen Bahnhof Kassel-Wilhelmshöhe zu führen. Eine Streckenführung unterhalb der Stadt mit einem unterirdischen Durchgangsbahnhof unter dem bestehenden Hauptbahnhof, einem Kopfbahnhof, wurde dabei ebenso verworfen wie zwei weitere Varianten.
Der BUND Hessen sprach sich in einer Denkschrift zur Neubaustrecke Hannover–Würzburg 1983 für ein Alternativkonzept aus. Dabei sollte die Main-Weser-Bahn ausgebaut und der Neubaustreckenabschnitt Kassel–Fulda nicht gebaut werden.

### Planung

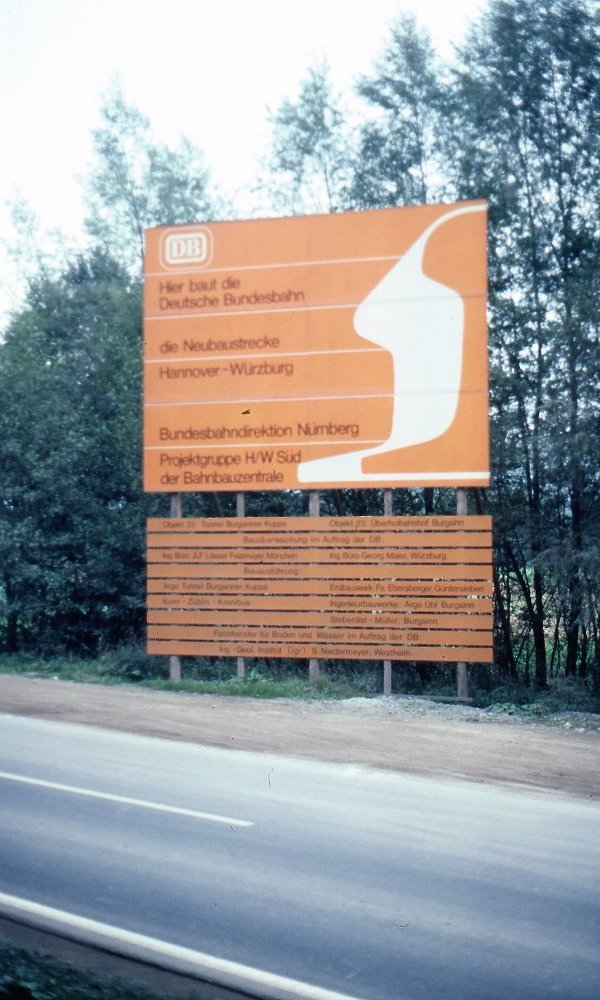
Eine Bautafel an der Neubaustrecke in den 1980er Jahren. 1974 waren die Farbe Pastellorange (RAL 2003) sowie die „halbe Schiene“ als Signum für die Neu- und Ausbaustrecken der Deutschen Bundesbahn eingeführt worden.

Der erste Abschnitt zwischen Hannover und Rethen (12 Kilometer) wurde am 16. Juli 1973 durch den Bundesminister für Verkehr (nach § 14 Abs. 3c Bundesbahngesetz) genehmigt. Die genehmigten Kosten beliefen sich dabei auf 226 Millionen D-Mark (Preisstand: 1973). Dieser Abschnitt galt zwischen Bahn, Bund und Land Niedersachsen als unumstritten, während der weitere Verlauf gen Süden umstritten war.
Im Juni 1978 beschloss das Bundeskabinett die Neubaustrecke fortzusetzen. Der Bundesverkehrsminister genehmigte daraufhin am 21. Juli 1978 den Bau der Abschnitte Rethen–Kassel und Burgsinn–Würzburg. Am 26. August 1980 folgte die Genehmigung für den Abschnitt Kassel–Burgsinn. Die genehmigten Kosten beliefen sich dabei auf 4.750 Millionen DM (Preisstand: 1975) für Rethen–Kassel sowie zusammen 5.060 Millionen DM (Preisstand: 1979) für Kassel–Burgsinn und Burgsinn–Würzburg.
Für das Raumordnungsverfahren wurde die Strecke in neun Abschnitte unterteilt. Ab 1972 wurden die insgesamt 13 (andere Quelle 11) Raumordnungsverfahren durchgeführt. Zumeist wurden dabei Abschnitte gewählt, die auch eigenständig betrieblich nutzbar sind. Nachdem die Trassierung zwischen Hannover und Kassel Ende 1976 festlag, wurde 1977 in mehreren Abschnitten das Raumordnungsverfahren in diesem Abschnitt eingeleitet. 1977 wurde das Raumordnungsverfahren für den Abschnitt Edesheim–Göttingen abgeschlossen, im April 1979 erging die landesplanerische Feststellung für den Abschnitt Göttingen–Landesgrenze (nördlich von Kassel). Im Januar 1980 folgte der 64 Kilometer lange Abschnitt Rethen–Edesheim. Das letzte großflächige Raumordnungsverfahren für den 36 Kilometer langen Abschnitt zwischen Gemünden und Würzburg endete nach fünfeinhalb Jahren am 20. Mai 1981 mit einer positiven landesplanerischen Beurteilung. Die Raumordnungsverfahren nahmen zwischen einem und sechs Jahren in Anspruch.
Nach Abschluss der Raumordnungsverfahren begannen die Planfeststellungsverfahren. Die Strecke wurde dazu in 88 Planfeststellungsabschnitte unterteilt. Hierfür wurden zunächst Vorentwurfs-Pläne im Maßstab 1:5000 erarbeitet, die schließlich für die Genehmigungsplanung im Maßstab 1:1000 präzisiert wurden. Im Mai 1981 waren 75 der 314 Streckenkilometer zwischen Rethen und Würzburg planfestgestellt, im Spätsommer 1982 113 Kilometer. Besondere Schwierigkeiten ergaben sich durch den Bau neuer Bahnstromleitungen. Um die Auswirkungen der Neubaustrecke auf viele landwirtschaftliche Betriebe, deren Land durchfahren werden musste, in Grenzen zu halten, wurden zahllose Flurbereinigungen notwendig. Der Lärmschutz entlang der Strecke stützte sich mangels anwendbaren Bundesrechts auf Vereinbarungen mit den betroffenen Bundesländern.
Am 26. August 1980 waren 90 Prozent der Strecke im Zuge der Raumordnung landesplanerisch festgestellt und das Bundesverkehrsministerium erteilte die Genehmigung für den letzten Abschnitt der Neubaustrecke zwischen Kassel-Wilhelmshöhe und Burgsinn (bei Würzburg). Gegen Ende 1980 wurden die ersten Bauarbeiten im Südabschnitt ausgeschrieben.
Während im Nordabschnitt 1984 der erste von 15 neu zu errichtenden Planfeststellungsabschnitten beschlossen wurde, wurde für den Bereich der Maintalbrücke Veitshöchheim am 12. Dezember 1984 der letzte Planfeststellungsbeschluss für den Südabschnitt erlassen. 1985 waren 267 Kilometer planfestgestellt. Im Oktober 1986 lag schließlich auf der gesamten Strecke das Baurecht vor.
Die Realisierung der Strecke wurde aus der im April 1976 gegründeten Bahnbauzentrale gesteuert, die unmittelbar dem Vorstand der Deutschen Bundesbahn unterstand. Ihr wurden im Oktober 1978 drei Projektgruppen zur Realisierung der 327 Kilometer langen Neubaustrecke mit Sitz in Hannover, Frankfurt am Main und Nürnberg unterstellt. Der aus Frankfurt koordinierte Mittelabschnitt umfasste 111 Kilometer, 28 Tunnel (49 Kilometer) sowie 22 größere Talbrücken und reichte von der hessisch-niedersächsischen Landesgrenze am Ostufer der Fulda bei Ihringshausen und endete fünf Kilometer südlich von Fulda. Der südlich daran anschließende Abschnitt, darunter 24 Kilometer in Hessen, gehörten zur Projektgruppe Süd (Nürnberg).
Im Zuge der Öffentlichkeitsarbeit wurden zahllose Diskussionen geführt. Bis 1977 hatten sich 25 Bürgerinitiativen gegen die Neubaustrecke gebildet. 1979 wurden mehr als 40 derartige Gruppen gezählt. Allein im Abschnitt zwischen Kassel und Fulda hatten sich bis 1981 insgesamt 24 Bürgerinitiativen gegen die Strecke formiert. Durch das Engagement der Gruppen hatte sich bereits das Raumordnungsverfahren erheblich verzögert. In Verhandlungen mit Betroffenen wurden unter anderem Tunnel verlängert und kommunale Baumaßnahmen aus Bahnmitteln finanziert. Einsprüche von Einwohnern führten binnen weniger Jahre zu erheblichen Kostensteigerungen. War beispielsweise Mitte der 1970er Jahre noch jeder rund vierte Streckenkilometer im Tunnel geplant, lag der später realisierte Anteil bei mehr als einem Drittel. Die 1979 geplante Streckenlänge entsprach mit 327 Kilometer bereits der später realisierten. In den 1980er Jahren ebbte der Widerstand weitgehend ab. Noch 1983 versuchte die Arbeitsgemeinschaft der Schnellbahngegner sowie der Umwelt-Bund, den Bau des Abschnitts zwischen Kassel und Fulda zu verhindern. Der Landkreis Hersfeld-Rotenburg klagte dabei vor dem Landesverwaltungsgericht für den Anschluss von Bebra an die Strecke, für den sich auch die Bürgerinitiative „Rettet den Bahnhof Bebra“ einsetzte. Insgesamt wurden gegen die Strecke 10.700 Einsprüche erhoben sowie in 360 Fällen ein Verwaltungsstreitverfahren durchgeführt.
Der Bauphase ging ein umfangreiches Erkundungsprogramm voraus. Allein im 111 Kilometer langen Mittelabschnitt wurden dazu 1.200 Bohrungen mit einer Gesamtlänge von 45 Kilometer abgeteuft und 200 Erdschürfungen durchgeführt.
Im Bundesverkehrswegeplan 1980 war die Strecke eines von drei Eisenbahn-Neubauvorhaben der Stufe I, deren Realisierung bis 1990 erfolgen sollte. Investitionen von 2,3 Milliarden DM waren dabei Teil der Stufe II des Verkehrswegeplans, die nach 1990 realisiert werden sollte. Die geplanten Kosten lagen 1980 bei 10,49 Milliarden D-Mark (Preisstand: 1980). Die geplante Kapazität wurde 1984 mit 120 Zügen pro Tag und Richtung angegeben.

### Entwurfsparameter

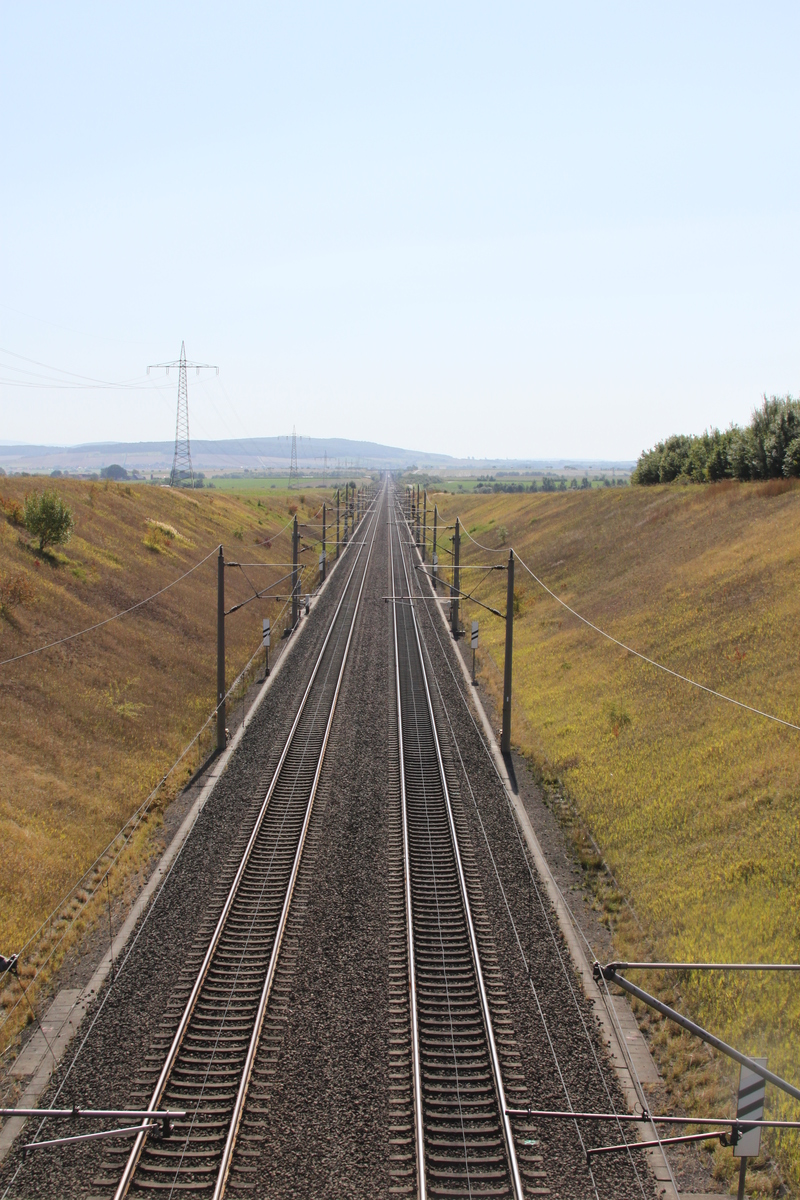
Südlich des Hildesheimer Waldes verläuft die Strecke über mehrere Kilometer gerade

Die Neubaustrecke wurde für den Mischverkehr von schnellen Personenfern- und Güterzügen konzipiert. Damit wurden insbesondere vergleichsweise große Kurvenradien und gleichzeitig vergleichsweise geringe zulässige Steigungen notwendig.
Der im Regelfall größte zulässige Kurvenradius beträgt 7000 Meter, der in besonderen Fällen zulässige Mindestradius 5100 Meter. Diese Werte ergaben sich aus der zunächst vorgesehenen Entwurfsgeschwindigkeit (250 km/h) und der zunächst vorgesehenen minimalen Geschwindigkeit von Güterzügen (80 km/h). Die Regelüberhöhung beträgt 65 Millimeter, die maximale Überhöhung – zur Begrenzung übermäßigen Verschleißes – 90 Millimeter (nach anderer Quelle 80 Millimeter). Der Überhöhungsfehlbetrag beträgt höchstens 60 Millimeter. Die maximale Steigung von 1,25 Prozent ergab sich aus der Forderung, in solchen Steigungen auch mit schweren Güterzügen nach einem Halt wieder anfahren zu können. Noch Mitte der 1970er Jahre war geplant, die Strecke in einer ersten Ausbaustufe zunächst nur mit bis zu 200 km/h zu befahren und einen späteren Ausbau für bis zu 300 km/h offenzulassen. Die letztlich zu Grunde gelegte Entwurfsgeschwindigkeit liegt bei 300 km/h bei einem Überhöhungsfehlbetrag von 130 Millimetern. Die Höchstgeschwindigkeit der ICEs war dabei zunächst auf 250 km/h begrenzt.
Die Trassierung wurde ursprünglich für den Mischverkehr 80 km/h schneller Güter- und 250 km/h schneller Personenzüge entworfen. Daraus ergab sich der Mindestradius von 5100 m mit einer Überhöhung von 65 mm bei einem Überhöhungsfehlbetrag von 80 mm für Reisezüge bzw. einem Überhöhungsüberschuss von 50 mm für Güterzüge. Während des Projekts Hochgeschwindigkeitsverkerkehr wurde die Berechnungsgeschwindigkeit für Güterzüge auf 120 km/h heraufgesetzt. Der damit einhergehende größere Mindestradius konnte aufgrund des Baufortschritts nicht mehr umgesetzt werden, stattdessen wurde die Überhöhung auf 90 mm heraufgesetzt.
Diese großzügigen Trassierungsparameter machten eine besonders große Zahl von Kunstbauten erforderlich. So verlaufen 121 Kilometer der 327 Kilometer langen Strecke in 61 Tunneln sowie 30 Kilometer auf 294 Brücken (davon 43 Talbrücken). Die höchste Brücke ist mit 95 Metern die Rombachtalbrücke bei Schlitz, die längste mit 1628 Metern die Fuldatalbrücke Solms. Der Landrückentunnel (10.779 Meter) und der Mündener Tunnel (10.525 Meter) sind die längsten Tunnel in Deutschland. Beinahe jeder vierte von 456 Tunnel-Kilometern im Netz der Deutschen Bahn liegt damit auf der Strecke. Rund 83 Kilometer verlaufen in Einschnitten sowie 77 Kilometer auf Dämmen. Lediglich 17 Kilometer (5 %) verlaufen ebenerdig. Die Strecke beansprucht eine Fläche von 937 Hektar.
1981 lag die geplante Gesamtlänge der Tunnel bei 110 Kilometer, die der Dämme bei 81 Kilometer, die der Einschnitte bei 99 Kilometer sowie die der Brücken bei 41 Kilometer.
Für den geplanten Mischbetrieb von Personen- und Güterzügen sowie zur Instandhaltung wurden im Abstand von fünf bis sieben Kilometern Überleitstellen sowie im Abstand von etwa 20 Kilometer insgesamt elf Betriebsbahnhöfe eingerichtet.
Der Gleismittenabstand von 4,70 Metern ergab sich aus der Forderung, auch überbreite Sendungen im Güterverkehr transportieren zu können. Für einen reinen Personenverkehrsbetrieb wären etwa 4,20 Meter ausreichend gewesen.

### Bau
Am 10. August 1973 begann mit dem symbolischen ersten Rammschlag durch Bundesverkehrsminister Lauritz Lauritzen bei Laatzen der Bau eines ersten, zwölf Kilometer langen Abschnitts der Ergänzungsstrecke Hannover–Gemünden. Laut Lauritzen sei dies der erste Baubeginn einer solchen Fernbahn seit der 15. Mai 1876 in Bau gegangenen Strecke Hannover–Bebra–Frankfurt gewesen.
Für die gesamte Strecke wurde (Stand: 1977) mit einer Bauzeit von fünf Jahren gerechnet. Die Eröffnung sollte im Jahr 1985 erfolgen. Statt der ursprünglich geplanten rund 160 Kilometer waren 1979 infolge zahlreicher Verzögerungen erst zwölf Kilometer Strecke fertiggestellt.
Nachdem im Südabschnitt (Fulda–Würzburg) in der zweiten Jahreshälfte etwa 20 Kilometer der Neubaustrecke planfestgestellt waren und ein positiver Abschluss des ausstehenden Raumordnungsverfahrens Gemünden–Würzburg zu erkennen war, wurden die ersten Bauaufträge ausgeschrieben und vergeben. Als erstes Bauwerk im Südabschnitt ging im Oktober 1980 die Sinntalbrücke Schaippach in Bau, die großflächigen Bauarbeiten wurden mit dem Anschlag des Einmalbergtunnels bei Gemünden am 22. Mai 1981 offiziell eingeleitet. Als erster Tunnel der Strecke wurde am 25. Februar 1981 der Sinnbergtunnel angeschlagen.
Im Mittelabschnitt begannen die Bauarbeiten am Kreuzungsbauwerk Nordendweg in Kassel am 29. September des gleichen Jahres (der offizielle Baubeginn im hessischen Abschnitt erfolgte im November 1981 durch die Grundsteinlegung ebendieses Kreuzungsbauwerkes durch Ministerpräsident Holger Börner). Aufgrund von Einsprüchen durch Bürgerinitiativen und Klagen begannen umfassende Bauarbeiten im Nordabschnitt zwischen Hannover und Göttingen erst im März 1983. Mit dem Anschlag des Mündener sowie des Mühlenkopftunnels wurden am 27. Oktober 1983 die Bauarbeiten im Streckenabschnitt zwischen Kassel und Göttingen offiziell eingeleitet. Am 31. Mai 1983 waren mit dem Anschlag des Tunnels Steinberg-Bornhecke insgesamt zwölf Tunnel der ersten beiden Neubaustrecken im Bau. Im gleichen Jahr begannen die Tunnelbauarbeiten im Mittelabschnitt.
Der erste Mast der neuen Bahnstromleitungen wurde im Februar 1983 bei Nörten-Hardenberg aufgestellt. Bis Ende 1983 wurden 2,32 Milliarden Deutsche Mark (rund 1,14 Milliarden Euro) in die Neubaustrecke investiert.
Im Oktober 1984 liefen die Bauarbeiten auf fast drei Viertel der Streckenlänge.

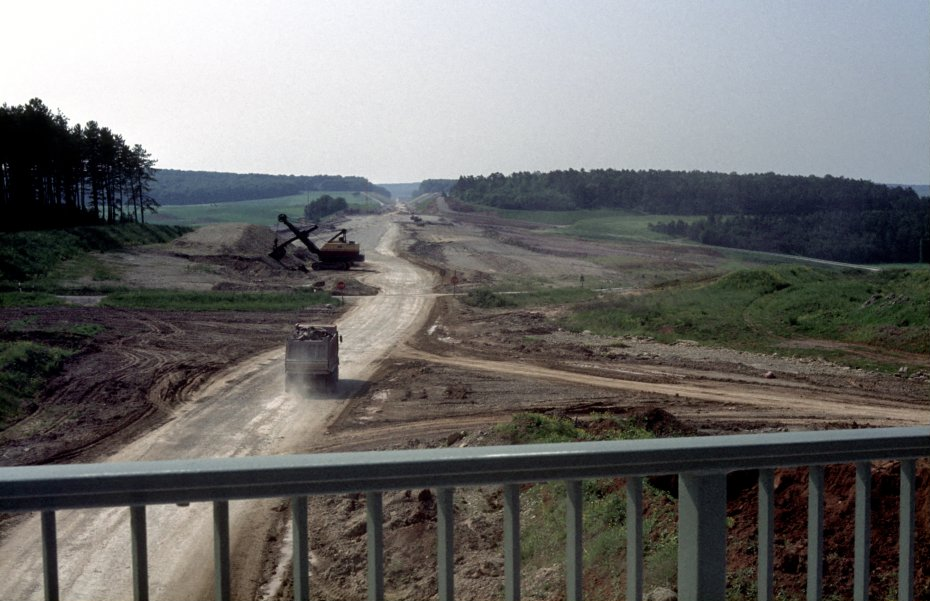
Erdarbeiten im zukünftigen Bahnhof Rohrbach (Juni 1985)

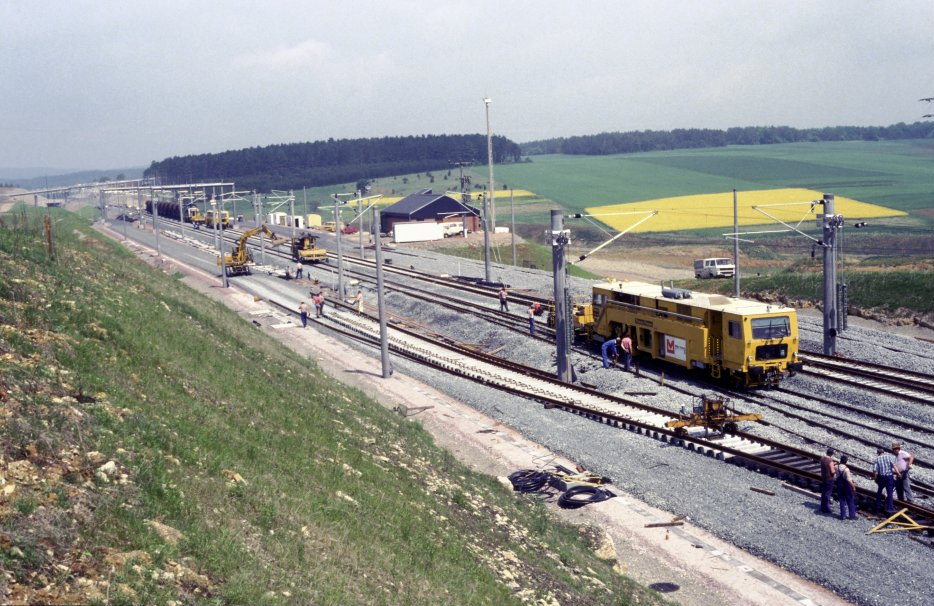
Gleisbauarbeiten im Betriebsbahnhof Rohrbach im Mai 1986

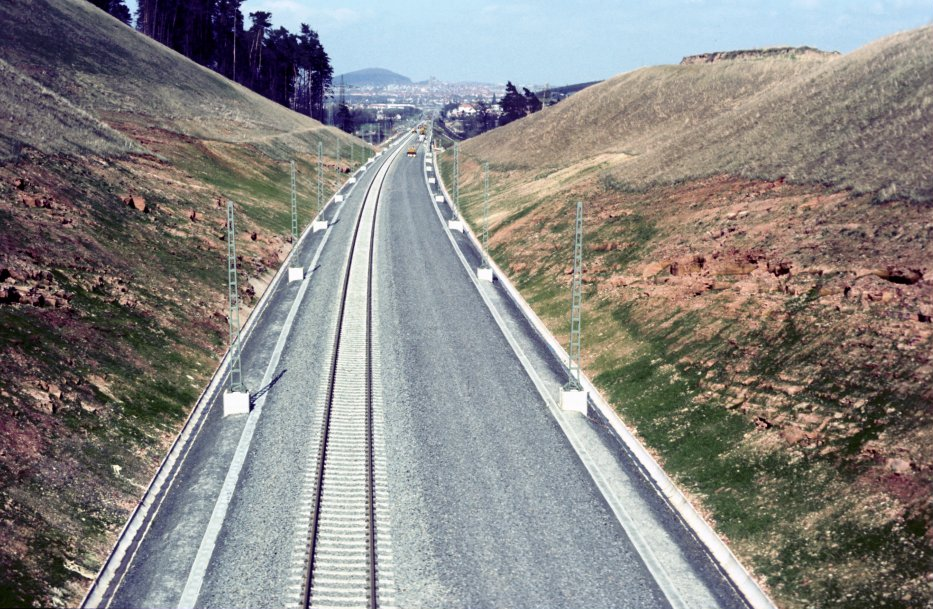
Bauarbeiten südlich von Fulda (Mai 1987)

Nach 184 Bautagen wurde am 4. Februar 1982 als erster Tunnel der Einmalbergtunnel bei Gemünden am Main durchgeschlagen. 1986 wurde der längste deutsche Eisenbahntunnel, der Landrückentunnel, im Rohbau fertiggestellt. Bis Herbst 1984 waren sieben Arbeiter bei den Tunnelbaumaßnahmen gestorben. Während im Nordabschnitt Mitte der 1980er erst vereinzelte Bauarbeiten liefen, waren bis Januar 1986 im Südabschnitt alle Bauarbeiten vergeben und 45 Kilometer im Rohbau fertiggestellt. Am 4. November 1987 begann der Gleisbau von Fulda Richtung Norden, zunächst bis zum 19 Kilometer entfernten Überholbahnhof Langenschwarz.
1988 wurden mit dem Helleberg-, dem Mündener und den Rengershäusertunnel die letzten drei Röhren der Strecke durchschlagen. Zum Jahresende war die Hälfte der Gleise zwischen Fulda und Kassel verlegt, die Talbrücken Kragenhof, Wälsebach und Mülmisch im Jahresverlauf fertiggestellt.
Am 3. Oktober 1989 erfolgte der Lückenschluss zwischen Hannover und Göttingen. Am 6. Oktober wurde mit dem Mündener Tunnel die letzte der 61 Röhren durchgeschlagen. Am 2. November 1989 folgte das Einsetzen der letzten Schiene im Abschnitt Göttingen–Kassel (im Mündener Tunnel), Mitte November 1989 lagen alle Gleise im Abschnitt Kassel–Fulda. Anschließend folgten noch Restarbeiten, beispielsweise die Installation der Oberleitung und Belastungstest für Brücken.
Die südliche Zulaufstrecke Fürth–Würzburg wurde im Abschnitt von Würzburg bis Rottendorf wegen der erwarteten Verkehrszunahme bis Sommer 1984 auf einer Länge von acht Kilometern von zwei auf drei Gleise ausgebaut. Mit dem Richtfest des Vordaches am Bahnhof Kassel-Wilhelmshöhe wurde die Gesamtstrecke am 18. Januar 1990 im Rohbau fertiggestellt.
Der Flächenbedarf lag allein im 111 Kilometer langen Mittelabschnitt bei 615 Hektar, davon wurden 305 Hektar dauerhaft von der Bahn beansprucht, der Rest vorübergehend in Anspruch genommen. Während 98 Hektar für die reine Bahntrasse anfielen, wurden 517 Hektar für Rekultivierungsmaßnahmen aufgewandt. Darüber hinaus wurden in diesem Abschnitt 16 Millionen Kubikmeter Überschussmassen, die nicht für Dammschüttungen verwendet werden konnten, auf etwa 30 Erddeponien abgelagert, die weitere 220 Hektar in Anspruch nehmen.
Manfred Stelzers 1988 entstandener Fernsehfilm Himmelsheim/F13 schildert die Auswirkungen des Baus der Schnellfahrstrecke auf ein fiktives oberfränkisches Dorf.

### Inbetriebnahmen

#### Hannover–Rethen (1979)
Bereits am 12. Mai 1979 wurde, nach sechsjähriger Bauzeit, der 12,762 Kilometer lange Abschnitt zwischen dem Bahnhof Hannover Bismarckstraße und Rethen in Betrieb genommen. In diesem Abschnitt wurden 48,3 Kilometer Schienen, 111 Weichen, 22 Eisenbahnbrücken und zwei Überwerfungsbauwerke errichtet. Ferner wurden neun höhengleiche Bahnübergänge beseitigt und der neue Haltepunkt Laatzen sowie ein neues Stellwerk in Rethen gebaut. Die Gesamtkosten dieses ersten Abschnitts, für den 70.000 Kubikmeter Beton und 8.900 t Stahl aufgewendet worden waren, lagen bei 233 Millionen D-Mark (rund 119 Millionen Euro; Preisstand: circa 1979).

#### Burgsinn–Hohe Wart (1986)

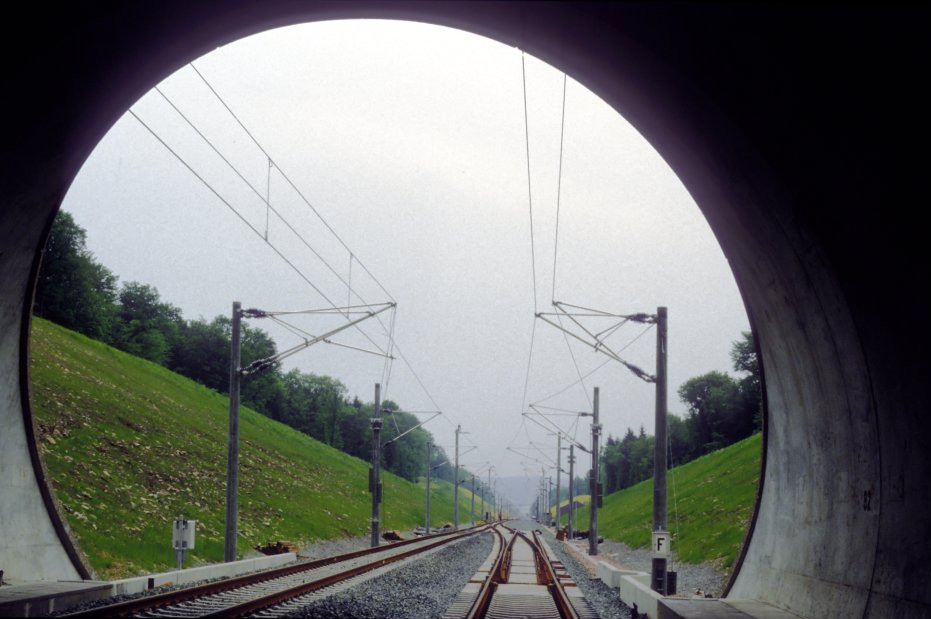
Das Südportal des Hohe Wart-Tunnels bildete das Ende des Versuchsabschnitts (Mai 1986)

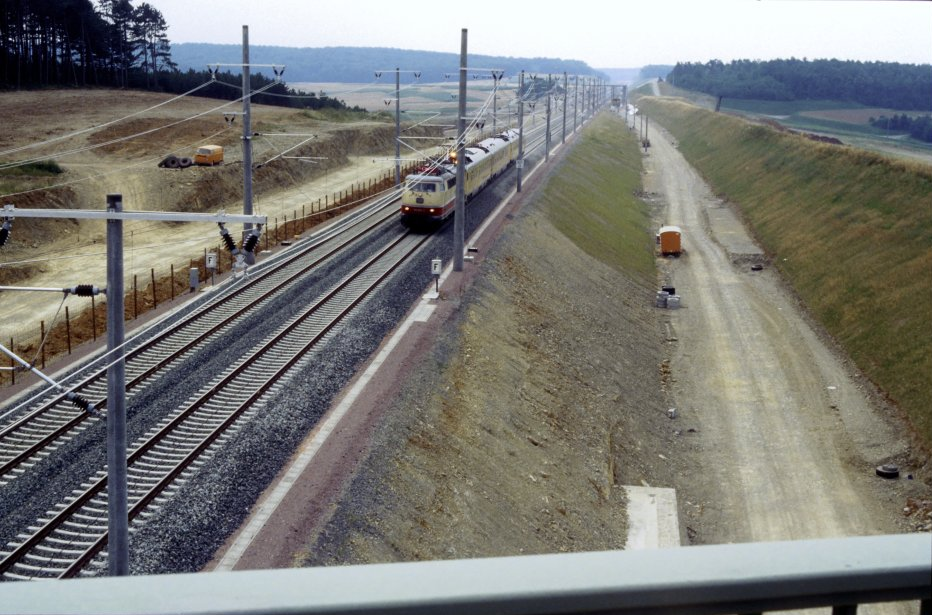
Versuchsfahrten mit einer Lok der Baureihe 103 im Bahnhof Rohrbach (Juli 1986)

Am 14. Juli 1986 wurde die Oberleitung zwischen der Überleitstelle Hohe Wart und dem Betriebsbahnhof Burgsinn unter Spannung gesetzt. Zur Streckenzulassung bis 280 km/h verkehrte die Lokomotive 103 003 zwischen 15. Juli und 8. August in dem Abschnitt.
Ab August 1986 wurde ein vielfältiges Versuchsprogramm mit verschiedensten Fahrzeugen gefahren, um weitere Erkenntnisse über den Eisenbahnbetrieb bei hohen Geschwindigkeiten zu gewinnen, die letztlich in die ICE-1-Serienzüge einflossen. Am 3. September begannen Hochtastfahrten mit dem ICE-Vorläuferzug InterCityExperimental, die am gleichen Tag nach Entgleisung eines Triebkopfes im Betriebsbahnhof Burgsinn (falsche Weichenstellung) abgebrochen werden mussten. Der Zug kehrte mit nur einem Triebkopf am 10. September für Hochtastfahrten bis 290 km/h auf die Strecke zurück. Am 17. November 1986 erfolgte eine Präsentationsfahrt für Journalisten mit 345 km/h – noch höhere Geschwindigkeiten konnten in dem kurzen Abschnitt nicht erreicht werden.
Zu den zahllosen Versuchen, die auf dem Abschnitt gefahren wurden, zählten Untersuchungen zum Kontakt zwischen Oberleitung und Stromabnehmer, zum Oberbau sowie Schallemissionen. Einen Schwerpunkt der zahlreichen Fahrten mit verschiedensten Fahrzeugen bildeten Messungen zu den aerodynamischen Belastungen bei Zugbegegnungen und der Prüfung verschiedener Maßnahmen zur Druckertüchtigung von Schienenfahrzeugen. Auch die neuartige Wirbelstrombremse wurde im März 1987 in dem Streckenabschnitt einer mehrwöchigen Testserie unterzogen. Ab 8. April 1987 wechselte das Versuchsprogramm zeitweilig auf den (etwas längeren) ersten Teilabschnitt der Schnellfahrstrecke Mannheim–Stuttgart. Die Versuchsfahrten kehrten zurück, als dort am 30. Mai 1987 der fahrplanmäßige Betrieb aufgenommen wurde.
Vor Aufnahme des Regelbetriebes stellte der InterCityExperimental im Rahmen der ICE-Weltrekordfahrt am 1. Mai 1988 mit 406,9 km/h einen neuen Weltrekord für Schienenfahrzeuge auf.

#### Fulda–Würzburg und Edesheim–Nörten-Hardenberg (1988)

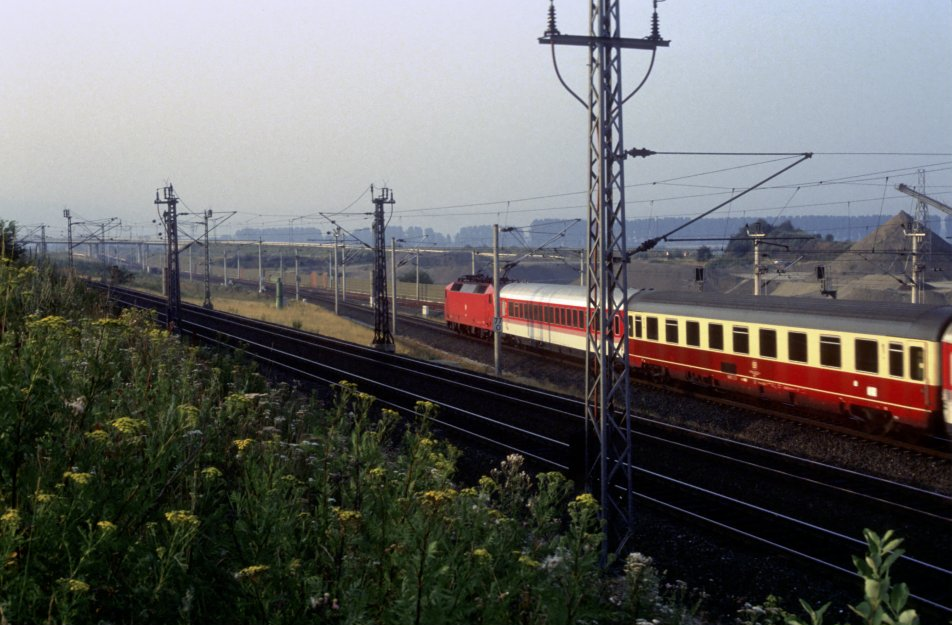
Ein Intercity fährt am Abzweig Edesheim auf die Neubaustrecke

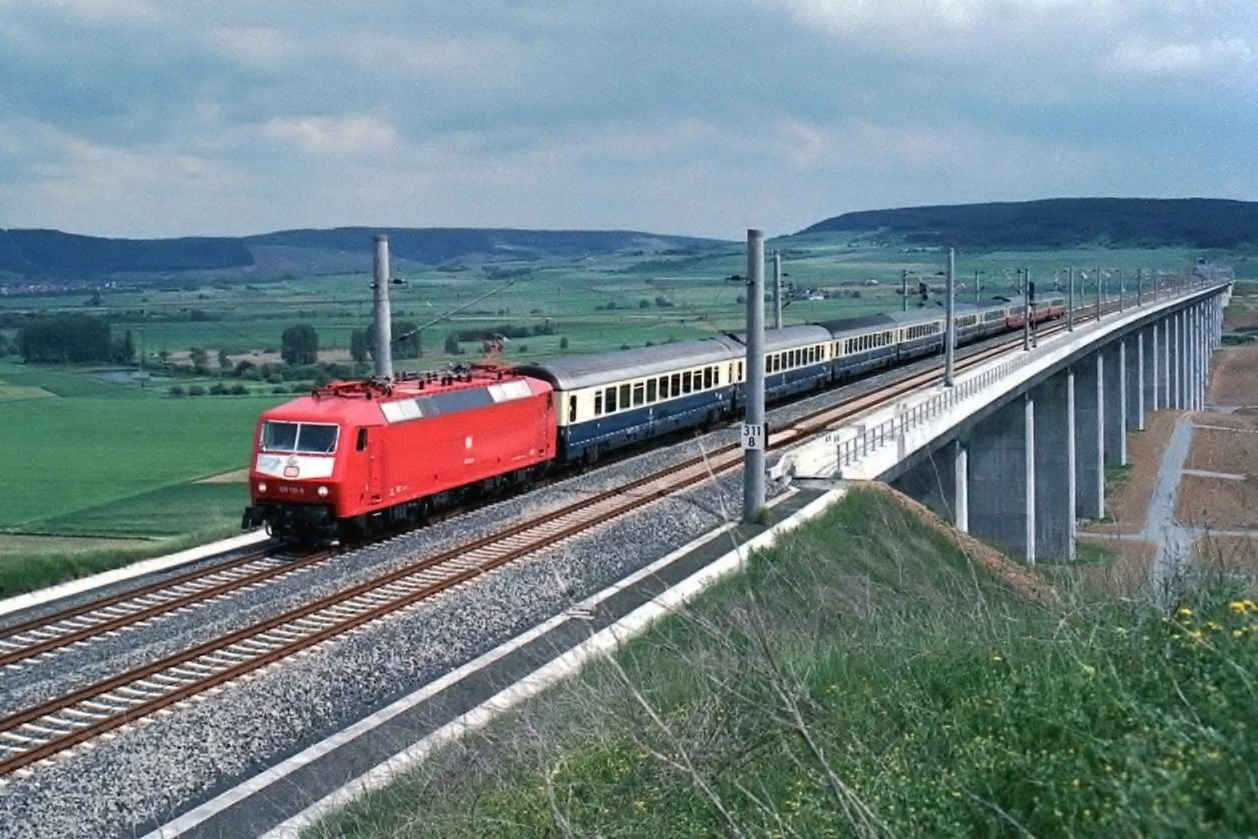
Ein Intercity am ersten Betriebstag (29. Mai 1988) auf der Bartelsgrabentalbrücke. Zunächst war die Höchstgeschwindigkeit der Fernzüge auf der Strecke auf 160 km/h beschränkt.

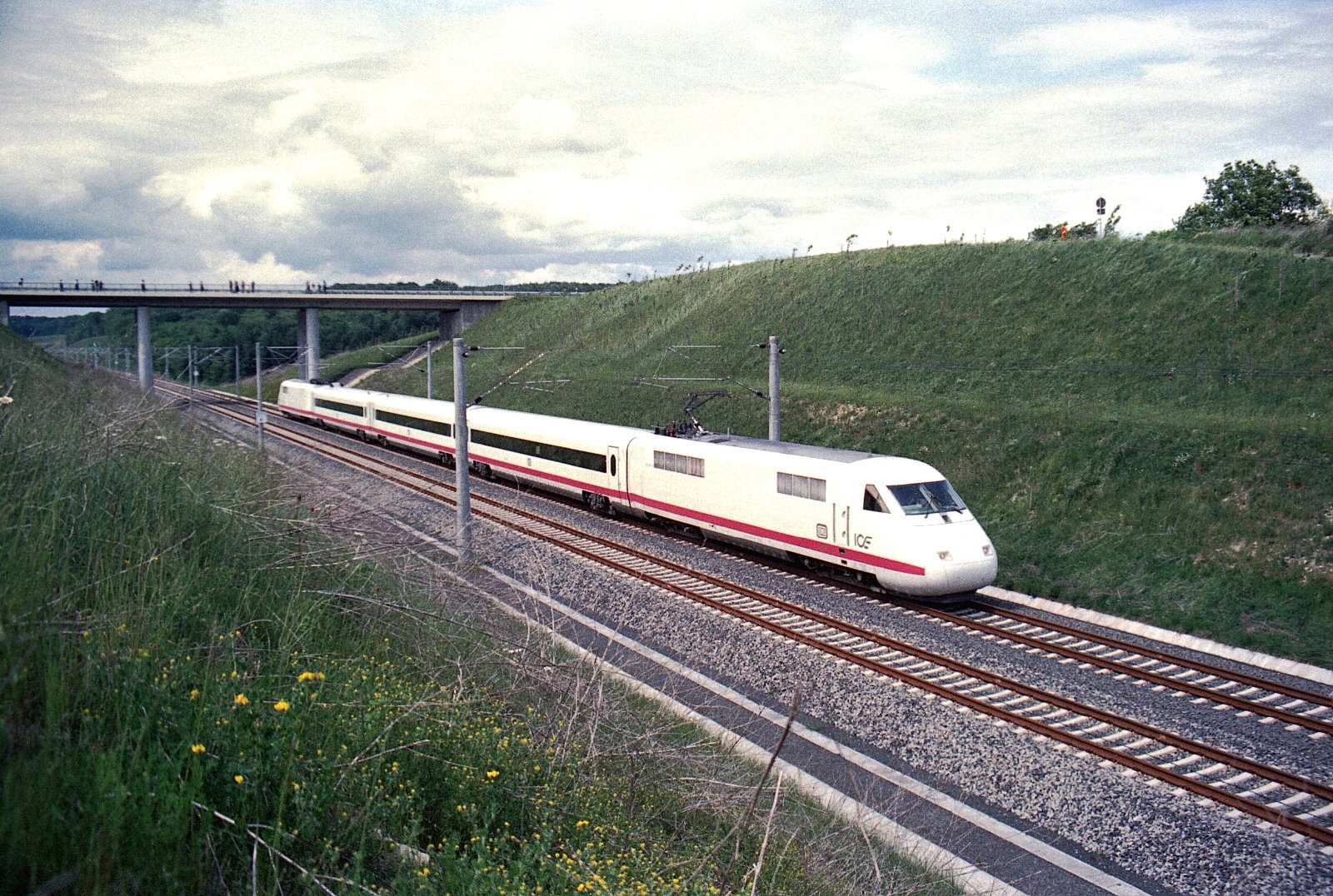
Der ICE-Vorläuferzug InterCityExperimental auf dem Weg nach Würzburg. Am 28. und 29. Mai 1988 pendelte der Zug mehrfach auf dem Neubaustrecken-Abschnitt.

Am 18. Januar 1988 wurde die Oberleitung zwischen dem Bahnhof Fulda und dem Hauptbahnhof Würzburg unter Spannung gesetzt.
Die offizielle Inbetriebnahme der Streckenabschnitte Fulda–Würzburg (94 Kilometer Neubaustrecke) und Edesheim–Nörten-Hardenberg (bei Göttingen, 13 Kilometer) erfolgte zum Fahrplanwechsel am 29. Mai 1988.
Am 27. Mai 1988 wurde zunächst das Teilstück Würzburg–Fulda mit einer Parallelfahrt von vier Fahrzeugen zwischen Burgsinn und Mittelsinn eröffnet. Während auf der Neubaustrecke der InterCityExperimental und ein IC (mit Lok 120 102) verkehrten, befuhr eine historische TEE-Garnitur (601 014) und die Dampflokomotive 50 622 die in diesem Abschnitt parallel laufende Bahnstrecke Flieden–Gemünden. Bundesverkehrsminister Jürgen Warnke hatte die Strecke zuvor im Fuldaer Bahnhof offiziell für den Verkehr freigegeben. In Fulda und Würzburg wurde die Inbetriebnahme des 3,2 Milliarden DM (rund 1,6 Milliarden Euro) teuren Streckenabschnitts am 28. und 29. Mai 1988 mit Bahnhofsfesten gefeiert. Dabei wurden auch zahlreiche Pendelfahrten zwischen Würzburg und Fulda mit dem ICE-V und einer IC-Garnitur angeboten.
Als erster regulärer Reisezug auf dem Südabschnitt verließ IC 686 Herrenchiemsee am 29. Mai um 9:17 Uhr den Würzburger Hauptbahnhof gen Fulda. Die Fahrzeit zwischen Fulda und Würzburg im IC-Verkehr reduzierte sich mit der Inbetriebnahme von 63 auf 39 Minuten, die Streckenlänge um 19 Kilometer. Im ersten Betriebsjahr verkehrten tagsüber IC/EC-Züge im Taktverkehr über die Strecke, ergänzt durch je ein D- und FD--Zugpaar. Nachts verkehrten rund 50 Güterzüge über die Strecke. Die Einführung der Neubaustrecke in den Bahnhof Fulda war dabei noch im Bau; Züge zur Neubaustrecke verkehrten zunächst über die Bestandsgleise und wechselten außerhalb des Bahnhofs auf die Gleise der Schnellfahrstrecke.
Zunächst war die Höchstgeschwindigkeit der bis zu 200 km/h schnellen Fernzüge innerhalb der Tunnel auf 160 km/h beschränkt. Untersuchungen hatten gezeigt, dass höhere Fahrgeschwindigkeiten druckertüchtigte Fahrzeuge voraussetzen, die zu diesem Zeitpunkt noch nicht in ausreichender Stückzahl zur Verfügung standen. Die damals bei der Bahn – auch in IC-Wagen – noch üblichen Fallrohrtoiletten waren nach außen offen und durch geschlossene Systeme zu ersetzen, da die Druckwelle ansonsten den nur mit Schwerkraft arbeitenden Spülvorgang umkehren kann. In den Jahren 1988 und 1989 wurden insgesamt 160 Intercity-Wagen der damaligen Deutschen Bundesbahn druckertüchtigt, um die Strecke uneingeschränkt befahren zu können. Zum 16. Februar 1989 wurde die zugelassene Höchstgeschwindigkeit für IC-Züge im Tunnel auf 180 km/h (ohne Berücksichtigung in den Fahrzeiten) erhöht, obwohl noch nicht ausreichend viele druckertüchtigte Wagen zur Verfügung standen.
Im ersten Betriebsjahr im Abschnitt Fulda–Würzburg erwiesen sich auch Seitenwinde auf den hohen Talbrücken als kritisch. Nach Sturmwarnungen des Wetteramts Offenbach wurden die Güterzüge zwischen Mai und August 1988 in insgesamt 13 Nächten über die Altstrecke umgeleitet. Kurz darauf wurden Windmesseinrichtungen auf den beiden besonders hohen Brücken über Sinn und Fliede installiert. Durch die örtlich präzisen Messungen konnten Güterzüge fortan bis Windstärke 10 die Strecke uneingeschränkt nutzen, darüber hinaus mit einer Höchstgeschwindigkeit von 80 km/h. Lediglich Güterzüge mit leeren Containern und Flachwagen wurden ab Windstärke zehn umgeleitet. Die ersten Betriebsmonate wurden darüber hinaus von hohen Schadständen (30 bis 40 Prozent der eingesetzten Fahrzeuge) der Baureihen 103, 120 und Bpmz überschattet. Aufgrund von Problemen mit der Notbremsüberbrückung waren ferner in Fulda und Würzburg zusätzliche IC-Teams stationiert, die das Zugpersonal bei betroffenen Zügen verstärkten.
1989 erfolgten zwischen Fulda und Würzburg mehrstufige Probandenuntersuchungen, aus denen Druckkomfortkriterien für die Deutsche Bahn abgeleitet wurden, die wiederum in ein einschlägiges Regelwerk des Internationalen Eisenbahnverbandes (UIC) Einzug fanden.
Vor Inbetriebnahme des Südabschnitts hatten 760 Triebfahrzeugführer Streckenkenntnis erhalten, darunter 60 Intercity- und circa 700 Güterzug-Lokführer. Erstmals wurde ein Teil der sechs damals üblichen Belehrungsfahrten je Richtung dabei (versuchsweise) durch eine Videoaufnahme ersetzt.

#### Göttingen–Nörten-Hardenberg (1990)
Am 18. Mai 1990 wurde der Abschnitt zwischen Göttingen und Nörten-Hardenberg (13 Kilometer) dem Betrieb übergeben. Da die Linienzugbeeinflussung (LZB) noch nicht zur Verfügung stand, betrug die Höchstgeschwindigkeit bis zur Inbetriebnahme der Gesamtstrecke 160 km/h, ohne nennenswerte Reisezeitgewinne. Seit Ende April 1990 verkehrten bereits Güterzüge über den neuen Abschnitt. Noch Mitte 1986 war vorgesehen gewesen, im Jahr 1990 den 53 Kilometer langen Abschnitt zwischen Nörten-Hardenberg und Kassel in Betrieb zu nehmen.
Noch Ende 1979 hatte die Bundesbahn damit gerechnet, den Abschnitt zwischen Edesheim und Göttingen 1985 eröffnen zu können.

#### Vollständige Inbetriebnahme (1991)
Mit dem Beginn des fahrplanmäßigen ICE-Verkehrs am 2. Juni 1991 wurde die Strecke auf voller Länge in Betrieb genommen; gleichzeitig erfolgte die Vollinbetriebnahme der zweiten Neubaustrecke, zwischen Mannheim und Stuttgart. Die Fahrzeit der InterCitys zwischen Hannover und Würzburg betrug im Endausbau noch zwei Stunden und 17 Minuten, die der ICE rund zwei Stunden.
Bei den vorangegangenen Hochtastfahrten befuhren Messfahrzeuge die Strecke beginnend mit 160 km/h mit Steigerungen um jeweils 10 km/h. Die Abnahmegeschwindigkeit von 310 km/h (zulässige Höchstgeschwindigkeit von 280 km/h zzgl. zehn Prozent Reserve) musste auf mindestens fünf Fahrten zur Zulassung erreicht werden. Die Abnahmefahrten wurden bis 1. Januar 1991 abgeschlossen. Es folgten Ausbildungsfahrten für das Personal. Vor Inbetriebnahme der beiden ersten Neubaustrecken unternahmen 1000–2000 Triebfahrzeugführer Streckenkundefahrten und wurden mit den technischen Besonderheiten (z. B. Führerraumsignalisierung, Notbremsüberbrückung) vertraut gemacht.
Die Neubaustrecke spielte in zwei Fernseh-Werbespots der damaligen Bundesbahn im Rahmen der Kampagne Unternehmen Zukunft eine Rolle, die insbesondere die ökologischen Vorteile der Neubaustrecken hervorhoben.

### Auswirkungen
Mit Inbetriebnahme der Schnellfahrstrecke sank die Reisezeit zwischen Hamburg und München im Schienenpersonenfernverkehr von zunächst 7:35 Stunden (1984) bzw. 7:06 Stunden (1986, mit Fahrplanoptimierungen) auf 6:39 Stunden (1988, nach Inbetriebnahme Würzburg–Fulda) bzw. rund 6:00 Stunden (1991, Vollinbetriebnahme). Sie lag Stand 2011 nach Inbetriebnahme der Schnellfahrstrecke Nürnberg–Ingolstadt bei knapp über 5:30 Stunden.
Zwischen Kassel und Göttingen reduzierte sich die Streckenlänge um rund 30 Kilometer, der zuvor notwendige weite Umweg über Eichenberg entfiel.
Dauerhaft werden durch die Neubaustrecke 937 Hektar Flächen verbraucht, das sind durchschnittlich 2,9 Hektar pro Streckenkilometer.

### Kosten
Die Gesamtkosten des Projekts betrugen 11,874 Milliarden DM (prognostizierte Abrechnungssumme mit Stand von Mitte 1994, gebildet durch Addition der tatsächlichen Ausgaben über die Geschäftsjahre). Dabei machen Tunnel und Brücken etwa die Hälfte der Gesamtkosten der Strecke aus.
Die Kosten stiegen im Bauverlauf stetig an. Waren 1977 noch 8,05 Milliarden DM (rund 4,11 Milliarden Euro) geplant, lag die Summe im Frühjahr 1982 bereits bei 10,5 Milliarden DM (rund 5,4 Milliarden Euro). Im Juni 1982 wurden zum Preisstand 1981 11,7 Milliarden DM (etwa 6,0 Milliarden Euro) angegeben. 1983 wurde (zum Preisstand 1983) mit 11,80 Milliarden DM gerechnet. Anfang Oktober 1984 wurde (Preisstand 1. Januar 1984) mit Gesamtkosten von 11,1 Milliarden D-Mark kalkuliert. Als Hauptgrund für die Überschreitung der ursprünglich geplanten Kosten wurden 1994 gestiegene Baupreise genannt (70 Prozent Zunahme zwischen 1972 und 1991).
Eine Neubewertung der volks- und betriebswirtschaftlichen Nutzen im Auftrag des Bundesverkehrsministeriums ergab für die Strecke Mitte 1983 einen Nutzen-Kosten-Faktor von 4,1 sowie einen Erlös-Kosten-Faktor von 3,1. Ende 1984 gab die Bundesbahn eine Kostensenkung und Beschleunigung bei den beiden ersten Neubaustrecken bekannt. So sollte die Fertigstellung bereits im Jahr 1991 erfolgen, die Gesamtkosten bei 14,7 Milliarden DM insgesamt 850 Millionen DM niedriger liegen als ursprünglich geplant (Preisstand: 1. Januar 1984). Die Behörde begründete diese Entwicklung u. a. mit kostensparenden Tunnelbaumethoden, genaueren Kalkulationsmöglichkeiten im Zuge der fortschreitenden Realisierung und der Konkurrenzsituation in der Bauindustrie. Die Fertigstellung war zu diesem Zeitpunkt für 1993 geplant (für den Abschnitt Fulda–Würzburg: 1989). Auf die Neubaustrecke Hannover–Würzburg entfielen dabei 11,126 Milliarden DM. Von diesen Kosten wurde auch Mitte 1985 ausgegangen. 1986 wurden die Kosten auf 10,995 Milliarden DM geschätzt.

### Weitere Entwicklung
Im November 1988 erreichte eine neue Talgo-Garnitur auf der Strecke eine Geschwindigkeit von 291 km/h.
Nach Inbetriebnahme erfolgte 1991 und 1992 eine funktechnische Ausrüstung der Tunnel für C-Netz, UKW-Radio und Eurosignal. Das Tunnelfunksystem war bis zum 31. Dezember 2000 in Betrieb. Die Strecke wurde um 2005/2006 für den öffentlichen GSM-Mobilfunk ertüchtigt. Zahlreiche neu errichtete Sendestationen – inklusive Tunnelfunkanlagen – gewährleisten in handyverstärkten Wagen einen ständigen Empfang.
1993 wurde auf einem Testabschnitt zwischen Hannover und Göttingen eine mit bis zu 400 km/h befahrbare Oberleitung eingerichtet, um die Möglichkeit weiterer Geschwindigkeitserhöhungen auf den Neubaustrecken zu prüfen. Die Nantenbacher Kurve (Verbindungskurve aus Würzburg Richtung Frankfurt am Main) wurde 1994 fertiggestellt. Am 4. Mai 1998 erreichte der Eurotrain bei Orxhausen eine Geschwindigkeit von 316 km/h. 1994 erreichte eine Talgo-Einheit, gezogen vom InterCityExperimental, zwischen Hannover und Göttingen eine Geschwindigkeit von 360 km/h.
Der Unterbau der Strecke erwies sich im Betrieb als zu hart, der Schotter verschliss dadurch schneller als erwartet. Eine für 2019 geplante Sanierung mit Schwellenankern konnte nicht abgewartet werden. Vom 23. April bis 8. Mai 2016 wurde der Streckenabschnitt zwischen Hannover und Kassel zur Reinigung und Teilerneuerung des Schotters gesperrt. Insgesamt sollten 130.000 Tonnen Schotter neu eingebracht werden.
Anfang Mai 2016 schrieb die Deutsche Bahn die Planung einer umfassenden Oberbauerneuerung zwischen Hannover Messe/Laatzen und Jühnde aus. Es sollten etwa 178 Kilometer Gleis und 75 Weichen erneuert sowie 6 Weichen zurückgebaut werden. Bereits Ende Dezember 2015 hatte das Eisenbahn-Bundesamt eine Plangenehmigung zum Rückbau der Überleitstellen Giften und Sudheim sowie von insgesamt sechs Weichen in Betriebsbahnhöfen erteilt.
Auf dem Abschnitt Fulda–Würzburg wurde faseroptische Sensorik erprobt (Stand: 2016).
2019 begann die Generalüberholung mit der Erneuerung von Gleisen, Weichen und Technik. Für den ersten Abschnitt zwischen Hannover und Göttingen gab es eine Streckenvollsperrung zwischen dem 11. Juni und dem 14. Dezember 2019. Im Oktober 2019 wurde der Streckenabschnitt zwischen 17 und 7 Uhr für Belastungsfahrten wieder freigegeben. Die Umleitung erfolgte über die Hannöversche Südbahn entlang des Leinetals, wodurch es zu einer Fahrzeitverlängerung von 30 bis 45 Minuten und zu Zugausfällen kam. Die Überholung des Abschnittes von Göttingen nach Kassel folgte zwischen 24. April und 16. Juli 2021. Während der Sperrung wurden die Züge über Hameln–Altenbeken–Warburg (ohne Halt in Göttingen), Eichenberg–Hann Münden oder Eichenberg–Bebra (ohne Halt in Kassel) umgeleitet. Die veranschlagten Kosten betrugen 114 Millionen Euro.
Vom 11. Juni bis 10. Dezember 2022 wurde der Abschnitt zwischen Fulda und Würzburg saniert. Der Teilabschnitt zwischen dem Betriebsbahnhof Rohrbach und Würzburg wurde vorab und schrittweise am 17. Oktober 2022 wieder in Betrieb genommen. Der verbleibende Abschnitt Kassel–Fulda wurde vom 17. April bis 9. Dezember 2023 saniert, dabei wurden auf 85 Kilometern Strecke 163 km Gleis und 70 Weichen erneuert. Vom 10. Dezember 2023 bis Mai 2024 war der Streckenabschnitt zwischen Kassel und Göttingen für eine Sanierung des Rauhebergtunnels gesperrt. Die Sanierung der Strecke wurde Anfang Juni 2024 abgeschlossen. Insgesamt wurden 557 km Gleis (mit 700.000 Schwellen) und 235 Weichen erneuert und dabei 850 Millionen Euro investiert.

### Weltrekordfahrten

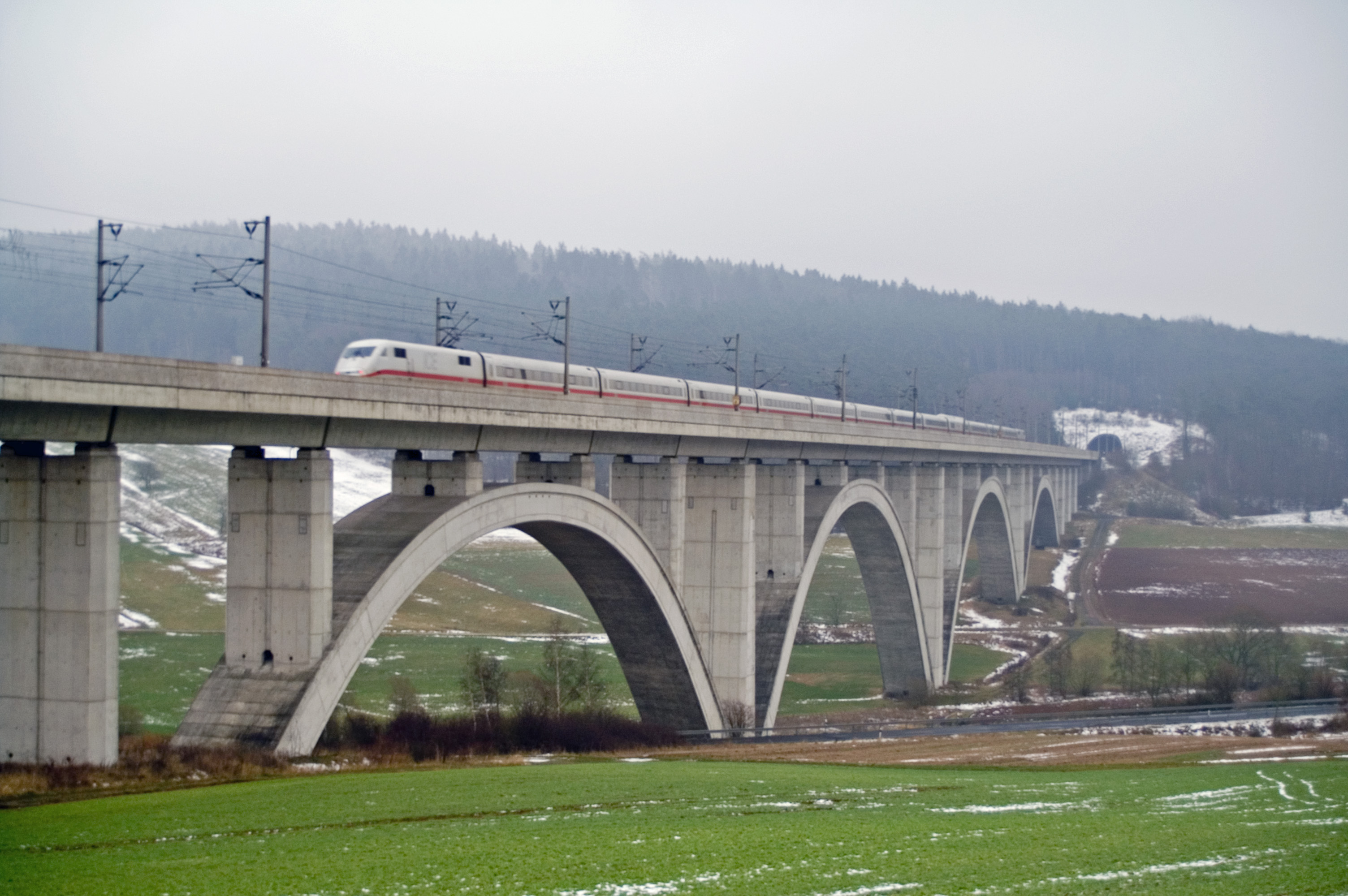
ICE 1 auf Wälsebachtalbrücke

Im Rahmen der ICE-Weltrekordfahrt am 1. Mai 1988 stellte der Versuchszug InterCityExperimental einen Geschwindigkeits-Weltrekord für Schienenfahrzeuge auf. Er erreichte im Streckenabschnitt Würzburg–Fulda, nördlich des Einmalbergtunnels (Streckenkilometer 287,956) eine Geschwindigkeit von 406,9 km/h. Strecke und Zug wurden speziell für den Rekord hergerichtet. Der Weltrekord hatte nur gut eineinhalb Jahre Bestand, bevor er im Rahmen der Weltrekordfahrt am 5. Dezember 1989 durch den französischen TGV Atlantique mit 482,4 km/h übertroffen wurde.
Bereits am 17. November 1986 hatte der InterCityExperimental mit 345 km/h im Mühlbergtunnel einen neuen Geschwindigkeitsrekord für Drehstromfahrzeuge aufgestellt.
Mit einer Geschwindigkeit von 310 km/h stellte die EuroSprinter 64 P-Lokomotive 127 001-6 am 6. August 1993 zwischen Würzburg und Fulda einen neuen Weltrekord für Drehstromlokomotiven auf.

### Unfälle

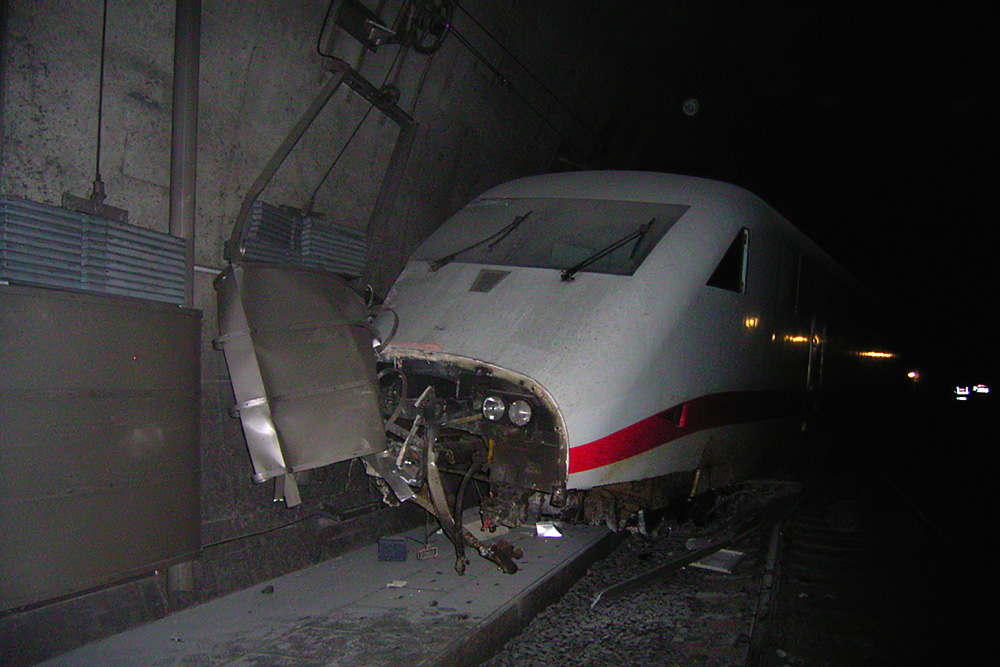
Am 26. April 2008 kam ein ICE-1-Triebkopf an der Tunnelwand des Landrückentunnels (bei Fulda) zum Stehen

- Am 3. September 1986, dem Tag seiner ersten Fahrt auf der Strecke, entgleiste der ICE-Vorläuferzug InterCityExperimental, nachdem in Burgsinn Betriebsbahnhof eine Weiche im Abzweig zur Bestandsstrecke unter dem Triebkopf 410 001 umgestellt wurde.[94]
- Am 29. Juni 1991 stießen zwei Güterzüge in einem Tunnel bei Jühnde zusammen. Nach einer Störung hatte einer der Lokführer die LZB-Fahrzeugeinrichtung abgeschaltet und war am Halt zeigenden Signal vorbeigefahren.[139]
- Im ersten Halbjahr 1999 kam es in kurzer Zeit zu drei Unfällen aufgrund von italienischen Schiebewandwagen, bei denen die Überleitstellen Mengershausen, Ersrode und Gehrenrode zerstört wurden, wobei erstere beiden nicht wieder aufgebaut wurden.
  - Am 2. März 1999 entgleiste im Leinebuschtunnel ein Wagen eines Güterzuges und brannte aus.[140][141] Die Brandbekämpfung mit dem Rettungszug war nicht zufriedenstellend, siehe Rettungszug (Deutsche Bahn AG)#Ernstfälle.
  - Am 28. April 1999 entgleisten vier Wagen eines Güterzuges bei Einfahrt in den Schalkenbergtunnel aufgrund eines Heißläufers an einem Wagen.[142]
  - Am 13. Mai 1999 entgleiste ein italienischer Güterwagen, der als letzter Wagen in den ICG 50710 von Kornwestheim nach Bremen eingereiht war, beim Kilometer 58. In einem acht Kilometer langen Abschnitt wurden die Betonschwellen zerschlagen und Signaleinrichtungen beschädigt. Der Schaden ging in die Millionenhöhe, das Gegengleis blieb bis zum Folgetag, das Unfallgleis bis 23. Mai 1999 gesperrt. Nachdem zum dritten Mal in Folge ein Schiebewandwagen der Bauart 245 Ursache für einen Unfall war, untersagte das Eisenbahn-Bundesamt den Betrieb dieser Wagen mit mehr als 60 km/h.[143]

Am 26. April 2008 kam um 21:05 Uhr der ICE 885 im Landrückentunnel beschädigt zum Stehen, nachdem er bei der Einfahrt in den Tunnel mit Schafen kollidiert war. Zehn der zwölf Wagen und beide Triebköpfe des 14-teiligen Zuges entgleisten. 19 Reisende wurden verletzt, davon vier mittelschwer. Es handelte sich dabei um die erste Entgleisung eines ICE im Normalbetrieb in einem Tunnel. Der Streckenabschnitt zwischen Fulda und Burgsinn Betriebsbahnhof blieb in der Folge für mehrere Wochen gesperrt. Der Fernverkehr wurde bei einer Fahrzeitverlängerung von etwa 30 Minuten in diesem Abschnitt über die alte Nord-Süd-Strecke umgeleitet.

### Ausblick
Die Vorzugsvariante der Aus- und Neubaustrecke Hanau–Würzburg/Fulda–Erfurt soll bei Mittelkalbach mit der Schnellfahrstrecke verknüpft werden. Die im Juni 2018 benannte Vorzugslösung Variante IV soll in das Raumordnungsverfahren eingebracht werden. Damit würde der schnelle Personenverkehr Fulda–Frankfurt zwischen Fulda und dem Kalbachtunnel die Schnellfahrstrecke mitbenutzen.
Der im Oktober 2018 veröffentlichte erste Gutachterentwurf sah für den Deutschland-Takt zwischen den Hauptbahnhöfen Hannover und Würzburg eine Reisezeit von genau 120 Minuten vor. Mit einem Grundangebot von fünfeinhalb Zügen pro Stunde und Richtung wäre dabei der Abschnitt von Fulda bis zur geplanten Abzweigstelle Kalbach an der Neubaustrecke Gelnhausen–Kalbach zukünftig der am stärksten belastete Abschnitt der Strecke. Der 2019 vorgelegte zweite Gutachterentwurf sah südlich von Fulda bis Kalbach nunmehr sechs Züge pro Stunde und Richtung vor; anderthalb davon fahren weiter Richtung München. Im 2020 vorgelegten dritten Gutachterentwurf zwischen Fulda und Kalbach sechseinhalb und zwischen Kalbach und Würzburg anderthalb Züge pro Stunde und Richtung vorgesehen, womit die am stärksten und schwächsten frequentierten Abschnitte der gesamten SFS direkt aneinander anschließen. Im Rahmen des Entwurfs sind geänderte Weichenverbindungen im Bahnhofsteil Fulda Bronnzell geplant. Dafür sind, zum Preisstand von 2015, Investitionen von 22 Millionen Euro vorgesehen. Im Rahmen des dritten Gutachterentwurfs ist nunmehr ebenfalls vorgesehen, die Verbindung von der Schnellfahrstrecke Richtung Blankenheim (bei Bebra) mit 230 statt vormals geplanter 200 km/h auszuführen.

## Betrieb
| Jahr         | 1990 (Prognose BVWP 1980) | 1992 | 2007 | 2018 |
| ------------ | ------------------------- | ---- | ---- | ---- |
| Personenzüge | 88                        | 76   | 126  | 110  |
| Güterzüge    | 152                       | 70   | 36   | 26   |
| Gesamt       | 240                       | 146  | 162  | 136  |

Die Neubaustrecke wird planmäßig von Personenfernverkehrs- und Güterzügen befahren. Die Neubaustrecke steht zwischen 05:30 Uhr und 23:00 Uhr dabei vorrangig Zügen des Personen-Fernverkehrs zur Verfügung, in der übrigen Zeit haben Güterzüge in der Betriebsabwicklung Vorrang. Personenzüge müssen dann über die längere und langsamer befahrbare Altstrecke fahren.
Während die Zahl der Personenzugpaare im Streckenabschnitt Göttingen–Fulda kontinuierlich von 38 (1992) auf 63 (2007) stieg, ging die Zahl der Güterzugpaare von 35 (1992) auf 22 (2005) bzw. 18 (2007) zurück. Die Belastung der Bestandsstrecke entwickelte sich dabei gegenläufig: Die Zahl der Güterzugpaare stieg von 66 (1992) auf 104 (2007), während die Zahl der Personenzugpaare im selben Zeitraum von 45 auf 35 zurückging. 2007 verkehrten in dem am dichtesten befahrenen Abschnitt, zwischen Göttingen und Kassel, je Werktag und Richtung 53 ICE- und IC-Züge sowie 33 schnelle Güterzüge (120 km/h, einige 160 km/h). Auf der Altstrecke zwischen Göttingen und Eichenberg fuhren 77 langsame Güterzüge (90 km/h) und 19 Regionalzüge.
Im August 1994 nutzten täglich rund 100 Personen- und 70 Güterzüge die Strecke. 1995 wurde die Strecke im Abschnitt Kassel–Göttingen von im Mittel 100 Personenzügen und 65 Güterzügen täglich befahren. Der Bundesverkehrswegeplan 1980 sah, für das Jahr 1990, eine Belastung durch 88 Personen- und 152 Güterzüge vor.
Der Wirtschaftlichkeitsrechnung des Projekts waren 240 Züge pro Tag zu Grunde gelegt worden, etwa je zur Hälfte Personen- und Güterzüge. Darüber hinaus wurden netzweite Wirkungen angesetzt. Als Gründe für die tatsächlich niedriger ausgefallene Auslastung wurden 1994 unter anderem der noch nicht abgeschlossene (der Prognose zu Grunde gelegte) Ausbau des übrigen Netzes und die „unbefriedigende Entwicklung“ des Schienengüterverkehrs angegeben.

### Personenverkehr

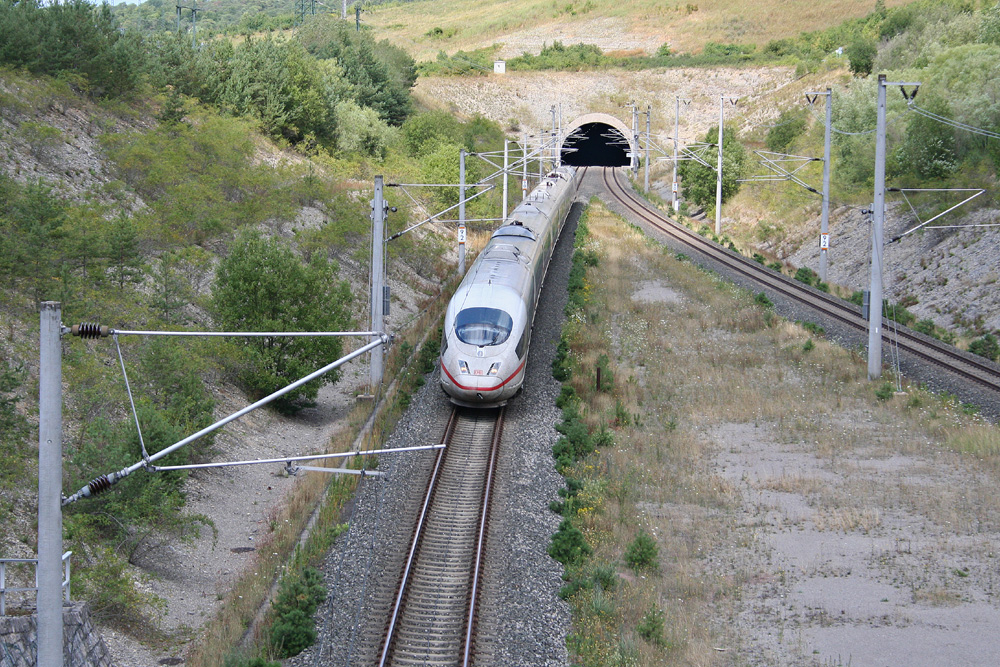
Ein ICE 3 aus Frankfurt am Main auf dem Weg nach Würzburg. Am südlichen Ende der Nantenbacher Kurve nutzen diese Züge einen rund 25 Kilometer langen Abschnitt der Neubaustrecke bis Würzburg

Die Neubaustrecke wird im Personenverkehr planmäßig von ICE- und IC-Zügen befahren. Im Taktverkehr (weitgehender Zwei-Stunden-Takt) verkehren dabei im Fahrplanjahr 2021 folgende ICE-Linien über die Strecke:
1. von Hamburg-Altona über Hannover–Göttingen–Kassel-Wilhelmshöhe–Frankfurt (Main) nach Basel/Zürich (ICE-Linie 20) oder Stuttgart (ICE-Linie 22)
2. von Hamburg-Altona bzw. Bremen über Hannover–Göttingen–Kassel-Wilhelmshöhe–Fulda–Würzburg nach München (ICE-Linie 25)
3. von Berlin über Wolfsburg–Braunschweig–Hildesheim–Göttingen–Kassel-Wilhelmshöhe–Fulda–Hanau–Frankfurt (Main) nach Basel (ICE-Linie 12) oder Frankfurt (ICE-Linie 13)
4. Hamburg–Hannover–Kassel-Wilhelmshöhe–Gießen–Frankfurt–Darmstadt–Karlsruhe (ICE-Linie 26)
5. Köln–Frankfurt (Main)–Würzburg–Nürnberg–Ingolstadt–München (ICE-Linie 41)
6. Köln–Frankfurt (Main)–Würzburg–Nürnberg–Passau–Wien (ICE-Linie 91)

Durch Überlagerungen mehrerer Linien entsteht zwischen den Unterwegsbahnhöfen der Neubaustrecke zumindest ein Stundentakt, im Abschnitt zwischen Fulda und Hannover verkehren zumindest zwei Zugpaare pro Stunde, zwischen Kassel und Göttingen drei. Darüber hinaus verkehren weitere IC- und ICE-Züge der Linie 24, teils im Wochenendverkehr, teils als Verstärker, über die Strecke.
Die beiden werktäglichen ICE-Sprinter-Zugpaare zwischen Frankfurt am Main und Berlin sowie der ICE Sprinter von Hamburg über Hannover nach Frankfurt nutzen ebenfalls die Strecke. Im Intercity-Verkehr verkehren einzelne Züge über die Strecke. In den 1990er Jahren führten darüber hinaus einzelne Interregio-Linien über die Strecke. Regionalverkehr findet nur auf kurzen Abschnitten zwischen den Bahnhöfen und nahe gelegenen Verknüpfungen der älteren Strecken statt, zum Beispiel zwischen Ihringshausen und Kassel-Wilhelmshöhe.
Mit planmäßig drei ICE-Zugpaaren pro Stunde und Richtung ist der Abschnitt zwischen der Hildesheimer Schleife bei Hannover und Fulda der am stärksten ausgelastete Abschnitt der Neubaustrecke. Mit einem verkehrenden Zugpaar pro Stunde ist der rund 60 Kilometer lange Neubaustrecken-Abschnitt zwischen Fulda und der Nantenbacher Kurve bei Gemünden der am geringsten durch planmäßigen Personenverkehr ausgelastete Abschnitt der deutschen Neubaustrecken des Hochgeschwindigkeitsverkehrs.
Im Personenverkehr wird im Südabschnitt der Strecke bis 2030 ein geringfügiger Rückgang der Zugzahlen erwartet (Stand: 2018).

### Güterverkehr
Die Strecke ist für bis zu 2500 t schwere Güterzüge ausgelegt, die zwei Lokomotiven erfordern. Mit einer Lokomotive sind etwa 1350 t Zuglast möglich. In den Nachtstunden (23 Uhr bis 5 Uhr) dient die Neubaustrecke dem Güterverkehr. Auf dem Großteil der Strecke dürfen keine Gefahrgutzüge und keine Züge mit offenen, beladenen Autotransportwagen verkehren. Auf einem Teil der Strecke dürfen keine Güterzüge verkehren, die mit Personen besetzte Reisezugwagen mitführen.
Im Fahrplan 1993/1994 befuhren im Abschnitt Fulda–Kassel zwischen 1 Uhr und 5 Uhr nachts werktäglich je Richtung jeweils rund 20 Güterzüge die Strecke. Inzwischen (Stand: 2009) befahren zwischen 22 Uhr und 6 Uhr täglich 62 Güterzüge die Neubaustrecke; zwischen 6 Uhr und 22 Uhr sind keine Güterzüge unterwegs. Im Streckenabschnitt Göttingen–Kassel lag die größte Belastung durch Güterzüge im Jahr 2003 zur Stunde 0 (acht südwärts fahrende Züge), in nördlicher Richtung zur Stunde 1 (fünf nordwärts fahrende Züge). Bei Zugbegegnungen zwischen Personen- und Güterzügen in Tunneln, beispielsweise aufgrund von Umleitungen von Güterzügen über die Neubaustrecke, ist die Höchstgeschwindigkeit aller Züge im betroffenen Abschnitt auf 160 km/h herabzusetzen (Stand: 2001).
Die Regelgeschwindigkeit der Güterzüge auf der Neubaustrecke liegt bei 120 km/h. Diese Geschwindigkeit kann unter LZB von Güterzügen mit konventionellen Bremsen erreicht werden.
Vor Eröffnung der Neubaustrecke wurden ab Ende 1990 eine Reihe von Güterwagen mit einer Höchstgeschwindigkeit von 160 km/h für die Strecke angeschafft. Im Rahmen des Projekts Güterverkehr mit hohen Geschwindigkeiten fuhren 160 km/h schnelle Güterzüge der Linien Hamburg–München und Bremen–Stuttgart von 1991 bis 1995 über die Strecke. Gezogen von Lokomotiven der Baureihe 120 fuhren diese InterCargoExpress-Züge im Nachtsprung zwischen Nord- und Süddeutschland. Das Angebot wurde 1995 aus wirtschaftlichen Gründen eingestellt und im Jahr 2000 mit dem Parcel InterCity wieder aufgenommen. Um 2001 befuhren eine Reihe von 120 km/h schnellen Güterzügen die Strecke nachts im Sechs-Minuten-Abstand.
Verkehrten im Südabschnitt der Strecke, zwischen Mottgers und Würzburg, 2018 rund 20 Züge pro Tag und Richtung, erwartet die Prognose des Bundesverkehrswegeplans 2030 bis zu 74.
Untersuchungen, mit dem ICE-G 250 km/h schnelle Güterzüge über die Strecke verkehren zu lassen, wurden nicht in die Praxis umgesetzt.

### Fahrgeschwindigkeiten

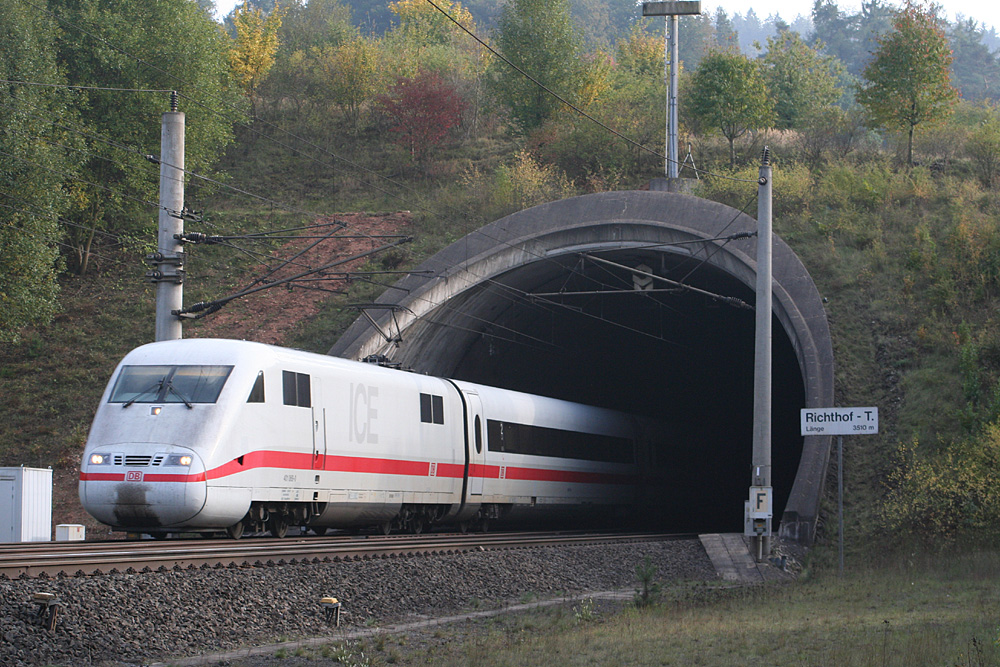
Ein ICE 1 verlässt den Richthoftunnel.

Die Neubaustrecke ist in weiten Teilen für eine Höchstgeschwindigkeit von 280 km/h zugelassen. In Tunneln ist die Höchstgeschwindigkeit grundsätzlich auf 250 km/h beschränkt. Die Durchfahrgeschwindigkeiten auf den Unterwegsbahnhöfen Fulda, Kassel-Wilhelmshöhe und Göttingen liegen zwischen 100 km/h und 140 km/h.
Zur Inbetriebnahme lag die Streckenhöchstgeschwindigkeit bei 250 km/h mit einer erlaubten Überschreitung auf bis zu 280 km/h bei Verspätungen. 1998 wurde die Höchstgeschwindigkeit nach Fahrplan der auf dieser Strecke verkehrenden Züge auf durchgehend 250 km/h herabgesetzt. Seitenwindempfindliche Züge, darunter die ICE-2-Triebzüge mit führendem (geschobenen) Steuerwagen sowie Triebfahrzeuge mit relativ leichten Endwagen (ICE 3 und ICE T) dürfen in einigen Teilabschnitten der Strecke nur 200 km/h fahren.
Im Stadtgebiet Hannover liegt die zulässige Höchstgeschwindigkeit bei 160 km/h. Die ab Streckenkilometer 16 aktive Linienzugbeeinflussung (Stand: Oktober 2006) ermöglicht erst ab diesem Punkt größere Geschwindigkeiten. Am südlichen Ende der Neubaustrecke wird die zulässige Höchstgeschwindigkeit zunächst auf der Maintalbrücke Veitshöchheim von 250 auf 220 km/h zurückgenommen und im folgenden Roßbergtunnel folgt eine Absenkung auf 160 km/h. Mit dieser Geschwindigkeit ist auch die Rampe im Hauptbahnhof Würzburg befahrbar. Die Einfahrt in den Würzburger Hauptbahnhof erfolgt mit bis zu 80 km/h, die Ausfahrt Richtung Hannover mit bis zu 100 km/h.
Abweichend von der in § 40 Nr. 2 S. 1 EBO zulässigen Höchstgeschwindigkeit von 250 km/h ließ das Bundesverkehrsministerium (nach § 3 Abs. 1 Nr. 1 EBO) für ICE-1-Triebzüge per Bescheid vom 24. März 1995 eine Streckenhöchstgeschwindigkeit von 280 km/h zu, verbunden mit besonderen Sicherheitsauflagen. Am 27. Dezember 1996 wurde diese und weitere Ausnahmezulassungen durch eine allgemeine, fahrzeugunabhängige Regelung ersetzt. Diese sah eine Reduktion der zulässigen Geschwindigkeit im Tunnel auf 250 km/h vor, soweit Begegnungen von Personen- und Güterzügen nicht durch ein technisches System ausgeschlossen werden konnten.
Als kritisch für Begegnungen von Personen- und Güterzügen in Tunneln hatten sich Ende 1980er Jahre Behälter des Kombinierten Ladungsverkehrs erwiesen, die eine Reduktion der Druckbelastung bei Zugbegegnungen mit Personenzügen und damit eine Geschwindigkeitsreduktion des ICE erforderlich machte.

Zum Fahrplanwechsel am 13. Dezember 2009 wurde die zulässige Geschwindigkeit für ICE 1 und ICE 2 zwischen Krieberg- und Eichenbergtunnel (Abschnitt Hannover–Göttingen) auf 280 km/h angehoben. Eine durchgehende Geschwindigkeitserhöhung auf 280 km/h auch in den Tunneln der Neubaustrecke wird untersucht. Die dazu notwendige sichere Trennung von Personen- und Güterzügen sollte über Änderungen an der bestehenden Signaltechnik realisiert werden.
Im Rahmen des Projekts „Mischverkehr Fulda – Burgsinn“ wurde in einem dreiwöchigen Pilotbetrieb ab 23. November 2009 in dem 44 Kilometer langen Abschnitt ein Verfahren erprobt, mit dem es möglich ist, auch tagsüber Güterzüge fahren zu lassen. Mit einer Software soll dabei ausgeschlossen werden, dass sich Personen- und Güterzüge in Tunneln begegnen. Dazu wurden zwei Tunnelbereiche mit drei bzw. fünf Tunneln, getrennt durch den Überholbahnhof Mottgers, gebildet. Dabei wird eine sichere Unterscheidung der Zugarten durch Messungen der Achsabstände an 24 Stellen mittels Radsensoren sichergestellt, die die Achsabstände mit einer Genauigkeit von 15 Millimeter ermitteln.
Das System sollte zukünftig auch auf anderen Neubaustrecken zum Einsatz kommen. Es sollte weiter optimiert werden und zukünftig bei Bedarf zum Einsatz kommen. In einer weiteren Entwicklungsstufe sollen unter anderem unzulässige Fahrtsignale verhindert und die zuständigen Fahrdienstleiter am Betriebsbahnhof Burgsinn und der Betriebszentrale Frankfurt am Main entlastet werden.
Eine signaltechnisch sichere Lösung wurde nach DB-Angaben von 2018 gesucht. Die Umsetzung sei nicht absehbar. Bei Umsetzung des Systems könnten zwischen Fulda und Burgsinn in den Tagesstunden bis zu 20 zusätzliche Trassen pro Richtung aufgenommen werden. Ein ähnliches System kommt seit etwa 2018 auf der Neubaustrecke Ebensfeld–Erfurt zum Einsatz.
Zur Erhöhung der Pünktlichkeit und für den Deutschlandtakt begannen circa 2020 Überlegungen, die Streckengeschwindigkeit heraufzusetzen. Mit Versuchsfahrten der DB Systemtechnik im Dezember 2022 mit einem Triebzug der Baureihe 403 zwischen Würzburg und Fulda begannen mehrjährige vertiefende Untersuchungen – besonders zu Aerodynamik/Zugbegegnungen, Oberleitungsanlagen, Fahrdynamik/Fahrweg und dem Bremsen – über eine Anhebung der Höchstgeschwindigkeit auf 300 km/h im Regelbetrieb. In Verbindung mit verändertem Rollmaterial und Halteschema sollen zwischen Hannover und Würzburg Fahrzeitverkürzungen von bis zu rund 17 Minuten erreichbar sein. Vom 29. August bis 6. September 2024 wurden dafür im Bereich des Sinnbergtunnels Begegnungsversuche zwischen einem mit bis zu 320 km/h geplanten ICE 3 und einem Güterzug gefahren.

## Technik
Züge, die die Strecke befahren sollen, müssen für Begegnungen mit bis zu 250 km/h schnellen Fahrzeugen (insbesondere in Tunneln) geeignet sein. Bei Personenzügen müssen die Toilettensysteme geschlossen sein und die Unempfindlichkeit gegenüber Seitenwinden nachgewiesen werden.
Der Lichtraum der Strecke wurde gemäß dem erweiterten Regellichtraum trassiert. Bei einem Gleisabstand von 4,70 Metern und einer Fahrdrahthöhe von 5,30 Metern über Schienenoberkante sind dabei auch Transporte mit Lademaßüberschreitung möglich. Der Gleisabstand ergab sich aus der Forderung, dass entgegengesetzt fahrende Fahrzeuge unter voller Ausnutzung des Lichtraums Weichen mit 300 Meter Radius behinderungsfrei befahren können. Zum Einsatz kommen 2,60 Meter breite Betonschwellen (Typ B 70), die 50 Zentimeter tief vor Kopf eingeschottert sind. Die Höchstmasse von Güterzügen liegt bedingt durch die maximale Belastbarkeit der hohen Brücken bei gleichzeitig anfahrenden und bremsenden Zügen bei 2500 t. Die zweigleisigen Brücken sind für die Bremslast auf einem Gleis und die Anfahrlast auf dem zweiten Gleis ausgelegt.
Die Strecke ist durchgängig mit Linienzugbeeinflussung (LZB) ausgerüstet, die die Triebfahrzeugführer über Geschwindigkeiten und Fahrterlaubnis auf den nächsten sieben Kilometern informiert. Ursprünglich war geplant, die LZB nur für schnellfahrende Züge zu nutzen als Ergänzung zum üblichen Lichtsignalsystem (H/V-System), das einen Bremsweg unter einem Kilometer voraussetzt. In der weiteren Entwicklung – als klar wurde, dass die meisten Züge LZB-geführt über die Strecke verkehren würden – wurde das H/V-System lediglich als Rückfallebene konzipiert und die Zahl der Lichtsignale auf etwa ein Drittel der ursprünglich vorgesehenen Anzahl reduziert. Ortsfeste Lichtsignale decken nur noch die Betriebsstellen der Strecke, auf Blocksignale wurde weitgehend verzichtet. Zur Verdichtung der Zugfolge bei LZB-geführten Zügen wurden zwischen den ortsfesten Signalen LZB-Teilblöcke im Abstand von etwa 2,5 Kilometer eingerichtet. Fährt ein LZB-geführter Zug dabei in einen freien LZB-Blockabschnitt (so genannter Teilblock) ein, dessen zugehöriger H/V-Blockabschnitt (mit Lichtsignalen gesicherter Ganzblock) noch nicht frei ist, wird das deckende Lichtsignal dunkelgeschaltet. Die Strecke wurde vollständig für Gleiswechselbetrieb ausgerüstet. Zur Gleisfreimeldung kommen Tonfrequenz-Gleiskreise zum Einsatz. Die abschnittsweise Erneuerung der LZB (CIR-ELKE) läuft (Stand: 2018), langfristig (in den 2030er Jahren) soll die Strecke mit ETCS ausgerüstet werden. In Vorbereitung auf ETCS sollen Stellwerke im bayerischen Abschnitt der Strecke bis 2022 teilerneuert werden.

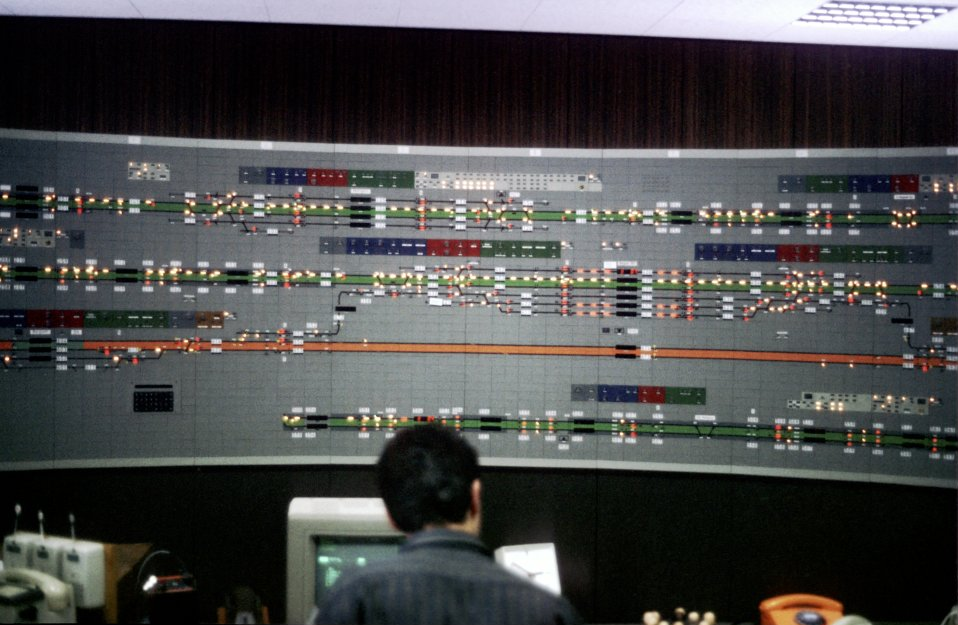
Aus dem Relaisstellwerk in Burgsinn wird ein rund 50 Kilometer langer Abschnitt zwischen Fulda und Würzburg gesteuert (Aufnahme von 1988)

Der vorzeitig in Betrieb genommene Abschnitt zwischen Fulda und Würzburg wird aus konventionellen Relaisstellwerken heraus gesteuert, die weiteren Abschnitte aus ortsbedienten Elektronischen Stellwerken mit abgesetzten Rechnern. Jedes Stellwerk steuert einen bis zu 70 Kilometer langen Streckenabschnitt, der bis zu 450 Stelleinheiten umfasst. Der Vorsignalabstand liegt bei 1.100 Metern.

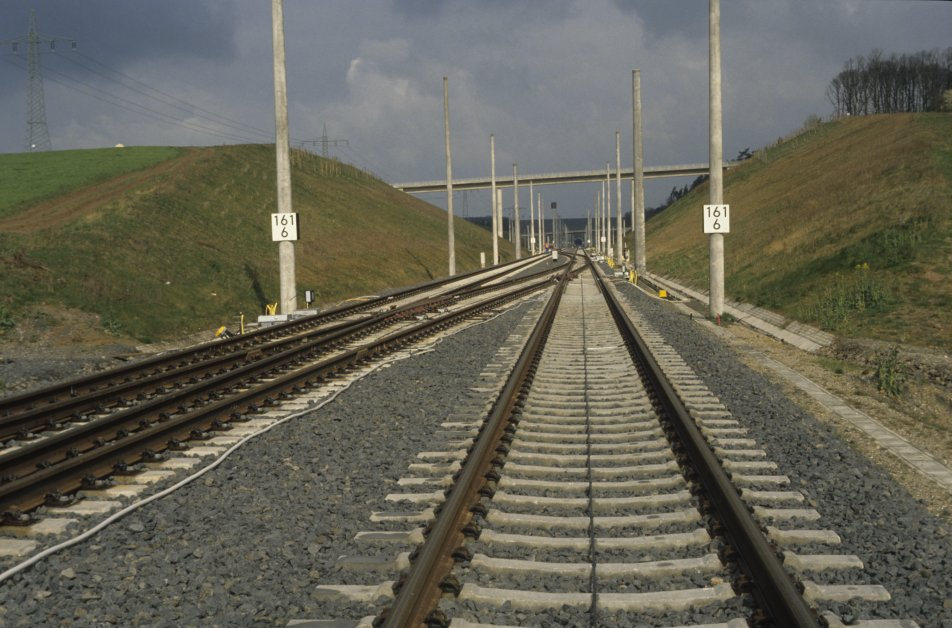
Gleiswechsel im Betriebsbahnhof Körle Ost

Entlang der Strecke sind Überholbahnhöfe in einem Abstand von etwa 20 Kilometer angeordnet, um ein Überholen von Güterzügen durch Personenzüge zu ermöglichen. Da das Gefälle in derartigen Bahnhöfen 1,5 Promille nicht übersteigen darf, konnte dieser Regelabstand nicht immer eingehalten werden. Die Überholbahnhöfe sind zumeist ferngesteuert und verfügen über mindestens ein Überholgleis je Fahrtrichtung (Ausnahme: Licherode) sowie Überleitstellen (in der Regel vier Weichen) an beiden Bahnhofsköpfen. Die Überholgleise verfügen durchweg über Schutzweichen, wobei die anschließenden Gleisstümpfe bei Bedarf als Weichenmontageplatz verlängert werden können. Ein Überholbahnhof in Regelausführung verfügt damit über 16 Weichen und 12 Hauptsignale. In der Planung (Stand: 1984) war vorgesehen, jeden zweiten Überholbahnhof als technischen Stützpunkt auszurüsten, um kleinere technische Störungen kurzfristig beheben zu können und als Einsatzstelle für die Oberbau-Instandhaltung zu dienen.
Die Weichen der Strecke sind als Schnellfahrweichen für Abzweig-Geschwindigkeiten von 100 km/h (1200 Meter Radius) und 130 km/h (2500 Meter Radius) konzipiert. Die meisten Überleitstellen sind dabei bei Gleiswechseln mit 130 km/h befahrbar, die Weichen in den Überholbahnhöfen durchgehend mit 100 km/h. Jede Weiche wird von bis zu drei Weichenantrieben bewegt. Allein im Nordabschnitt der Strecke liegen dabei (Stand: 1989) 238 Weichen. Eine zweite Betriebsstufe mit einfachen Überleitstellen, die jeweils mit 160 km/h befahrbar sein sollten, war als Option vorgesehen. Für den Abzweig zur Nantenbacher Kurve im Betriebsbahnhof Rohrbach wurden Korbbogenweichen für Abzweig-Geschwindigkeiten von 200 km/h neu entwickelt. Diese Weichen sind insgesamt 154 Meter lang und 210 t schwer, die Länge der Zungen liegt bei 56 Meter. Das Weichenpaar zählt heute zu den sechs abzweigend am schnellsten befahrenen Weichen in Deutschland.

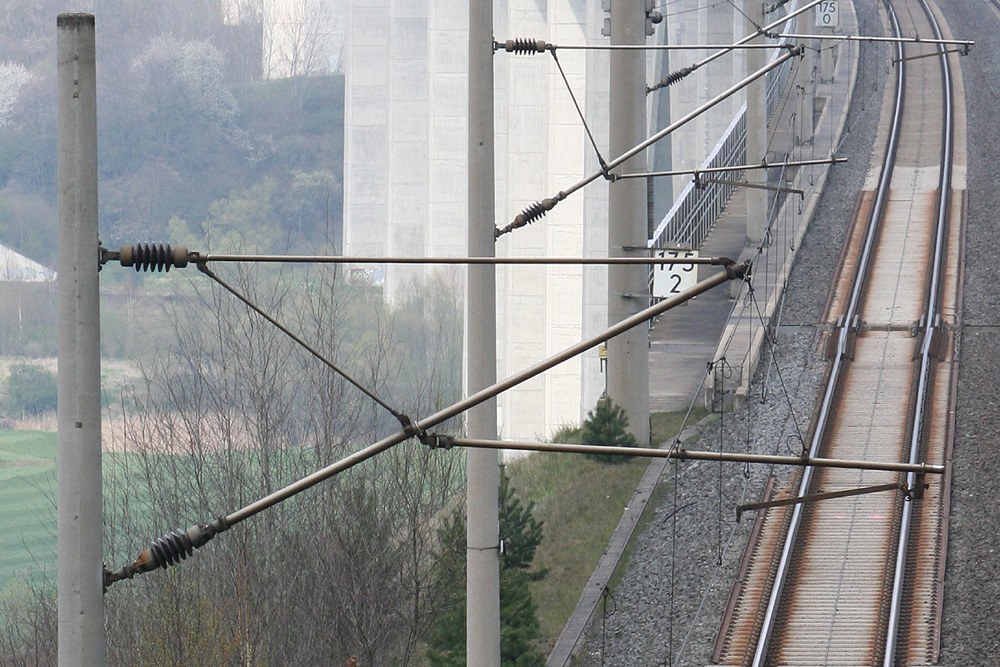
Oberleitungsmast mit Ausleger und Fahrdraht der Bauart Re 250

Acht neue und vier bestehende Unterwerke stellen die Energieversorgung sicher. Für zukünftige Erhöhungen des Energiebedarfs wurden im Abstand von 15 Kilometer bis 20 Kilometer Unterwerksstandorte vorgesehen aber zunächst nur im Abstand von 30 Kilometer bis 40 Kilometer ausgeführt. Weitgehend parallel zur Neubaustrecke entstand in weiten Teilen eine neue Bahnstromleitung (110 kV), die in Nörten-Hardenberg, Kassel, Fulda und Gemünden am Main mit dem bestehenden Bahnstromnetz verknüpft wurde.
Die Höhe des Fahrdrahts (Typ Re 250) über Schienenoberkante liegt bei 5,30 Metern (im Altnetz schwankend zwischen etwa 4,9 und 6,0 Meter). Der Ausschlag der Oberleitung um die Mittellinie liegt mit beidseitig 300 Millimeter niedriger als im Altnetz (400 Millimeter). Auch der Mastabstand der Oberleitungsmasten ist mit 40 bis 65 Meter geringer als im Altnetz. Die Nachspannlängen der Kettenwerke liegen bei 1300 Metern. Die Oberstrombegrenzung lag zunächst bei 1000 Ampere und wurde nach einer im Jahr 2001 erfolgten Prüfung auf 1500 A angehoben.
Bis Ende 1992 wurde im Rahmen des „Tunnelfunksystems 91“ eine durchgehende Versorgung mit öffentlichem Funk entlang der Strecke eingerichtet. Das zwischen 1989 und 1991 von der damaligen Bundesbahn, Deutschen Bundespost Telekom, Bosch, Siemens und ANT entwickelte System wurde bis Ende 1992 entlang der gesamten Strecke (einschließlich aller Tunnel) eingerichtet. Insgesamt sieben Kanäle des C-Netzes, ein Kanal für Eurosignal und Übertragungsmöglichkeiten für drei Rundfunkkanäle wurden eingerichtet. Auf den beiden ersten Schnellfahrstrecken wurden insgesamt 213 Tunnelfunkstellen eingerichtet und 320 Kilometer Strecke mit Leckkabeln (eigentlicher Funk), Stromversorgungs- und Lichtwellenleiter-Kabeln (Zubringer) ausgerüstet. Die Einrichtung der Technik erfolgte während der laufenden Betriebs, zwischen 1 Uhr und 6 Uhr nachts. Der Investitionsentscheidung war eine Betriebserprobung in Arnstedt und Orxhausen vorausgegangen.
Die Tunnel der Strecke sind bei einer Regel-Querschnittsfläche von 82 Quadratmetern für Begegnungen von 250 km/h schnellen ICE-Zügen mit 120 km/h schnellen Güterzügen geeignet. Höhere ICE-Geschwindigkeiten stellen besondere Anforderungen an die Beschaffenheit der Güterwagen-Ladungen. Die Querschnittsfläche der Tunnel ging aus theoretischen aerodynamischen Untersuchungen hervor.

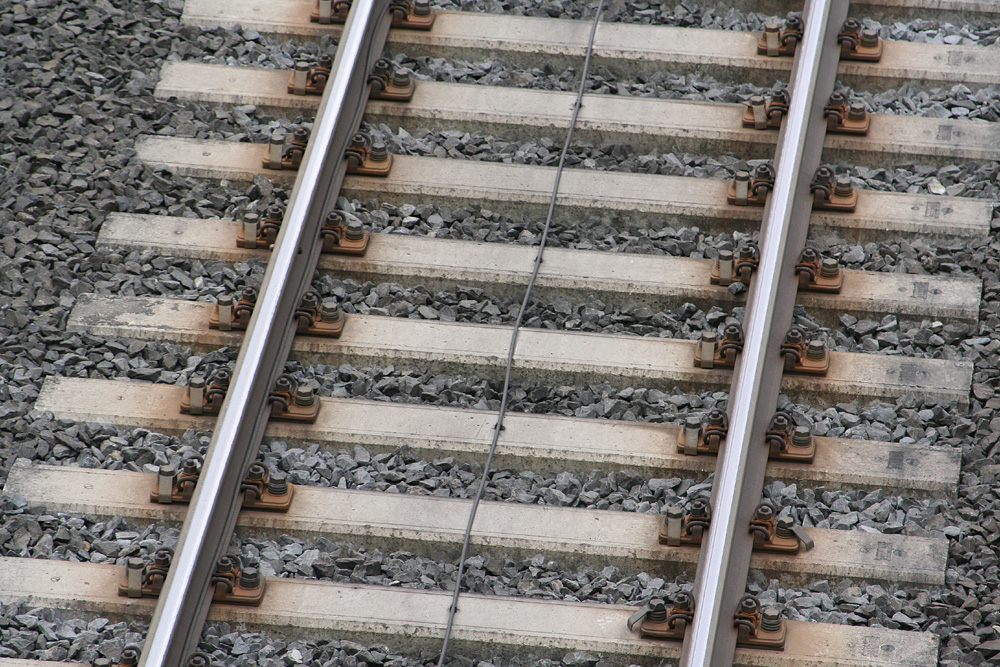
Eine Schotter-Oberbauart im Bereich einer Dehnungsfuge einer Brücke

Der Oberbau wurde weitgehend in konventionellem Schotter-Oberbau mit UIC-60-Schienen auf B-70-Betonschwellen mit Oberbau W ausgeführt. Eine Feste Fahrbahn wurde zur Betriebserprobung im Mühlberg-, Einmalberg- und im Sengebergtunnel (hier: Bauart Heilit+Woerner) eingebaut. 1993 wurde der Schotter im Kopfbereich der Gleise in den Tunneln der beiden ersten Neubaustrecken auf einer Länge von insgesamt 86 Kilometer elastisch verklebt. Diese Maßnahmen sollten Schäden durch bis zu mehrere Tonnen schwere Eisplatten vermeiden, die sich im Winter – bedingt durch Temperatur- und Druckänderungen bei Einfahrt in die Tunnel und bei Zugbegegnungen – von den Zügen ablösten und den Fahrweg beschädigten.
Für die Neubaustrecke neu entwickelt wurden Heißläuferortungsanlagen vom Typ HOA 90 und fest installierte signalabhängige Rottenwarnanlagen („Ankündigungsanlagen“, AKA).

### Sicherheitskonzept

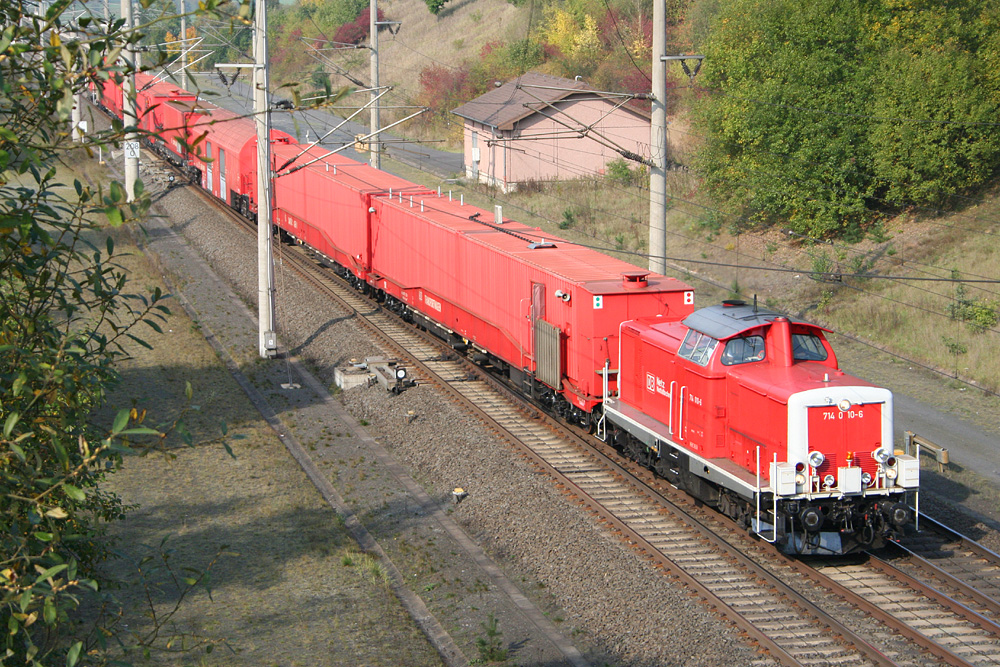
Rettungszug bei einer Bewegungsfahrt

Die Sicherheit im Eisenbahnbetrieb wird durch vielfältige Maßnahmen erreicht. Entsprechend den Regelungen der Eisenbahn-Bau- und Betriebsordnung werden für Schnellfahrten von über 160 km/h darüber hinaus weitere Maßnahmen vorgeschrieben. So werden Züge bei Schnellfahrten per Linienzugbeeinflussung kontinuierlich überwacht; als Rückfallebene stehen H/V-Signale in Kompaktbauweise zur Verfügung. An allen Einmündungen in die Hauptgleise sind Schutzweichen zu installieren, Bahnübergänge dürfen nicht eingerichtet bzw. müssen bei Bestandsstrecken beseitigt werden.
Für die Neubaustrecken der ersten Generation wurde eine weitgehende Entmischung von Personen- und Güterverkehr vorgesehen. In Tagesrandlagen (Stand: 1997) wird, für etwa zwei bis drei Stunden pro Tag, ein Mischbetrieb zugelassen, wobei Zugbegegnungen von Personen- und Güterzügen in Tunneln durch betriebliche Maßnahmen auszuschließen sind. Reisezüge müssen über Notbremsüberbrückung und eine vorgeschriebene Mindestzahl von geschulten Zugbegleitern (für das Selbstrettungskonzept) verfügen. Im Güterverkehr dürfen Ganzzüge mit Gefahrgut die Strecke nicht befahren.
Das Sicherheitskonzept für die Tunnel der Neubaustrecken ging aus einer intensiven Diskussion in den 1980er Jahren hervor. Die Tunnel der Strecke wurden entsprechend den während der Planungsphase gültigen Anerkannten Regeln der Technik mit Fluchtwegen entlang des Randwegs, Fluchtweg-Kennzeichnungen, einer Orientierungsbeleuchtung (ab 800 Meter Länge) sowie Luftstrom-Meldeanlagen zur Bestimmung der Fluchtrichtung ausgerüstet. Vereinzelt wurden Zufahrten zu den Portalen und Rettungsplätze an den Portalen eingerichtet, an manchen Tunneln zudem Notausgänge. Die Einrichtung der Notausgänge stützte sich auf Überlegungen der Verhältnismäßigkeit von Kosten und Rettungsnutzen, wobei die beteiligten Bundesländer eine wesentliche Verdichtung der Ausgänge gefordert hatten.
Derzeit sind 39 Tunnel mit einer Gesamtlänge von circa 113 Kilometer in einem Nachrüstprogramm enthalten, in dem die Tunnel ohne Eingriffe in das Tragwerk möglichst weit an aktuelle Sicherheitsstandards angepasst werden sollen. Dies beinhaltet unter anderem die Anlage von Zufahrten, Rettungsplätzen, Randwegen und Fluchtwegekennzeichnungen sowie die Löschwasserversorgung. Die Nachrüstung von Notausgängen ist aufgrund hoher Kosten nicht vorgesehen. Darüber hinaus wird eine Sicherheitsbeleuchtung nachgerüstet, die sich im Vergleich zur Orientierungsbeleuchtung durch einen dichteren Lampenabstand sowie eine redundante Stromversorgung auszeichnet.
Für Unglücksfälle stehen Rettungszüge bereit. Sie werden durch je zwei besonders umgebaute Lokomotiven der Baureihe 714 bewegt und sollen dazu dienen, Feuerwehr und Rettungskräfte an schwer zugängliche Unfallorte der Strecke zu bringen. Die Züge sind in Hildesheim Hbf, Kassel Hbf, Fulda und Würzburg Hbf stationiert.